# 1922
Portal Geschichte | Portal Biografien | Aktuelle Ereignisse | Jahreskalender | Tagesartikel

◄ |
19. Jahrhundert |
20. Jahrhundert
| 21. Jahrhundert

◄ |
1890er |
1900er |
1910er |
1920er
| 1930er | 1940er | 1950er | ►

◄◄ |
◄ |
1918 |
1919 |
1920 |
1921 |
1922
| 1923 | 1924 | 1925 | 1926 | ► | ►►
Staatsoberhäupter · Wahlen · Nekrolog · Kunstjahr · Literaturjahr · Musikjahr · Filmjahr · Rundfunkjahr · Sportjahr
| Januar | Januar | Januar | Januar | Januar | Januar | Januar | Januar |
| Kw     | Mo     | Di     | Mi     | Do     | Fr     | Sa     | So     |
| ------ | ------ | ------ | ------ | ------ | ------ | ------ | ------ |
| 52     |        |        |        |        |        |        | 1      |
| 1      | 2      | 3      | 4      | 5      | 6      | 7      | 8      |
| 2      | 9      | 10     | 11     | 12     | 13     | 14     | 15     |
| 3      | 16     | 17     | 18     | 19     | 20     | 21     | 22     |
| 4      | 23     | 24     | 25     | 26     | 27     | 28     | 29     |
| 5      | 30     | 31     |        |        |        |        |        |

| Februar | Februar | Februar | Februar | Februar | Februar | Februar | Februar |
| Kw      | Mo      | Di      | Mi      | Do      | Fr      | Sa      | So      |
| ------- | ------- | ------- | ------- | ------- | ------- | ------- | ------- |
| 5       |         |         | 1       | 2       | 3       | 4       | 5       |
| 6       | 6       | 7       | 8       | 9       | 10      | 11      | 12      |
| 7       | 13      | 14      | 15      | 16      | 17      | 18      | 19      |
| 8       | 20      | 21      | 22      | 23      | 24      | 25      | 26      |
| 9       | 27      | 28      |         |         |         |         |         |

| März | März | März | März | März | März | März | März |
| Kw   | Mo   | Di   | Mi   | Do   | Fr   | Sa   | So   |
| ---- | ---- | ---- | ---- | ---- | ---- | ---- | ---- |
| 9    |      |      | 1    | 2    | 3    | 4    | 5    |
| 10   | 6    | 7    | 8    | 9    | 10   | 11   | 12   |
| 11   | 13   | 14   | 15   | 16   | 17   | 18   | 19   |
| 12   | 20   | 21   | 22   | 23   | 24   | 25   | 26   |
| 13   | 27   | 28   | 29   | 30   | 31   |      |      |

| April | April | April | April | April | April | April | April |
| Kw    | Mo    | Di    | Mi    | Do    | Fr    | Sa    | So    |
| ----- | ----- | ----- | ----- | ----- | ----- | ----- | ----- |
| 13    |       |       |       |       |       | 1     | 2     |
| 14    | 3     | 4     | 5     | 6     | 7     | 8     | 9     |
| 15    | 10    | 11    | 12    | 13    | 14    | 15    | 16    |
| 16    | 17    | 18    | 19    | 20    | 21    | 22    | 23    |
| 17    | 24    | 25    | 26    | 27    | 28    | 29    | 30    |

| Mai | Mai | Mai | Mai | Mai | Mai | Mai | Mai |
| Kw  | Mo  | Di  | Mi  | Do  | Fr  | Sa  | So  |
| --- | --- | --- | --- | --- | --- | --- | --- |
| 18  | 1   | 2   | 3   | 4   | 5   | 6   | 7   |
| 19  | 8   | 9   | 10  | 11  | 12  | 13  | 14  |
| 20  | 15  | 16  | 17  | 18  | 19  | 20  | 21  |
| 21  | 22  | 23  | 24  | 25  | 26  | 27  | 28  |
| 22  | 29  | 30  | 31  |     |     |     |     |

| Juni | Juni | Juni | Juni | Juni | Juni | Juni | Juni |
| Kw   | Mo   | Di   | Mi   | Do   | Fr   | Sa   | So   |
| ---- | ---- | ---- | ---- | ---- | ---- | ---- | ---- |
| 22   |      |      |      | 1    | 2    | 3    | 4    |
| 23   | 5    | 6    | 7    | 8    | 9    | 10   | 11   |
| 24   | 12   | 13   | 14   | 15   | 16   | 17   | 18   |
| 25   | 19   | 20   | 21   | 22   | 23   | 24   | 25   |
| 26   | 26   | 27   | 28   | 29   | 30   |      |      |

| Juli | Juli | Juli | Juli | Juli | Juli | Juli | Juli |
| Kw   | Mo   | Di   | Mi   | Do   | Fr   | Sa   | So   |
| ---- | ---- | ---- | ---- | ---- | ---- | ---- | ---- |
| 26   |      |      |      |      |      | 1    | 2    |
| 27   | 3    | 4    | 5    | 6    | 7    | 8    | 9    |
| 28   | 10   | 11   | 12   | 13   | 14   | 15   | 16   |
| 29   | 17   | 18   | 19   | 20   | 21   | 22   | 23   |
| 30   | 24   | 25   | 26   | 27   | 28   | 29   | 30   |
| 31   | 31   |      |      |      |      |      |      |

| August | August | August | August | August | August | August | August |
| Kw     | Mo     | Di     | Mi     | Do     | Fr     | Sa     | So     |
| ------ | ------ | ------ | ------ | ------ | ------ | ------ | ------ |
| 31     |        | 1      | 2      | 3      | 4      | 5      | 6      |
| 32     | 7      | 8      | 9      | 10     | 11     | 12     | 13     |
| 33     | 14     | 15     | 16     | 17     | 18     | 19     | 20     |
| 34     | 21     | 22     | 23     | 24     | 25     | 26     | 27     |
| 35     | 28     | 29     | 30     | 31     |        |        |        |

| September | September | September | September | September | September | September | September |
| Kw        | Mo        | Di        | Mi        | Do        | Fr        | Sa        | So        |
| --------- | --------- | --------- | --------- | --------- | --------- | --------- | --------- |
| 35        |           |           |           |           | 1         | 2         | 3         |
| 36        | 4         | 5         | 6         | 7         | 8         | 9         | 10        |
| 37        | 11        | 12        | 13        | 14        | 15        | 16        | 17        |
| 38        | 18        | 19        | 20        | 21        | 22        | 23        | 24        |
| 39        | 25        | 26        | 27        | 28        | 29        | 30        |           |

| Oktober | Oktober | Oktober | Oktober | Oktober | Oktober | Oktober | Oktober |
| Kw      | Mo      | Di      | Mi      | Do      | Fr      | Sa      | So      |
| ------- | ------- | ------- | ------- | ------- | ------- | ------- | ------- |
| 39      |         |         |         |         |         |         | 1       |
| 40      | 2       | 3       | 4       | 5       | 6       | 7       | 8       |
| 41      | 9       | 10      | 11      | 12      | 13      | 14      | 15      |
| 42      | 16      | 17      | 18      | 19      | 20      | 21      | 22      |
| 43      | 23      | 24      | 25      | 26      | 27      | 28      | 29      |
| 44      | 30      | 31      |         |         |         |         |         |

| November | November | November | November | November | November | November | November |
| Kw       | Mo       | Di       | Mi       | Do       | Fr       | Sa       | So       |
| -------- | -------- | -------- | -------- | -------- | -------- | -------- | -------- |
| 44       |          |          | 1        | 2        | 3        | 4        | 5        |
| 45       | 6        | 7        | 8        | 9        | 10       | 11       | 12       |
| 46       | 13       | 14       | 15       | 16       | 17       | 18       | 19       |
| 47       | 20       | 21       | 22       | 23       | 24       | 25       | 26       |
| 48       | 27       | 28       | 29       | 30       |          |          |          |

| Dezember | Dezember | Dezember | Dezember | Dezember | Dezember | Dezember | Dezember |
| Kw       | Mo       | Di       | Mi       | Do       | Fr       | Sa       | So       |
| -------- | -------- | -------- | -------- | -------- | -------- | -------- | -------- |
| 48       |          |          |          |          | 1        | 2        | 3        |
| 49       | 4        | 5        | 6        | 7        | 8        | 9        | 10       |
| 50       | 11       | 12       | 13       | 14       | 15       | 16       | 17       |
| 51       | 18       | 19       | 20       | 21       | 22       | 23       | 24       |
| 52       | 25       | 26       | 27       | 28       | 29       | 30       | 31       |

| Januar | Januar | Januar | Januar | Januar | Januar | Januar | Januar |
| Kw     | Mo     | Di     | Mi     | Do     | Fr     | Sa     | So     |
| ------ | ------ | ------ | ------ | ------ | ------ | ------ | ------ |
| 52     |        |        |        |        |        |        | 1      |
| 1      | 2      | 3      | 4      | 5      | 6      | 7      | 8      |
| 2      | 9      | 10     | 11     | 12     | 13     | 14     | 15     |
| 3      | 16     | 17     | 18     | 19     | 20     | 21     | 22     |
| 4      | 23     | 24     | 25     | 26     | 27     | 28     | 29     |
| 5      | 30     | 31     |        |        |        |        |        |

| Februar | Februar | Februar | Februar | Februar | Februar | Februar | Februar |
| Kw      | Mo      | Di      | Mi      | Do      | Fr      | Sa      | So      |
| ------- | ------- | ------- | ------- | ------- | ------- | ------- | ------- |
| 5       |         |         | 1       | 2       | 3       | 4       | 5       |
| 6       | 6       | 7       | 8       | 9       | 10      | 11      | 12      |
| 7       | 13      | 14      | 15      | 16      | 17      | 18      | 19      |
| 8       | 20      | 21      | 22      | 23      | 24      | 25      | 26      |
| 9       | 27      | 28      |         |         |         |         |         |

| März | März | März | März | März | März | März | März |
| Kw   | Mo   | Di   | Mi   | Do   | Fr   | Sa   | So   |
| ---- | ---- | ---- | ---- | ---- | ---- | ---- | ---- |
| 9    |      |      | 1    | 2    | 3    | 4    | 5    |
| 10   | 6    | 7    | 8    | 9    | 10   | 11   | 12   |
| 11   | 13   | 14   | 15   | 16   | 17   | 18   | 19   |
| 12   | 20   | 21   | 22   | 23   | 24   | 25   | 26   |
| 13   | 27   | 28   | 29   | 30   | 31   |      |      |

| April | April | April | April | April | April | April | April |
| Kw    | Mo    | Di    | Mi    | Do    | Fr    | Sa    | So    |
| ----- | ----- | ----- | ----- | ----- | ----- | ----- | ----- |
| 13    |       |       |       |       |       | 1     | 2     |
| 14    | 3     | 4     | 5     | 6     | 7     | 8     | 9     |
| 15    | 10    | 11    | 12    | 13    | 14    | 15    | 16    |
| 16    | 17    | 18    | 19    | 20    | 21    | 22    | 23    |
| 17    | 24    | 25    | 26    | 27    | 28    | 29    | 30    |

| Mai | Mai | Mai | Mai | Mai | Mai | Mai | Mai |
| Kw  | Mo  | Di  | Mi  | Do  | Fr  | Sa  | So  |
| --- | --- | --- | --- | --- | --- | --- | --- |
| 18  | 1   | 2   | 3   | 4   | 5   | 6   | 7   |
| 19  | 8   | 9   | 10  | 11  | 12  | 13  | 14  |
| 20  | 15  | 16  | 17  | 18  | 19  | 20  | 21  |
| 21  | 22  | 23  | 24  | 25  | 26  | 27  | 28  |
| 22  | 29  | 30  | 31  |     |     |     |     |

| Juni | Juni | Juni | Juni | Juni | Juni | Juni | Juni |
| Kw   | Mo   | Di   | Mi   | Do   | Fr   | Sa   | So   |
| ---- | ---- | ---- | ---- | ---- | ---- | ---- | ---- |
| 22   |      |      |      | 1    | 2    | 3    | 4    |
| 23   | 5    | 6    | 7    | 8    | 9    | 10   | 11   |
| 24   | 12   | 13   | 14   | 15   | 16   | 17   | 18   |
| 25   | 19   | 20   | 21   | 22   | 23   | 24   | 25   |
| 26   | 26   | 27   | 28   | 29   | 30   |      |      |

| Juli | Juli | Juli | Juli | Juli | Juli | Juli | Juli |
| Kw   | Mo   | Di   | Mi   | Do   | Fr   | Sa   | So   |
| ---- | ---- | ---- | ---- | ---- | ---- | ---- | ---- |
| 26   |      |      |      |      |      | 1    | 2    |
| 27   | 3    | 4    | 5    | 6    | 7    | 8    | 9    |
| 28   | 10   | 11   | 12   | 13   | 14   | 15   | 16   |
| 29   | 17   | 18   | 19   | 20   | 21   | 22   | 23   |
| 30   | 24   | 25   | 26   | 27   | 28   | 29   | 30   |
| 31   | 31   |      |      |      |      |      |      |

| August | August | August | August | August | August | August | August |
| Kw     | Mo     | Di     | Mi     | Do     | Fr     | Sa     | So     |
| ------ | ------ | ------ | ------ | ------ | ------ | ------ | ------ |
| 31     |        | 1      | 2      | 3      | 4      | 5      | 6      |
| 32     | 7      | 8      | 9      | 10     | 11     | 12     | 13     |
| 33     | 14     | 15     | 16     | 17     | 18     | 19     | 20     |
| 34     | 21     | 22     | 23     | 24     | 25     | 26     | 27     |
| 35     | 28     | 29     | 30     | 31     |        |        |        |

| September | September | September | September | September | September | September | September |
| Kw        | Mo        | Di        | Mi        | Do        | Fr        | Sa        | So        |
| --------- | --------- | --------- | --------- | --------- | --------- | --------- | --------- |
| 35        |           |           |           |           | 1         | 2         | 3         |
| 36        | 4         | 5         | 6         | 7         | 8         | 9         | 10        |
| 37        | 11        | 12        | 13        | 14        | 15        | 16        | 17        |
| 38        | 18        | 19        | 20        | 21        | 22        | 23        | 24        |
| 39        | 25        | 26        | 27        | 28        | 29        | 30        |           |

| Oktober | Oktober | Oktober | Oktober | Oktober | Oktober | Oktober | Oktober |
| Kw      | Mo      | Di      | Mi      | Do      | Fr      | Sa      | So      |
| ------- | ------- | ------- | ------- | ------- | ------- | ------- | ------- |
| 39      |         |         |         |         |         |         | 1       |
| 40      | 2       | 3       | 4       | 5       | 6       | 7       | 8       |
| 41      | 9       | 10      | 11      | 12      | 13      | 14      | 15      |
| 42      | 16      | 17      | 18      | 19      | 20      | 21      | 22      |
| 43      | 23      | 24      | 25      | 26      | 27      | 28      | 29      |
| 44      | 30      | 31      |         |         |         |         |         |

| November | November | November | November | November | November | November | November |
| Kw       | Mo       | Di       | Mi       | Do       | Fr       | Sa       | So       |
| -------- | -------- | -------- | -------- | -------- | -------- | -------- | -------- |
| 44       |          |          | 1        | 2        | 3        | 4        | 5        |
| 45       | 6        | 7        | 8        | 9        | 10       | 11       | 12       |
| 46       | 13       | 14       | 15       | 16       | 17       | 18       | 19       |
| 47       | 20       | 21       | 22       | 23       | 24       | 25       | 26       |
| 48       | 27       | 28       | 29       | 30       |          |          |          |

| Dezember | Dezember | Dezember | Dezember | Dezember | Dezember | Dezember | Dezember |
| Kw       | Mo       | Di       | Mi       | Do       | Fr       | Sa       | So       |
| -------- | -------- | -------- | -------- | -------- | -------- | -------- | -------- |
| 48       |          |          |          |          | 1        | 2        | 3        |
| 49       | 4        | 5        | 6        | 7        | 8        | 9        | 10       |
| 50       | 11       | 12       | 13       | 14       | 15       | 16       | 17       |
| 51       | 18       | 19       | 20       | 21       | 22       | 23       | 24       |
| 52       | 25       | 26       | 27       | 28       | 29       | 30       | 31       |

## Ereignisse

### Politik und Weltgeschehen

#### Internationale Organisationen
- 15. Februar: Der Ständige Internationale Gerichtshof in Den Haag hält unter Vorsitz seines Präsidenten Bernard Loder seine erste Sitzung ab.

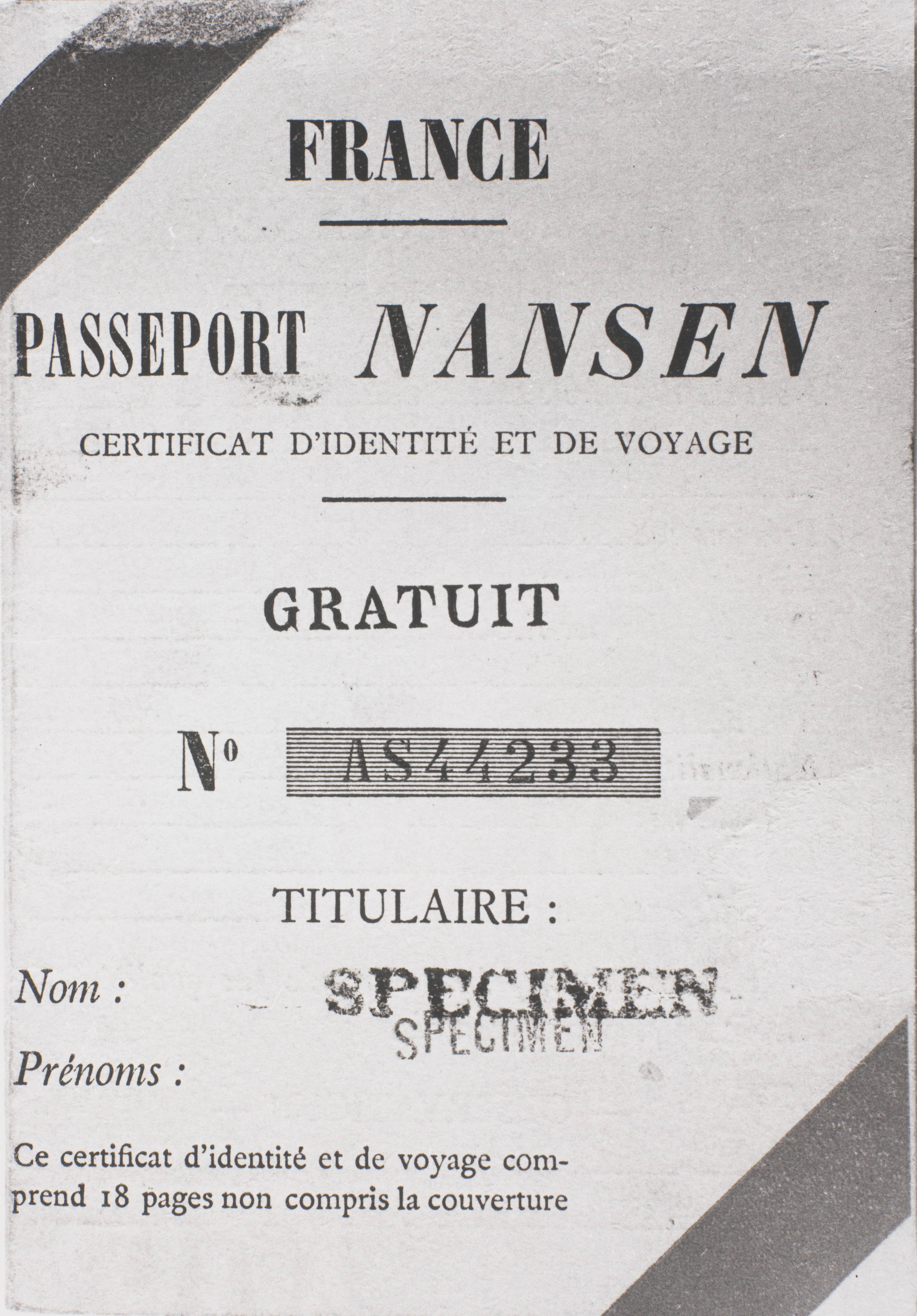
Nansen-Pass

- 5. Juli: Der Nansen-Pass für Staatenlose und Emigranten wird eingeführt. 31 Staaten akzeptieren das vom Völkerbund-Hochkommissar für Flüchtlingsfragen, Fridtjof Nansen, initiierte Reisedokument.
- Dezember: Die Internationale Arbeiter-Assoziation, ein internationaler Zusammenschluss anarchosyndikalistischer Gewerkschaften, wird von Delegierten aus 10 Ländern in Berlin gegründet. Als anarchistischer Gewerkschaftsverbund bemüht sich die IAA, sich eigenständig zu organisieren, um sich von marxistisch dominierten Gewerkschaften abzusetzen.

#### Konferenzen und Verträge nach dem Weltkrieg
- 6. bis 13. Januar: Auf der Konferenz von Cannes zwischen Vertretern der Siegermächte des Ersten Weltkrieges und Deutschland geht es um Reparationsfragen. Die deutsche Reichsregierung, die sich nicht in der Lage sieht, die vorgesehenen Reparationsleistungen in Höhe von zwei Milliarden Goldmark pro Jahr zu leisten, erreicht durch Außenminister Walther Rathenau den Aufschub der Zahlungen. Der britische Premierminister David Lloyd George schlägt auf der Konferenz ein umfassendes auch die französischen Sicherheitsinteressen berücksichtigendes politisches Abkommen für Europa vor. Zu einer Einigung kommt es nicht, da in Frankreich Aristide Briand am 15. Januar durch den unnachgiebigen Raymond Poincaré als Ministerpräsident abgelöst wird.
- 6. Februar: Am Ende der Washingtoner Flottenkonferenz schließen die fünf Seemächte Großbritannien, Frankreich, Italien, Japan und die USA nach knapp dreimonatigen Verhandlungen das Washingtoner Flottenabkommen. Darin verständigen sie sich auf eine Rüstungsbegrenzung ihrer großen Kriegsschiffe. Der erste Abrüstungsvertrag wird jedoch durch ein bald aufkeimendes Wettrüsten in kleineren Schiffsklassen konterkariert.

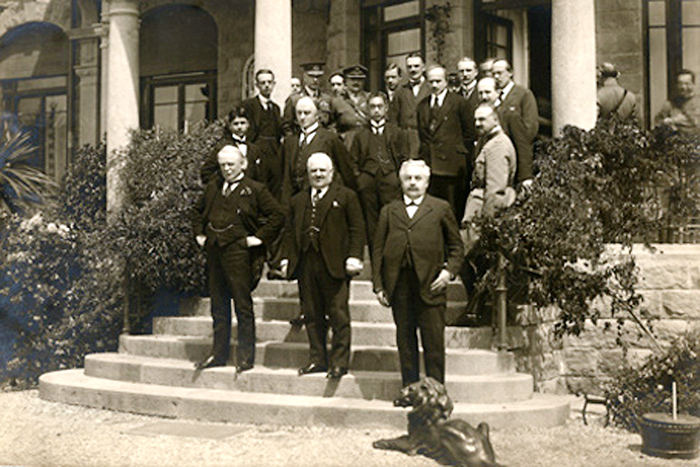
Teilnehmer der Konferenz von Genua

- 10. April bis 19. Mai: An der Konferenz von Genua nehmen 34 Staaten teil, mit Ausnahme der USA sämtliche Teilnehmer des Ersten Weltkriegs. Die Konferenz hat die Wiederherstellung der durch den Krieg zerrütteten internationalen Finanz- und Wirtschaftssysteme zum Inhalt. Die angestrebte Reorganisation des internationalen Finanzsystems soll durch eine teilweise Rückkehr zum Goldstandard erreicht werden. Dieser ist während des Kriegs aufgegeben worden, um durch Geldmengenerweiterung mittels Druck von Banknoten die Kriegsausgaben zu finanzieren – mit allen negativen Auswirkungen der daraus resultierenden Inflation.
- 16. April: Im Vertrag von Rapallo zwischen dem Deutschen Reich und der Russischen Sozialistischen Föderativen Sowjetrepublik, unterzeichnet von den Außenministern Walther Rathenau und Georgi Tschitscherin, verzichten beide Länder auf den Ersatz der Kriegskosten und -schäden. Der Vertrag normalisiert die diplomatischen und wirtschaftlichen Beziehungen der beiden Staaten, die mit ihm ihre internationale Isolation durchbrechen wollen.

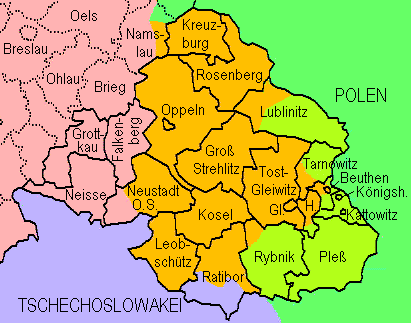
Verwaltungsgliederung Oberschlesien und Teilung 1921:
Polen vor der Teilung Oberschlesiens
Deutsches Reich ohne das oberschlesische Abstimmungsgebiet
Tschechoslowakei einschließlich Hultschiner Ländchen
an Polen gelangter Teil Oberschlesiens
bei Deutschland verbliebener Teil Oberschlesiens

- 20. Juni: Ostoberschlesien wird kraft des Versailler Vertrags sowie nach einer Volksabstimmung und Aufständen vom Deutschen Reich an Polen abgetreten. Ferner werden durch das Deutsch-Polnische Abkommen über Oberschlesien vom 15. Mai Minderheitenfragen und Fragen der wirtschaftlichen Zusammenarbeit in der geteilten Region geregelt.
- 4. Oktober: In den Genfer Protokollen akzeptiert die Republik Österreich das Anschlussverbot an Deutschland ein weiteres Mal. Im Gegenzug erhält das wirtschaftlich darniederliegende Österreich zur Bewältigung der Hyperinflation nach dem Ersten Weltkrieg 650 Millionen Goldkronen aus einer Anleihe des Völkerbundes.

#### Deutsches Reich
- 12. Januar: Adolf Hitler wird in München wegen Landfriedensbruchs zu drei Monaten Gefängnis verurteilt, nachdem er im Vorjahr Otto Ballerstedt daran gehindert hat, im Löwenbräukeller eine Rede zu halten und ihn dabei schwer verletzt hat. Gemeinsam mit Hitler verurteilt werden seine Gesinnungsgenossen Hermann Esser und Oskar Körner. Hitler tritt seine Strafe im Juni an.
- 4. Juni: Auf Philipp Scheidemann, den sozialdemokratischen Oberbürgermeister von Kassel, wird von Hans Hustert, einem Mitglied der Organisation Consul, ein Mordanschlag verübt, der jedoch misslingt.

Vorwärts-Ausgabe zur Ermordung Walther Rathenaus

- 24. Juni: Der deutsche Reichsaußenminister Walther Rathenau wird von dem Studenten Erwin Kern und dem Maschinenbauingenieur Hermann Fischer ermordet. Die Polizei stellt schnell einen Zusammenhang mit vorangegangenen Attentaten auf Matthias Erzberger und Philipp Scheidemann her, und noch am Tag der Ermordung Rathenaus ordnet der Kasseler Oberstaatsanwalt die Festnahme von Funktionären der nationalistischen und antisemitischen Organisation Consul, darunter Karl Tillessen, Hartmut Plaas und Friedrich Wilhelm Heinz, an. Tatsächlich sind die Attentäter allesamt Mitglieder dieser Organisation. Am 26. Juni wird der Student Willi Günther verhaftet, der an der Vorbereitung der Tat beteiligt gewesen war und sich öffentlich der Mittäterschaft gerühmt hatte. Nach Günthers rückhaltlosem Geständnis werden weitere Tatbeteiligte verhaftet, darunter Hans Gerd Techow, ein Bruder des Fahrers Ernst Werner Techow, der am 29. Juni verhaftet wird. Kern und Fischer kommen beim Versuch einer Verhaftung am 17. Juli auf der Burg Saaleck ums Leben. Vom 3. bis zum 14. Oktober wird vor dem neugebildeten Staatsgerichtshof zum Schutze der Republik gegen 13 Personen verhandelt. Das Verfahren endete mit zehn Verurteilungen und vergleichsweise drastischen Strafen, wobei der Hauptangeklagte Ernst Werner Techow allerdings der Todesstrafe entgeht.

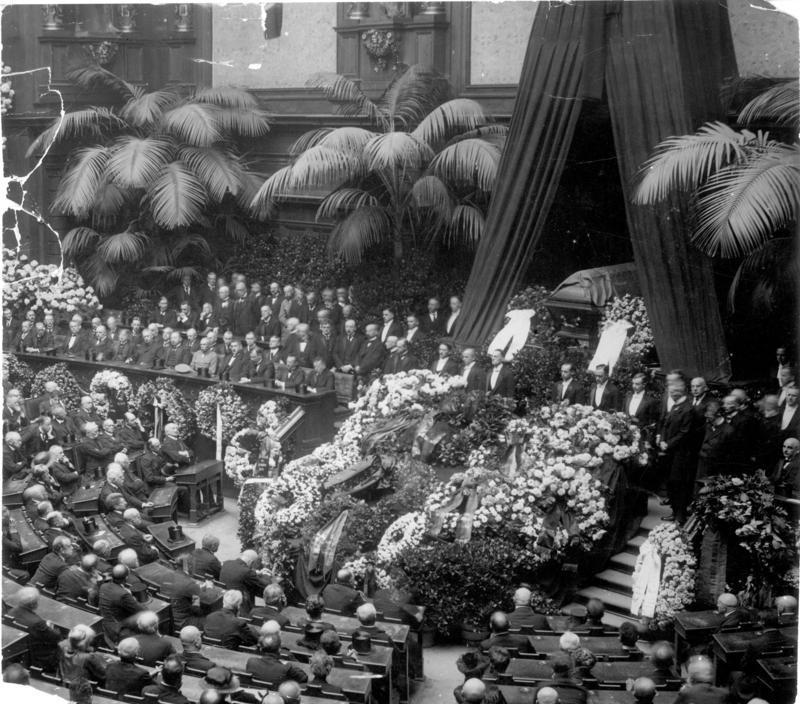
Staatsakt für Walther Rathenau im Reichstag am 27. Juni

- Die politischen Reaktionen auf das Attentat sind enorm. Als die Todesnachricht im Reichstag bekannt wird, kommt es zu Tumulten, bei denen vor allem der deutschnationale Abgeordnete Karl Helfferich, der tags zuvor noch Rathenaus Erfüllungspolitik scharf angegriffen hat, mit „Mörder, Mörder“-Rufen bedrängt wird. Reichstagspräsident Paul Löbe gelingt es erst nach etwa zwanzig Minuten, die Ruhe im Saal wiederherzustellen, um seinen Nachruf auf den Ermordeten zu halten. Der Deutschvölkische Schutz- und Trutzbund wird wegen seiner Verwicklung in das Attentat auf der Grundlage des am 21. Juli erlassenen Republikschutzgesetzes in den meisten Ländern des Deutschen Reichs verboten. Millionen Deutsche demonstrieren in Protestkundgebungen und Trauerzügen gegen den konterrevolutionären Terror, aber der Bürgerkrieg, auf den die Terroristen gesetzt haben, bleibt aus. Während der Beerdigung Rathenaus am 27. Juni legten die Mitarbeiter aller Verkehrsbetriebe am Nachmittag die Arbeit nieder. Die Reaktionen auf die Ermordung Rathenaus stärken letztlich die Weimarer Republik. Während ihres Bestehens bleibt der 24. Juni ein Tag des öffentlichen Gedenkens, wobei Rathenau zunehmend von der Arbeiterbewegung geehrt wird. Rathenaus Tod erscheint in der öffentlichen Erinnerung zunehmend als ein bewusst erlittenes Opfer für die Demokratie.
- 11. August: Reichspräsident Friedrich Ebert bestimmt das Lied der Deutschen zur Nationalhymne des Deutschen Reiches.
- Gründung der Kaisertreuen Jugend
- 14. November: Nach dem gescheiterten Versuch, alle demokratischen Kräfte von SPD bis DVP in einer Koalition zu einigen, tritt Reichskanzler Joseph Wirth zurück.
- 22. November: Der parteilose Reichskanzler Wilhelm Cuno bildet mit dem Kabinett Cuno eine neue Regierung.

#### Italien

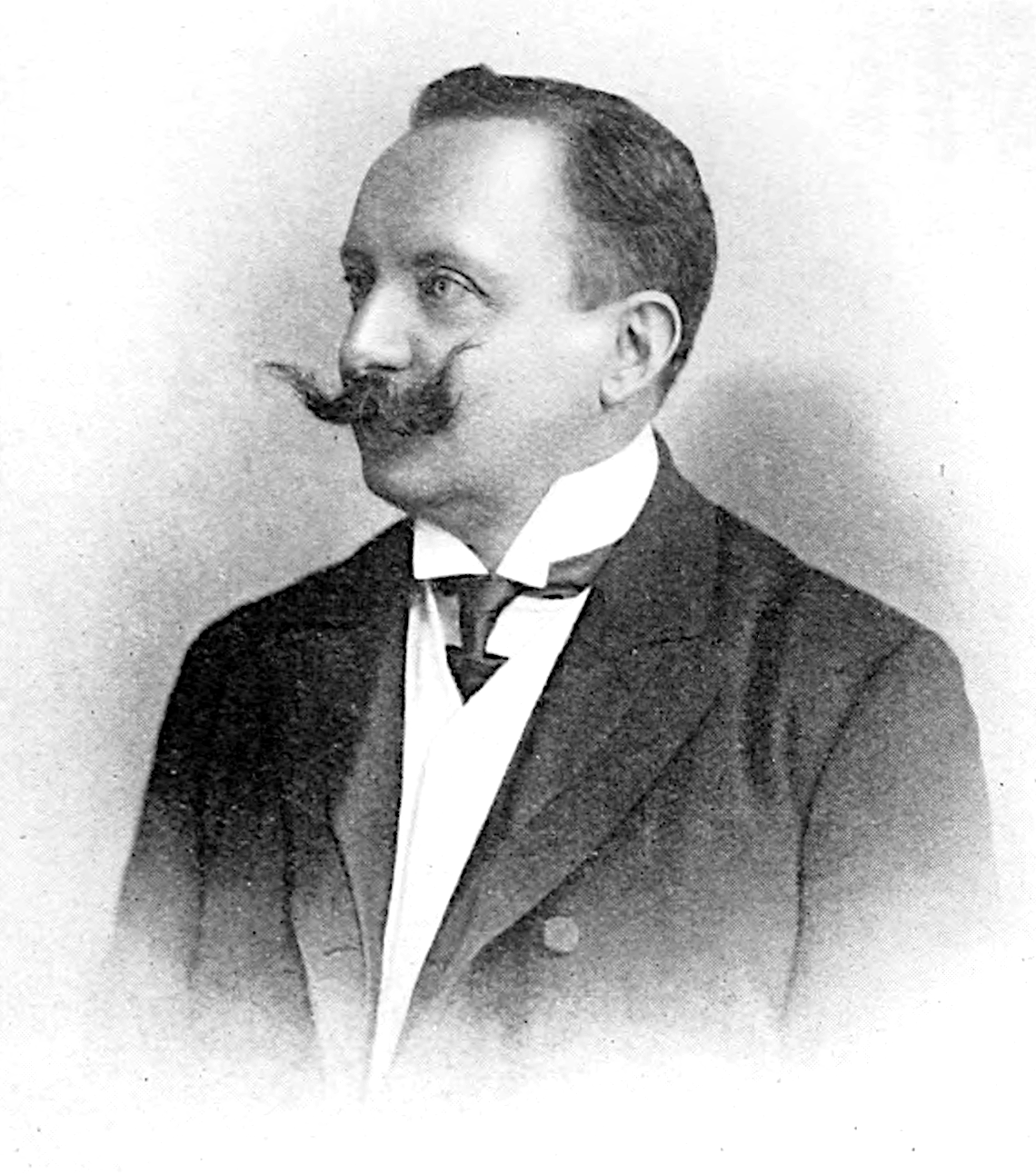
Luigi Facta

Am 26. Februar löst der Liberale Luigi Facta den Reformsozialisten Ivanoe Bonomi (PSRI) als italienischen Ministerpräsidenten ab. Er ist der letzte italienische Ministerpräsident vor der Machtübernahme durch Mussolinis Faschisten. 

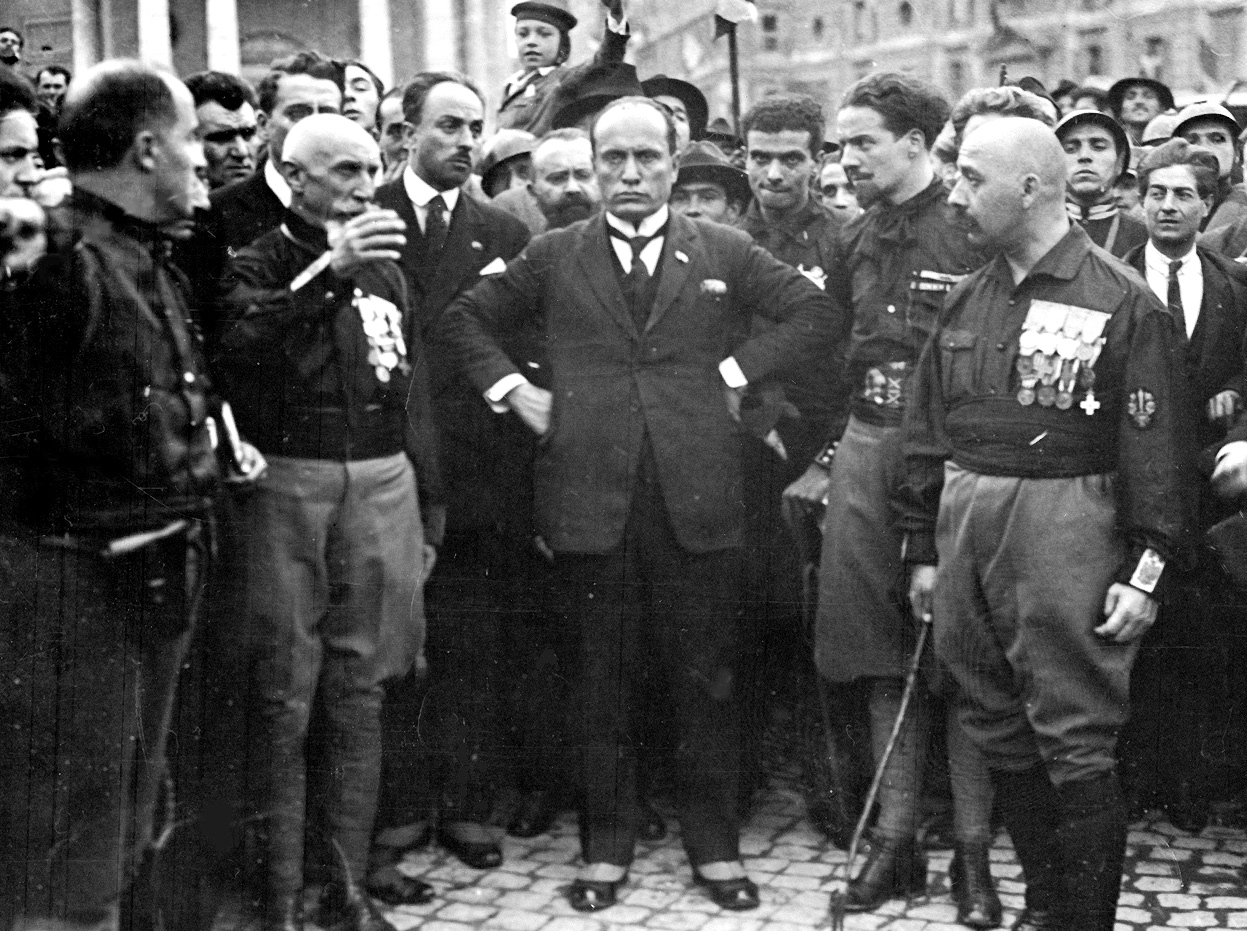
Benito Mussolini und das Quadrumvirat

Am 1./2. Oktober 1922 organisiert der Partito Nazionale Fascista unter Benito Mussolini den Marsch auf Bozen, der gegen die deutsche Volksgruppe in Südtirol gerichtet war. Die Untätigkeit der italienischen Sicherheitskräfte bestärkt die italienischen Faschisten in der Überzeugung, dass bei einem Staatsstreich kaum Widerstand von Seiten des konstitutionellen Italien zu erwarten wäre. Bei mehreren großen Veranstaltungen im September und Oktober versammelt Mussolini seine Anhänger und kündigt den „Marsch auf Rom“ seiner Anhänger an, um die italienische Regierung notfalls auch gewaltsam zu übernehmen. Am 16. Oktober wird das sogenannte Quadrumvirat zur Vorbereitung des Marsches gegründet. Als sich immer deutlicher abzeichnet, dass Mussolini seine Androhung wahrmachen würde, drängt der römische Militärkommandant Emanuele Pugliese Ministerpräsident Luigi Facta, den Notstand auszurufen, aber der unentschlossene Facta weigert sich. Erst in der Nacht vom 27. zum 28. Oktober, als sich bereits Tausende zum Marsch bereitmachen und aus den Provinzen Nachrichten über Besetzungen von staatlichen Einrichtungen eintreffen, beruft Facta das Kabinett ein.

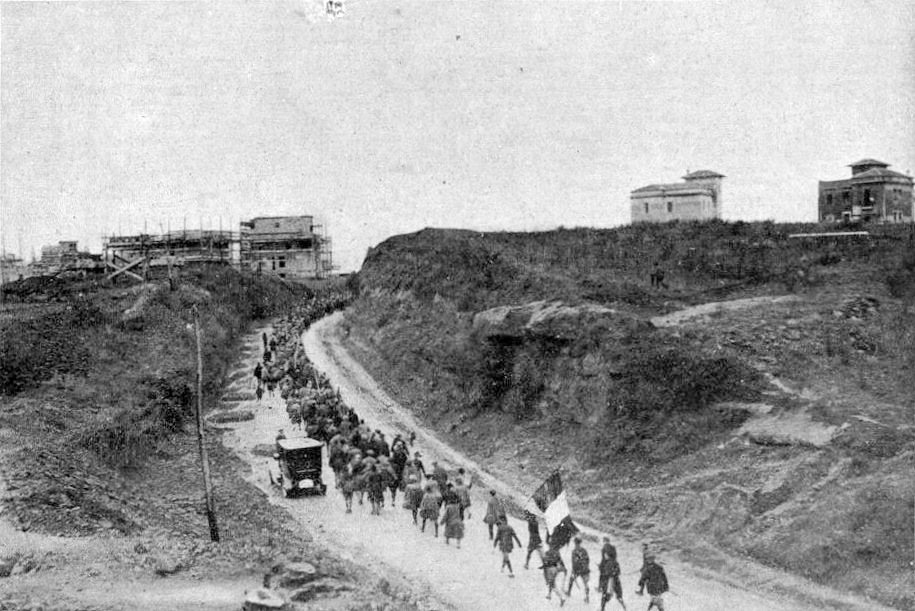
Faschisten auf dem Weg nach Rom, 28. Oktober 1922

Die faschistischen squadre beginnen am 27. Oktober damit, lokale Verwaltungsgebäude, Verkehrsknotenpunkte und Kasernen zu besetzen und versuchen, sich Zugang zu staatlichen Waffenlagern zu verschaffen. Diese Versuche sind allerdings nur in einigen Teilen Norditaliens, vor allem im Veneto und in Friaul, erfolgreich; in einem großen Teil Nord- und Mittelitaliens scheitert dieser militärische Teil des „Aufstandes“ bereits im Ansatz. Im Süden findet eine Erhebung oft gar nicht erst statt. Die Regierung Facta beschließt in der Nacht, den Belagerungszustand auszurufen. Das Notstandsdekret, das der Armee das sofortige Losschlagen gegen die Faschisten ermöglichen sollte, wird vorbereitet, und Facta bringt es am nächsten Morgen zu König Viktor Emanuel III., dessen Unterschrift nötig ist. Einige der konservativen Vertrauten des Königs wie Antonio Salandra, der ehemalige italienische Premier, raten ihm von der Unterschrift ab – teils, weil sie sich dann den Rücktritt des unbeliebten liberalen Facta erhoffen, teils, weil sie glauben, in einer Koalition mit den Faschisten hohe Ämter zu erhalten. Als Vittorio Emanuele Marschall Armando Diaz, den Oberbefehlshaber des italienischen Heeres 1917/18, nach der Verlässlichkeit des Heeres fragt, antwortete dieser: „Majestät, die Armee wird ihre Pflicht tun, aber es wäre besser, sie nicht auf die Probe zu stellen.“
Vittorio Emanuele verweigert daraufhin am Morgen des 28. Oktober die Unterschrift des Dekretes. Die Gründe für diese plötzliche Entscheidung sind bis heute umstritten. Sicher will der König keinen Bürgerkrieg riskieren, aber auch die Furcht vor einer Usurpation seines Vetters, des als Sympathisant der Faschisten bekannten Emanuel Philibert von Savoyen, dürfte eine Rolle spielen. Facta tritt daraufhin zurück und schlägt Salandra als neuen Regierungschef vor. Salandra selbst überredet den König, Mussolini zum neuen Ministerpräsidenten zu ernennen. Vittorio Emanuele III. bestellt daraufhin am Abend des 29. Oktober Mussolini aus Mailand nach Rom ein.
Der „Duce“ der faschistischen Bewegung besteigt noch am gleichen Abend einen Nachtzug von Mailand nach Rom und kommt am Morgen des 30. Oktober dort an. Vor den Toren Roms sind mittlerweile mehrere Zehntausend Faschisten in drei großen Gruppen eingetroffen. Nach der Ernennung Mussolinis zum Regierungschef gibt dieser die Weisung, die faschistischen Verbände in Marsch zu setzen, die dann am 31. Oktober in Rom eine Parade abhalten. Anschließend kommt es – wie schon in den Tagen zuvor – zu Überfällen auf sozialistische und kommunistische Pressebüros und Gewalttaten gegen deren Anhänger.
Am 16. November tritt Mussolini erstmals als Ministerpräsident vor das Parlament; mit der Drohung, das Haus jederzeit „zu einem Biwak für meine squadre“ machen zu können, fordert er Vollmachten, um auf dem Verordnungsweg regieren zu können. Nur die Abgeordneten der Sozialisten und Kommunisten stimmen am 24. November gegen die Vorlagen, durch die die Regierung bis zum 31. Dezember 1923 befristete Sondervollmachten erhält.

#### Polen/Litauen
- 20. Februar: Der von dem polnischen General Lucjan Żeligowski 1920 proklamierte Staat Mittellitauen, zu dem auch Vilnius gehört, stimmt für seinen Anschluss an Polen. Litauen erkennt diese Entwicklung nicht an, erklärt seinen Anspruch auf das Gebiet und macht Kaunas zur provisorischen Hauptstadt.
- 26. Juni: Artur Śliwiński wird als Nachfolger von Antoni Ponikowski Ministerpräsident Polens. Als solcher bildet er jedoch nur eine Übergangsregierung, die die Amtsgeschäfte am 16. Juli an Julian Nowak abgibt.

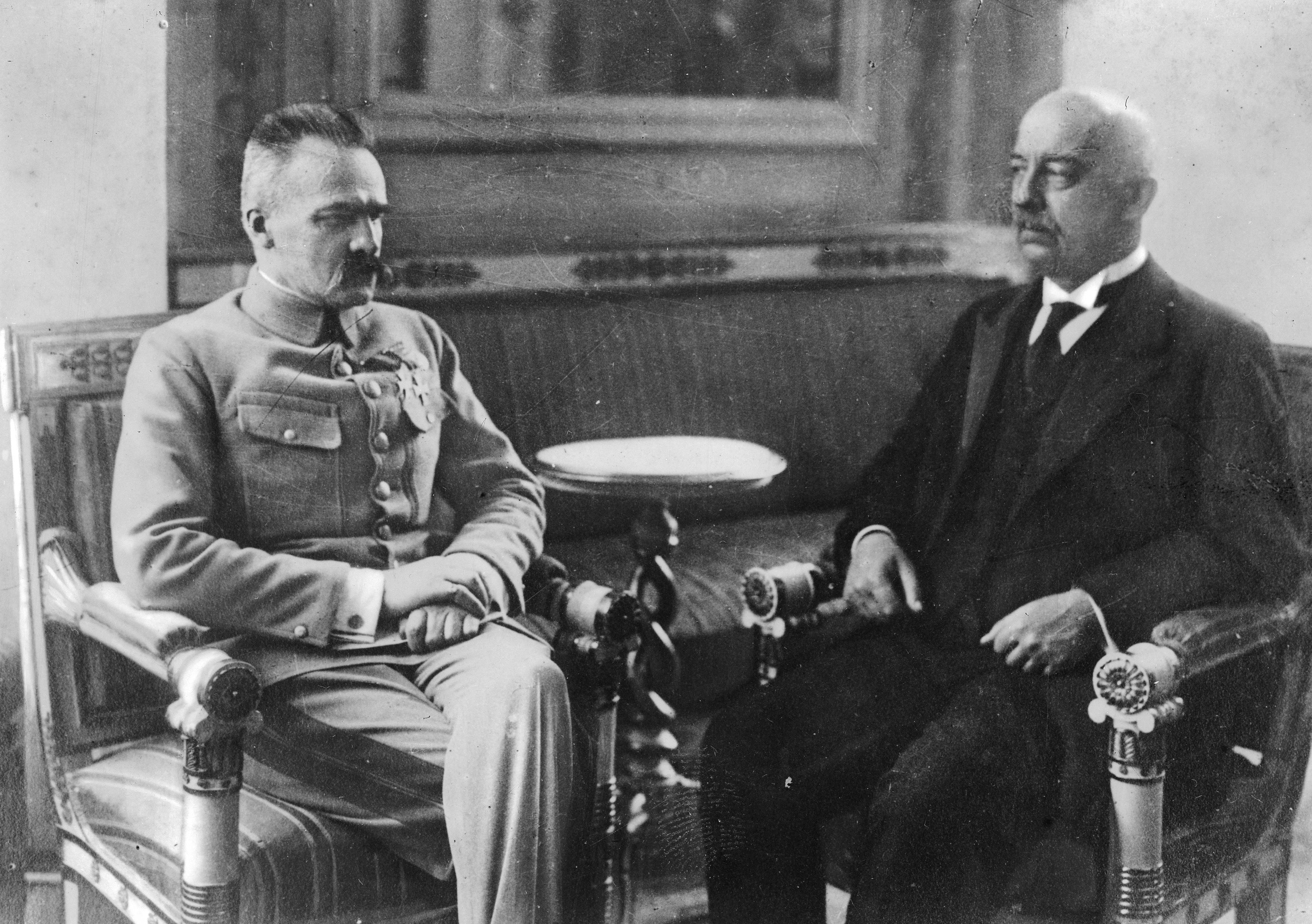
Narutowicz im Gespräch mit Marschall Piłsudski, 1922

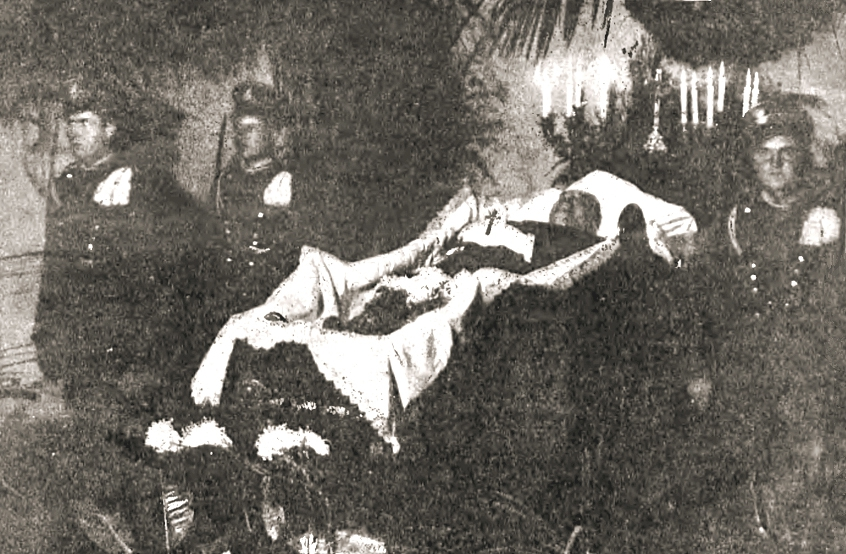
Ehrenwache an Narutowiczs aufgebahrten Sarg

- 9. Dezember: Der Ingenieur Gabriel Narutowicz, der schon vorher als Minister eine wichtige Rolle in der Zweiten Polnischen Republik gespielt hat, wird von der Nationalversammlung zum ersten Präsidenten der Republik Polen gewählt und am 11. Dezember vereidigt. Bereits eine Woche später wird er von dem Fanatiker Eligiusz Niewiadomski mit Verbindungen zur rechtsradikalen, antisemitischen Narodowa Demokracja ermordet. Zu seinem Nachfolger wird bei der Wahl vom 20. Dezember der Genossenschaftler Stanisław Wojciechowski gewählt.
- 16. Dezember: Władysław Sikorski wird von Sejmmarschall Maciej Rataj zum polnischen Premierminister ernannt.

#### Sowjetrussland
- 12. Januar: Karatschai-Tscherkessien wird von der Sowjetischen Gebirgsrepublik abgetrennt.
- 16. Januar: Kabardino-Balkarien wird gegründet.
- 8. Februar: Der russische Geheimdienst Tscheka wird in den neu gegründeten staatlichen Geheimdienst GPU überführt.
- 3. April: Josef Stalin wird Generalsekretär der KPR(B).
- 13. Dezember: Der Staatenbund Föderative Union der Transkaukasischen Sozialistischen Sowjetrepubliken wird in den Bundesstaat Transkaukasische Sozialistische Föderative Sowjetrepublik umgewandelt.
- 29. Dezember: Der Vertrag zur Schaffung der Union der Sozialistischen Sowjetrepubliken zwischen der Russischen Sozialistischen Föderativen Sowjetrepublik (RSFSR), der Ukrainischen Sozialistischen Sowjetrepublik (USSR), der Weißrussischen Sozialistischen Sowjetrepublik (BSSR) und der Transkaukasischen Sozialistischen Föderativen Sowjetrepublik wird in Moskau unterzeichnet. Bereits am nächsten Tag erfolgt die Gründung der Sowjetunion.

#### Großbritannien und Irland
- 7. Januar: Das irische Parlament ratifiziert den im Vorjahr zur Beendigung des Irischen Unabhängigkeitskrieges ausverhandelten Anglo-Irischen Vertrag über die Autonomierechte des neuen irischen Freistaats. Der Vertrag sieht neben einem eigenständig regierten irischen Freistaat auch die Schaffung einer eigenen Armee und Polizei vor. Allerdings handelt es sich nicht, wie von den meisten Republikanern gewünscht, um eine unabhängige Republik, sondern nach wie vor um ein Herrschaftsgebiet des Britischen Empires mit dem britischen König als Staatsoberhaupt. Éamon de Valera tritt daraufhin als Präsident der irischen Republik zurück und verlässt an der Spitze der Vertragsgegner innerhalb von Sinn Féin das Parlament.
- 10. Januar: Arthur Griffith wird zum neuen Präsidenten gewählt, von Großbritannien aber nicht anerkannt. Wenig später wird Michael Collins Vorsitzender der von Großbritannien anerkannten Provisorischen Regierung.

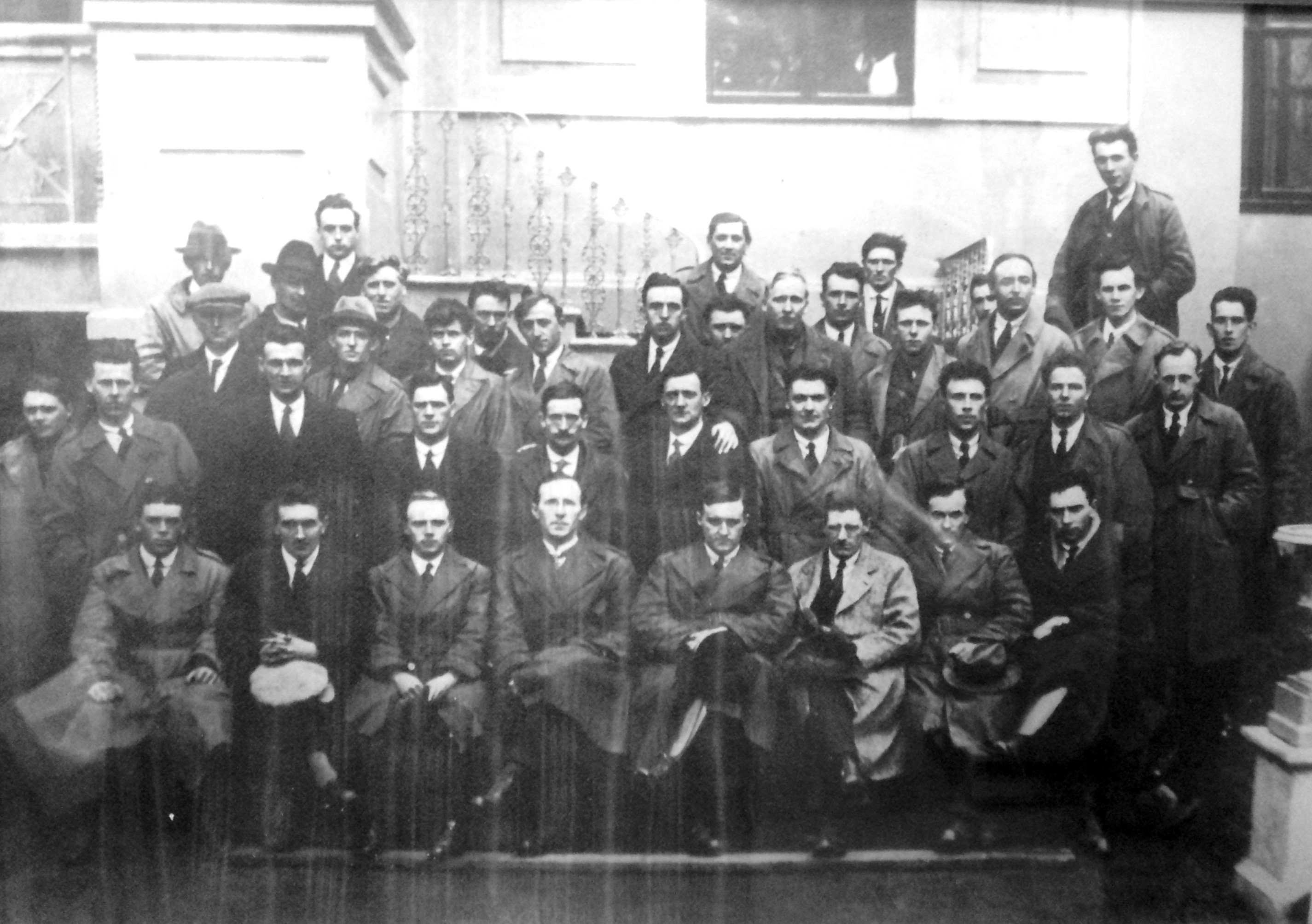
Gründungskonvent der Anti-Treaty-IRA, Ende März/Anfang April im Dubliner Mansion House

- April: militante Vertragsgegner unter Rory O’Connor besetzen das Gerichtsgebäude in Dublin.
- 22. Juni: Der britische Feldmarschall Henry Hughes Wilson wird von IRA-Aktivisten bei einem Attentat getötet.

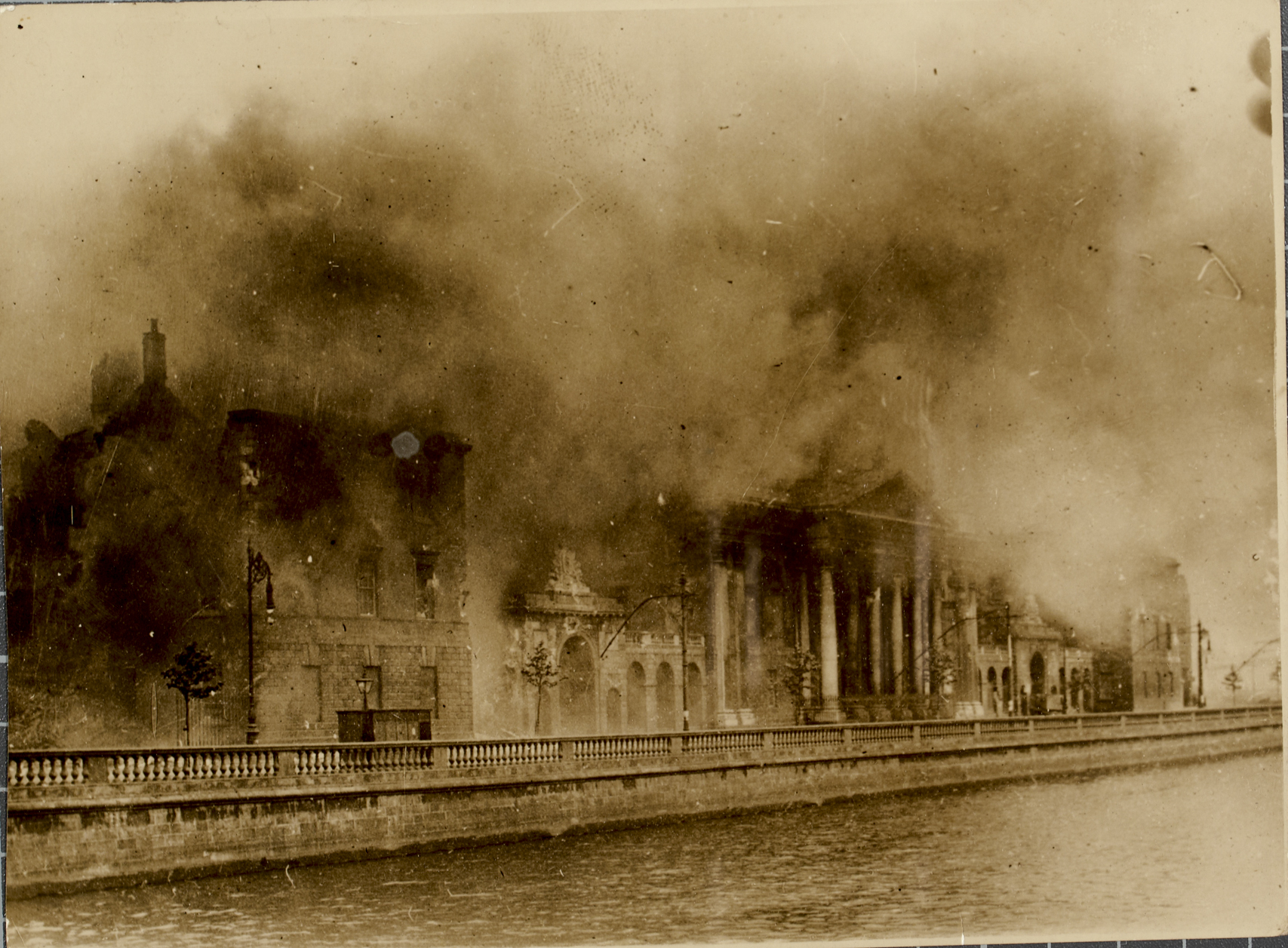
Brennendes Gerichtsgebäude während der Schlacht von Dublin

- 28. Juni: Die Provisorische Regierung Irlands befiehlt die Bombardierung des von Gegnern des Anglo-Irischen Vertrags besetzten Gerichtsgebäudes in Dublin, welche als Beginn des Irischen Bürgerkrieges gilt.
- 1. August: Erklärung des britischen Lord President of the Council Arthur Balfour, wonach Großbritannien nur so viel an Reparationen von Deutschland und Kriegsschulden von seinen ehemaligen Verbündeten einfordern werde, wie zur Bedienung seiner eigenen Kriegsschulden bei den Vereinigten Staaten nötig sei.
- 19. Oktober: Beim Carlton-Club-Treffen stimmt die britische Conservative Party dafür, die anstehende Unterhauswahl als unabhängige Kraft zu bestreiten. Der liberale Premierminister David Lloyd George tritt daraufhin zurück; sein Nachfolger wird der neugewählte konservative Parteivorsitzende Andrew Bonar Law.
- 6. Dezember: Nachdem die Provinz Ulster 1921 abgetreten wurde, kommt es zur Gründung des Irischen Freistaates.

#### Frankreich
- 12. Januar: Aristide Briand, ein Unterstützer internationaler Friedensbemühungen und des Völkerbundes, tritt als Ministerpräsident Frankreichs zurück, da der Sicherheitspakt zwischen Frankreich und Großbritannien auf der Konferenz von Cannes nicht ratifiziert worden ist und zudem Briands Kritik an den harten Bedingungen des Versailler Friedensvertrages bei der Bevölkerung auf Widerstand stößt. Sein Nachfolger wird am 15. Januar Raymond Poincaré, der eine unnachgiebige Haltung gegenüber dem Deutschen Reich vertritt.

#### Griechisch-Türkischer Krieg
- 26. August–30. August: Die Schlacht von Dumlupınar ist die letzte Schlacht des Griechisch-Türkischen Krieges, in der die Griechen eine entscheidende Niederlage erleiden und sich in der Folge aus Anatolien zurückziehen müssen.
- 9. September: „Kleinasiatische Katastrophe“: Die Türken erobern die kleinasiatische Stadt Smyrna (türk. Izmir). Es kommt zum mehrtägigen Brand von Izmir sowie zu Massakern an den christlichen Bewohnern der Stadt, wobei Zehntausende umkommen und große Teile der Stadt zerstört werden. Die überlebenden griechischen und armenischen Bewohner werden von Schiffen evakuiert, wie auch die geschlagene griechische Expeditionsarmee. In der Folge weitere Vertreibungen von Griechen aus Kleinasien.
- 11. September: Militärputsch in Griechenland gegen König Konstantin I., dieser muss ins Exil gehen.
- September: Chanakkrise zwischen der Türkei und Großbritannien, die beide Staaten an den Rand eines Krieges führt. Das Einknicken der Regierung Lloyd George vor den Türken zieht am 19. Oktober den Sturz des Premierministers nach sich.
- 11. Oktober: Waffenstillstand von Mudanya der Türkei mit den westlichen Alliierten Griechenlands, dem Griechenland drei Tage später zustimmt.
- 1. November: Die Große Nationalversammlung unter Mustafa Kemal Atatürk erklärt das Sultanat im Osmanischen Reich für abgeschafft. Mehmed VI. Vahdettin flieht ins Exil. Ihm folgt – allerdings nur als Kalif – Abdülmecit II. nach (bis 3. März 1924) (siehe Religion).
- 21. November: Beginn der Friedensverhandlungen im schweizerischen Lausanne, die im Juli des Folgejahres mit dem Vertrag von Lausanne abgeschlossen werden.
- 28. November: Fünf Mitglieder der im September abgesetzten griechischen Regierung sowie der General Georgios Hatzianestis werden nach ihrer Verurteilung vor einem Militärtribunal in Goudi bei Athen hingerichtet.

#### Weitere Ereignisse in Europa
- 1. Januar: In Österreich wird die Stadt Wien auf Basis des Trennungsgesetzes ein selbständiges Bundesland. Niederösterreich hat damit formell keine Hauptstadt mehr, der Landtag und die Verwaltung verbleiben jedoch im niederösterreichischen Landhaus in der Wiener Herrengasse.
- 1. Januar: Robert Haab wird neuer Bundespräsident der Schweiz.

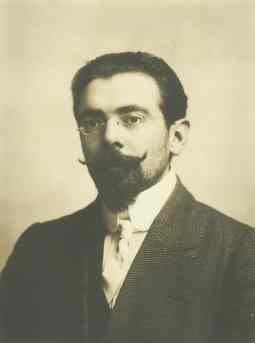
António Maria da Silva

- 7. Februar: António Maria da Silva wird nach dem Wahlsieg des Partido Democrático zum zweiten Mal Ministerpräsident von Portugal. Er löst Francisco Pinto da Cunha Leal ab, dessen Partido Liberal Republicano bei der Wahl am 29. Januar schwere Verluste hinnehmen musste.
- 3. März: Im Freistaat Fiume übernehmen mit einem Staatsstreich italienische Faschisten die Macht. Die legale Regierung flüchtet nach Kraljevica ins benachbarte Königreich der Serben, Kroaten und Slowenen.

#### Ägypten
- 28. Februar: Großbritannien entlässt mit der Deklaration der Unabhängigkeit Ägyptens (Declaration to Egypt by His Britannic Majesty's Government) Ägypten in eine weitgehende Unabhängigkeit. Die Schutzmacht behält sich bestimmte Rechte in seinem früheren Protektorat vor, das am 15. März ein Königreich wird.
- 15. März: Der ägyptische Sultan ruft sich als Fu'ād I. zum König von Ägypten aus. Wegen gravierender Vorbehalte Großbritanniens bei Gewährung der Unabhängigkeit für das Land am Nil bleibt die neue Unabhängigkeit stark eingeschränkt.

#### Palästina
- 3. Juni: Churchill-Memorandum: Die Erklärung von 1917 sei so zu verstehen, dass in Palästina Juden und Moslems in einem Staat gleichberechtigt miteinander leben sollen.
- 24. Juli: Mandatsvereinbarung zwischen den Alliierten Mächten zur Errichtung einer „nationalen Heimstätte des jüdischen Volkes in Palästina“
- 11. September: Beginn der britischen Mandatsherrschaft in Palästina

#### Iran
- 24. Januar: Der iranische Herrscher Ahmad Schah Kadschar beruft Premierminister Ahmad Qavām wegen schwerwiegender Korruptionsvorwürfe ab und ernennt Hassan Pirnia zu seinem Nachfolger. Auch in dessen Kabinett bleibt Reza Chan Verteidigungsminister. Zum Justizminister wird Abdolhossein Teymurtash berufen. Ziel Pirnias ist eine umfassende Justizreform. Aufgrund der anhaltenden Spannungen zwischen Reza Chan und Pirnia über die Höhe des Verteidigungshaushalts trat Pirnia allerdings bereits am 25. Mai zurück und Ahmad Qavam übernimmt im Juni wieder das Amt des Premierministers.
- Simko Schikak, der versucht hat, im Westen Irans einen kurdischen Staat zu errichten, unterliegt den persischen Einheiten Reza Chans bei Salamas.

#### Weitere Ereignisse in Asien
- 18. März: In Indien wird Mahatma Gandhi wegen zivilen Ungehorsams zu sechs Jahren Gefängnis verurteilt. Er wird aber zwei Jahre später wieder entlassen.
- 10. April bis 18. Juni: Die chinesische Zhili-Clique unter Wu Peifu siegt im Ersten Zhili-Fengtian-Krieg über die rivalisierende Fengtian-Clique unter Zhang Zuolin und übernimmt die alleinige Kontrolle über die Republik China und deren Hauptstadt Peking, während sich die Truppen Zhangs in die Mandschurei zurückziehen.
- Oktober: Im Nordirak wird durch den kürzlich aus dem indischen Exil zurückgekehrten Mahmud Barzandschi das Königreich Kurdistan ausgerufen. Der kurdische Staat wird von der Mandatsmacht Großbritannien nicht anerkannt und bekämpft.

#### Amerika
- 2. Januar: Konstituierung der Kommunistischen Partei Chiles
- 24. März: Im Vertrag von Salomón-Lozano verzichtet Peru zugunsten Kolumbiens auf das Gebiet zwischen den Flüssen Putumayo und Caquetá sowie südöstlich davon auf die 1867 gegründete Flusshafen-Stadt Leticia, wodurch Kolumbien einen Zugang zum Amazonas erhält.
- 21./22. Juni: In Herrin, Illinois, kommen 23 Menschen ums Leben als es bei einem Streik von Minenarbeitern zu Kämpfen zwischen Streikenden und Streikbrechern kommt.
- 7. September: Grundsteinlegung für die zukünftige brasilianische Hauptstadt Brasília in der Nähe der Stadt Planaltina
- 21. November: Rebecca Ann Latimer Felton wird als erste weibliche US-Senatorin vereidigt. Die Vertreterin für den US-Bundesstaat Georgia und mit 87 Jahren das älteste je entsandte Senatsmitglied verliert ihr Amt am nächsten Tag an den überraschend gewählten Walter F. George.

#### Afrika
- 6. bis 18. März: Ein Generalstreik weißer Arbeiter im Witwatersrand entwickelt sich zur Rand-Revolte, die militärisch niedergeschlagen wird.
- 21. November: Der Gouverneur von Nigeria, Hugh Charles Clifford, erlässt eine Verfassung für die britische Kolonie. Sie ermöglicht, erstmalig in Britisch-Westafrika, eine demokratische Teilhabe der Bevölkerung. Von den 44 Sitzen im Legislativrat werden drei von der Bevölkerung in Lagos gewählt und ein Sitz von den Wählern der Hafenstadt Calabar.

### Wirtschaft

#### Börsenwesen
- 17. März: Das Statistische Reichsamt veröffentlicht den ersten amtlichen Aktienindex in Deutschland.
- RWE erwirbt die Mehrheitsbeteiligung an der BIAG Zukunft.

#### Patente
- 12. Januar: Der Schweizer Jacob Fahrni meldet einen als Motormäher konzipierten Balkenmäher zum Patent an.

#### Unternehmensgründungen
- 16. März: In München entsteht die Klavierfabrik Berdux als Aktiengesellschaft aus der Umwandlung des Einzelunternehmens.
- 21. Juni: Wilhelm Goldmann gründet in Leipzig den Goldmann Verlag. Die deutsche Edition der Kriminalromane von Edgar Wallace wird zum Fundament für den verlegerischen Erfolg.
- 18. Oktober: Gründung der privaten British Broadcasting Company, die fünf Jahre später in die öffentlich-rechtliche British Broadcasting Corporation (BBC) umgewandelt wird.
- 28. November: In New York City wird das Medienunternehmen Time Inc. gegründet, das im Laufe der Zeit zum größten Verleger in den Vereinigten Staaten aufsteigt.
- 30. November: In Oslo wird die private Aktiengesellschaft Vinmonopolet gegründet, die unter Staatsaufsicht steht. Das Unternehmen erhält das norwegische Alkoholmonopol. Norwegen kauft in den Jahren bis 1939 alle privaten Anteile auf und steuert seither über die Preise den Alkoholkonsum im Land.
- 1. Dezember: In Warnemünde gründet Ernst Heinkel die Ernst Heinkel Flugzeugwerke.
- Arthur Martens gründet auf der Wasserkuppe die erste zivile Flugschule.

### Wissenschaft und Technik

#### Aviation
- März: Erstflug der De Havilland DH 34

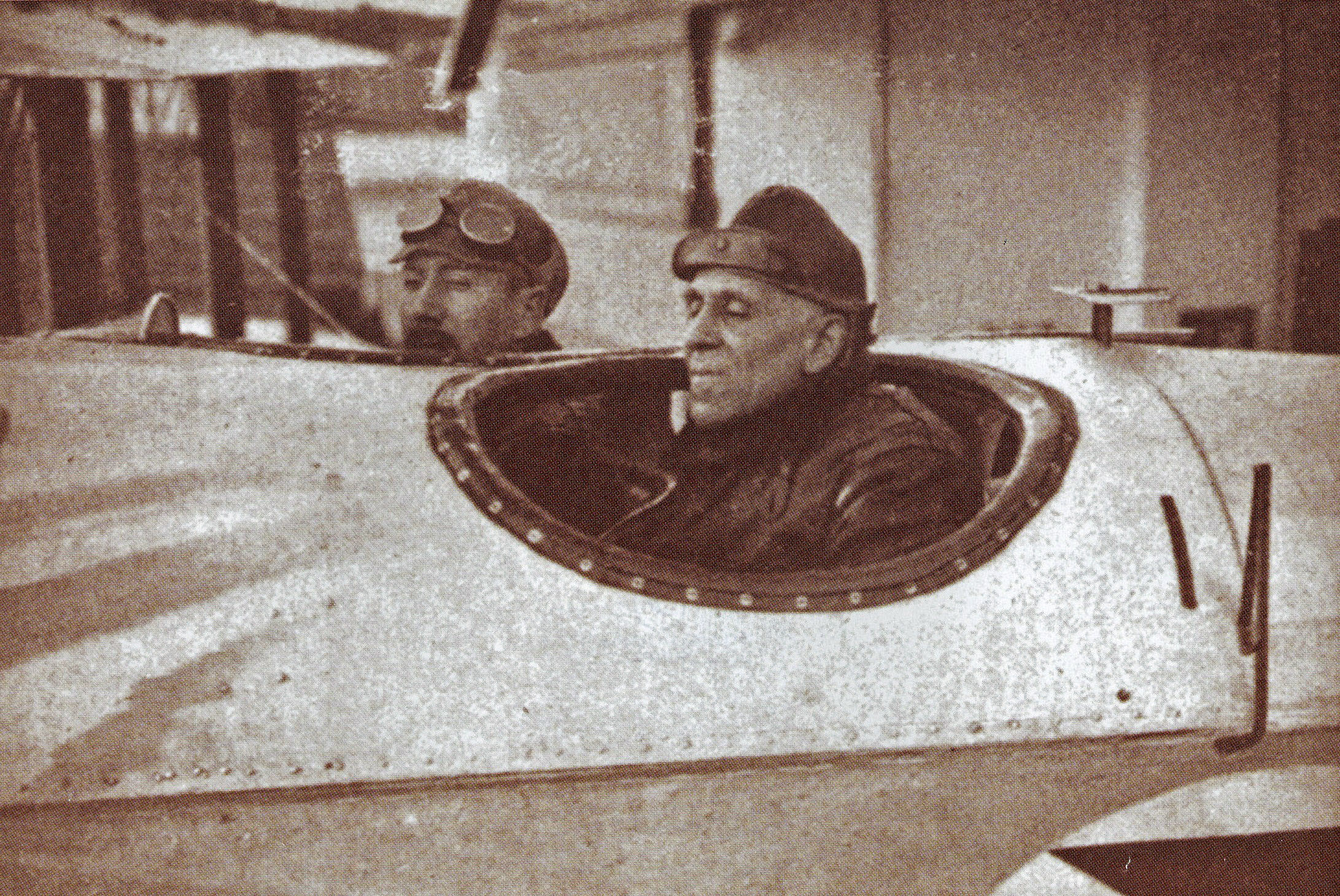
Die beiden Piloten vor ihrem Flug

- 30. März bis 15. Juni: Den Portugiesen Gago Coutinho und Sacadura Cabral gelingt mit drei Versuchen als ersten Menschen die Überquerung des Atlantiks auf der Südroute von Lissabon nach Rio de Janeiro.

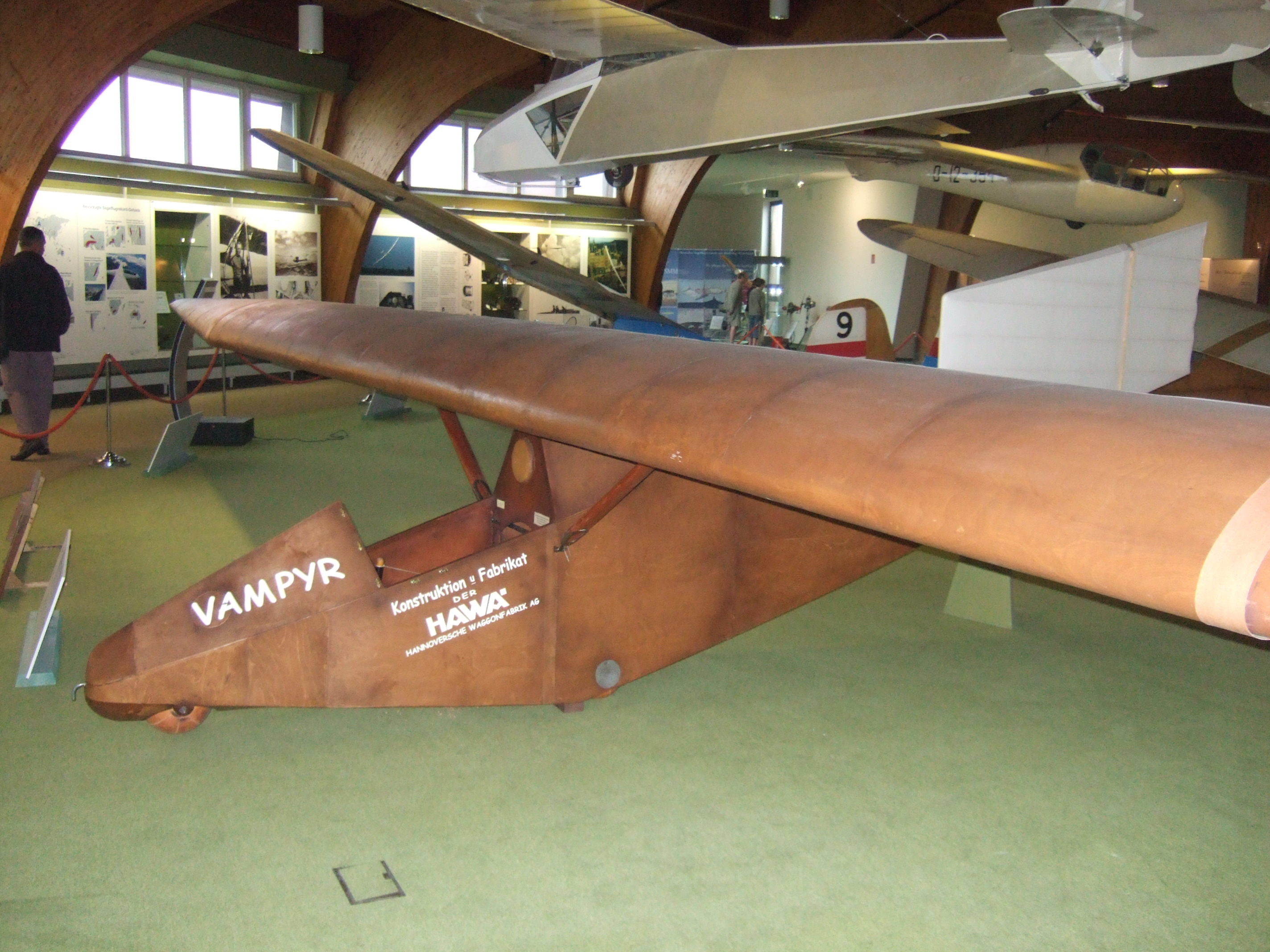
Nachbau von Arthur Martens’ HAWA „Vampyr“

- 18. August: Vom hessischen Berg Wasserkuppe aus startet der Deutsche Arthur Martens mit einer HAWA H 1 „Vampyr“ zum ersten Stundenweltrekord im Segelfliegen.
- Oktober: Erstflug der Dornier Do C Komet
- November: Erstflug der Dornier Do J Wal

#### Archäologie

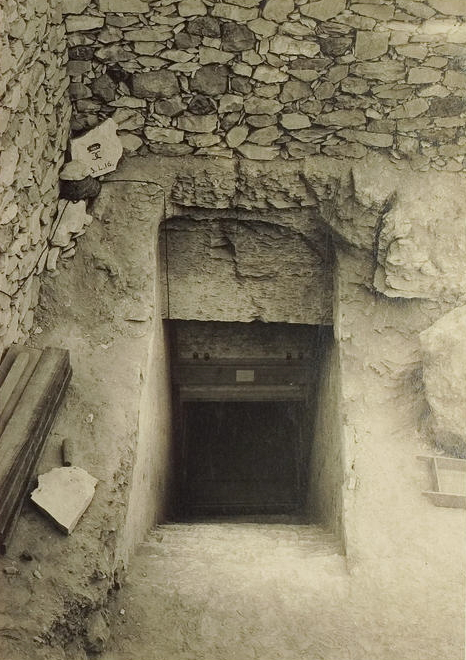
Geöffneter Grabeingang

- 4. November: Howard Carter entdeckt den Eingang zum Grab des Pharaos Tutanchamun, KV62, im Tal der Könige in Ägypten.
- 22. November: Howard Carter öffnet den nach der Entdeckung wieder zugeschütteten Grabeingang zum Grab des Tutanchamun im Beisein von George Herbert, 5. Earl of Carnarvon erneut.

#### Naturwissenschaften und Medizin
- Otto Stern und Walther Gerlach führen ihren Versuch zum Nachweis der Richtungsquantelung in Magnetfeldern durch (Stern-Gerlach-Versuch).
- Frederick Sumner Brackett entdeckt die nach ihm benannte Serie im Spektrum des Wasserstoffs.
- Gründung der Deutschen Geophysikalischen Gesellschaft
- Erste Schutzimpfung gegen den Rauschbrand
- Erste Behandlung eines Menschen mit Diabetes mellitus (Leonard Thompson aus Kanada) mit Insulin in Toronto (Kanada)

#### Rundfunk

Sendestation „Champ de l’Air“ (1922)

- 26. Oktober: Roland Pièce vom Flugplatzsender Lausanne in „Champ de l’Air“ überträgt ein Musikprogramm drahtlos, was heute als erste Radiosendung der Schweiz gilt.

### Kultur

#### Bildende Kunst
- 16. Januar: Gründung der Arbeitsgemeinschaft Pfälzer Künstler

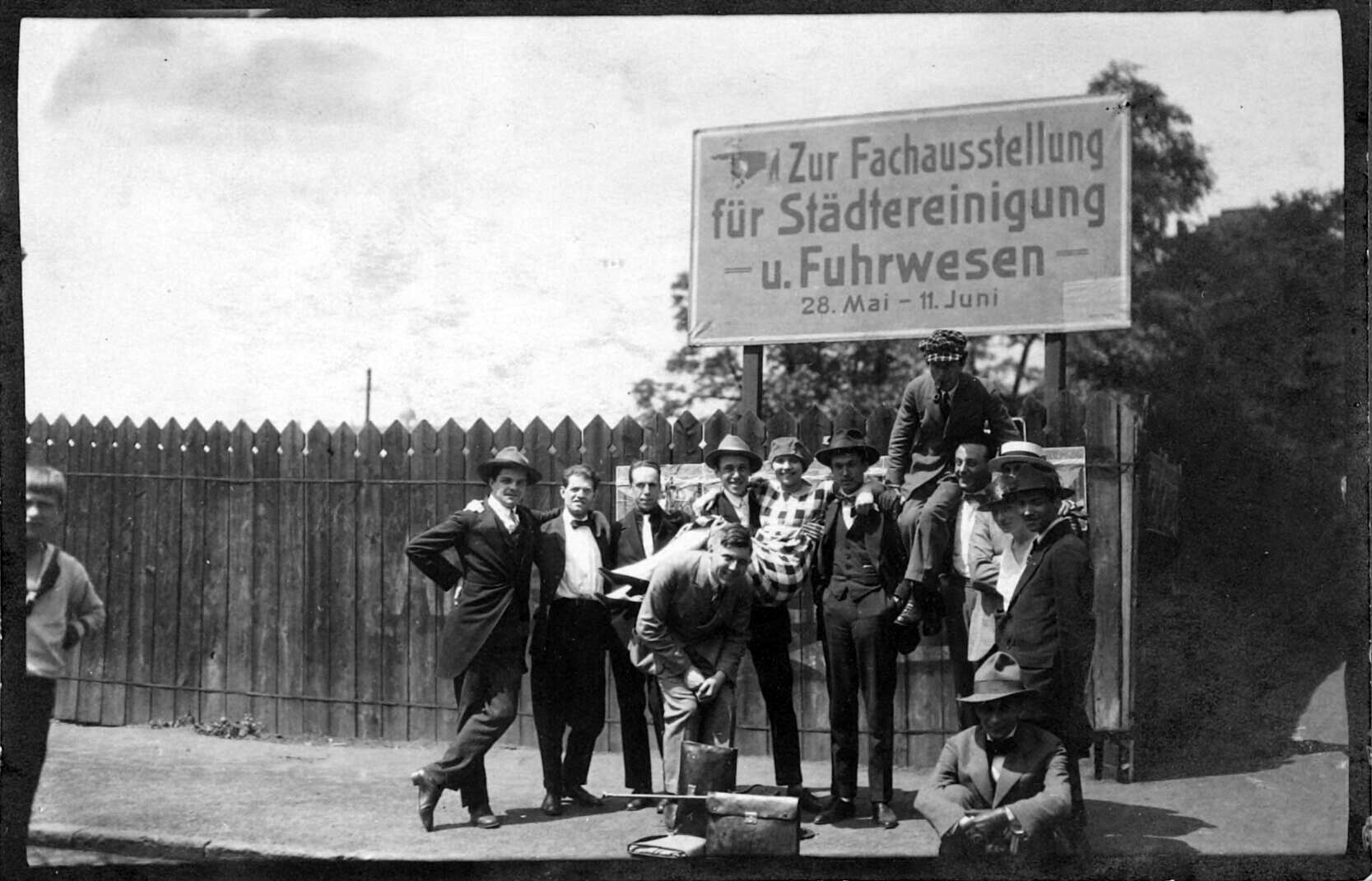
Teilnehmer am ersten internationalen Kongress fortschrittlicher Künstler

- 29.–31. Mai: Die Künstlervereinigung Das Junge Rheinland veranstaltet in Düsseldorf den Kongress der Union Internationaler Fortschrittlicher Künstler. Zu den Teilnehmern gehören die Berliner Novembergruppe, die Darmstädter Sezession, die Dresdner Sezession Gruppe 1919, die Hallesche Künstlergruppe, der Deutsche Werkbund, Herwarth Walden von der Zeitschrift Der Sturm sowie Vertreter der italienischen Futuristen und der russischen Konstruktivisten. Ziel des Kongresses ist es, eine Union zur Durchsetzung gemeinsamer Interessen zu bilden. Es kommt jedoch zu heftigen Meinungsverschiedenheiten und die Anliegen des Kongresses wurden nicht erreicht. Im Zusammenhang mit dem Kongress organisiert Adolf Uzarski im Warenhaus Tietz eine internationale Kunstausstellung, an der sich rund 340 Maler aus 19 verschiedenen Ländern beteiligen. In der Ausstellung werden unter anderem Werke von Alexander Archipenko, Ernst Barlach, Marc Chagall, Giorgio de Chirico, Lyonel Feininger, Ernst Haeckel, Ernst Ludwig Kirchner, Wilhelm Lehmbruck und Pablo Picasso gezeigt.
- 24. Juli: Die Künstlergruppe Die Welle eröffnet in einem Pavillon in Prien am Chiemsee die erste Ausstellung von Werken ihrer Mitglieder.
- Eröffnung des Akron Art Museum

#### Film
- 5. März: Uraufführung des Stummfilms Nosferatu, eine Symphonie des Grauens von F. W. Murnau in Berlin

Plakat zur Uraufführung von Nathan der Weise

- Nachdem Rechtsradikale bereits im November versucht haben, das Filmnegativ zu vernichten, wird am 29. Dezember der Spielfilm Nathan der Weise von Manfred Noa mit Werner Krauß in der Titelrolle im Berliner Alhambra uraufgeführt. Der Film erhält positive Kritiken, fällt aber bald der antijüdischen Propaganda zum Opfer. Es handelt sich um die bisher einzige Verfilmung des gleichnamigen Stücks von Gotthold Ephraim Lessing.

#### Literatur

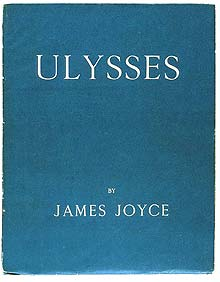
Ulysses, Umschlag der Erstausgabe

#### Musik und Theater
- 22. Januar:  Die Uraufführung der einaktigen Operette Frühling von Franz Lehár auf das Libretto von Rudolf Eger findet im Kabarett Hölle im Theater an der Wien in Wien statt. Lehárs letzte Kurzoperette wird weitaus erfolgreicher als ihre Vorgänger.
- 14. Februar: Die Oper  Giulietta e Romeo von Riccardo Zandonai mit einem Libretto von Arturo Rossato und Nicola D’Atrin nach den Vorlagen von Shakespeares Tragödie Romeo und Julia hat ihre Uraufführung am Teatro Costanzi in Rom. Der Komponist dirigiert das Werk selbst, das zu einem grandiosen Publikumserfolg wird, während die Kritiker das Stück eher ablehnen.
- 26. März: Die Uraufführung der Oper Sancta Susanna von Paul Hindemith findet im Frankfurter Opernhaus statt. Als Text verwendete er die 1914 erschienene Szene Ein Gesang der Mainacht von August Stramm. Die Aufführung gerät zum Skandal.
- 15. April: Die Uraufführung der Operette Verliebte Leute von Eduard Künneke mit dem Libretto von Herman Haller und Fritz Oliven findet am Theater am Nollendorfplatz in Berlin statt.
- 12. Mai: Die Uraufführung der Operette Frasquita von Franz Lehár erfolgt am Theater an der Wien in Wien. Das Libretto stammt von Alfred Maria Willner und Heinz Reichert.
- 28. Mai: Die Uraufführung der Oper Der Zwerg von Alexander von Zemlinsky erfolgt unter der Leitung von Otto Klemperer in Köln. Das Libretto  von Georg C. Klaren basiert auf dem Märchen Der Geburtstag der Infantin von Oscar Wilde.
- 3. Juni: An der Pariser Oper wird die Oper Mavra von Igor Strawinsky uraufgeführt. Das Libretto von Boris Jewgenjewitsch Kochno basiert auf der Verserzählung Das Häuschen in Kolomna von Alexander Sergejewitsch Puschkin.
- 17. Juni: Geschichte des Jazz: Joe King Oliver hat mit seiner im Mai gegründeten Creole Jazz Band seinen ersten nachweisbaren Auftritt im Chicagoer Lincoln Gardens. Noch im selben Jahr holt er Louis Armstrong aus New Orleans in seine Band, der unter anderem Musikerpersönlichkeiten wie Johnny Dodds und dessen Bruder Baby Dodds, Honoré Dutrey und Lil Hardin angehören.
- 9. September: Die Uraufführung der Operette Madame Pompadour von Leo Fall findet am Berliner Theater mit Fritzi Massary in der Titelrolle statt. Das Libretto stammt von Rudolph Schanzer und Ernst Welisch.

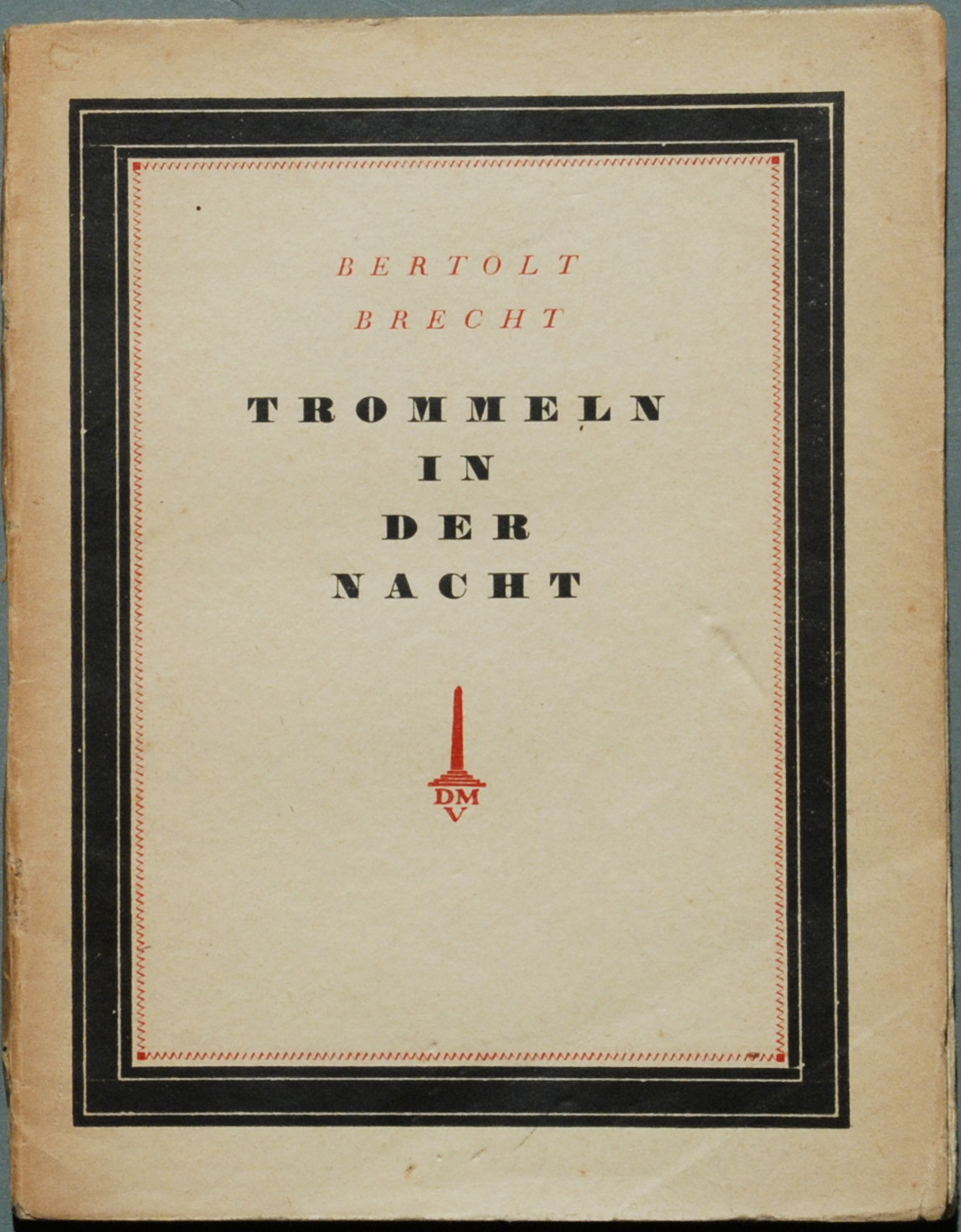
Trommeln in der Nacht, Erstdruck von 1922

- 23. September: Das Drama Trommeln in der Nacht wird als erstes Stück Bertolt Brechts inszeniert und unter Otto Falckenbergs Regie in den Münchner Kammerspielen uraufgeführt.

### Gesellschaft
- 8. Juni: Alexander Karađorđević, der König der Serben, Kroaten und Slowenen, und Maria von Rumänien schließen die Ehe.
- 18. August: Das Deutsche Institut für Normung veröffentlicht seine Richtlinie 476 für Papierformate, zu der etwa auch das DIN-A4-Format gehört.

### Religion
- 22. Januar: Papst Benedikt XV. stirbt. Der Erzbischof von Mailand, Kardinal Achille Ambrogio Damiano Ratti wird am 6. Februar nach fünftägigem Konklave zum Papst gewählt und nimmt den Namen Pius XI. an. Die Krönung erfolgt am 12. Februar.
- 1. März: Pius XI. veröffentlicht das Apostolische Schreiben Cum proxime, das unter anderem die Fristen bis zum Beginn des Konklaves nach Eintritt der Sedisvakanz festlegt.
- 10. Mai: In Italien werden die Verhandlungen zwischen dem Vatikan und der sowjetischen Regierung erfolgreich abgeschlossen. In einem Vertrag verpflichten sich die Russen zur Religionsfreiheit.
- 19. November: Die Große Nationalversammlung wählt als Nachfolger im Kalifenamt Abdülmecit II. für den ins Ausland geflohenen Mehmed VI. Vahdettin. Abdülmecit II. ist 101. und letzter Kalif (bis 3. März 1924).
- 23. Dezember: Mit seiner Antrittsenzyklika Ubi arcano Dei verkündet der neue Papst Pius XI. sein Programm: pax christi in regno christi, Friede Christi in Christi Reich. Er macht sich ausdrücklich die pastoralen und politischen Anliegen seiner beiden Vorgänger Benedikt XV. und Pius X. zu eigen, verurteilt den „sozialen Modernismus“ und entwickelt positive Leitlinien für eine friedfertige Gesellschaftsordnung auf dem Fundament der katholischen Religion.

### Katastrophen
- 20. Januar: Das Sarotti-Werk in Berlin-Tempelhof brennt drei Tage lang fast vollständig aus, siehe Teilestraße.
- 20. Mai: Der britische Ozeandampfer Egypt wird vor der Insel Ouessant in dichtem Nebel von einem französischen Frachtschiff gerammt und sinkt innerhalb von 20 Minuten. 87 Passagiere und Besatzungsmitglieder sterben.
- 27. Juni: Beim Eisenbahnunfall von Berlin Schönhauser Allee kommen mindestens 45 Personen ums Leben.
- 26. August: Beim Untergang des japanischen Leichten Kreuzers Niikata im Sturm vor der Westküste von Kamtschatka findet die gesamte Besatzung, ca. 400 Mann, den Tod.
- In Sowjetrussland endet die Hungersnot, die etwa 5 Millionen Tote forderte.

Kleinere Unglücksfälle sind in den Unterartikeln von Katastrophe und in der Liste von Katastrophen aufgeführt.

### Sport
- 9. Juli: Johnny Weissmüller stellt in Alameda, Kalifornien in genau 58,6 Sekunden einen neuen Weltrekord über 100 Meter Freistil-Schwimmen auf.
- 1. August: In Brooksland (USA) findet ein Autorennen statt, das Gegenstand der ersten Sport-Rundfunkreportage wird.
- Ralph Samuelson erfindet die Sportart Wasserski auf dem Lake Pepin.

## Nobelpreise
- Physik: Niels Bohr
- Chemie: Francis William Aston
- Medizin: Archibald Vivian Hill, Otto Fritz Meyerhof
- Literatur: Jacinto Benavente
- Friedensnobelpreis: Fridtjof Nansen

## Geboren

### Januar
- 01. Januar: Hashikawa Bunzō, japanischer Historiker und Politikwissenschaftler († 1983)
- 01. Januar: Bobby Capó, puerto-ricanischer Sänger und Komponist († 1989)
- 01. Januar: Andrzej Hiolski, polnischer Sänger († 2000)
- 01. Januar: Fritz Hollings, US-amerikanischer Politiker († 2019)

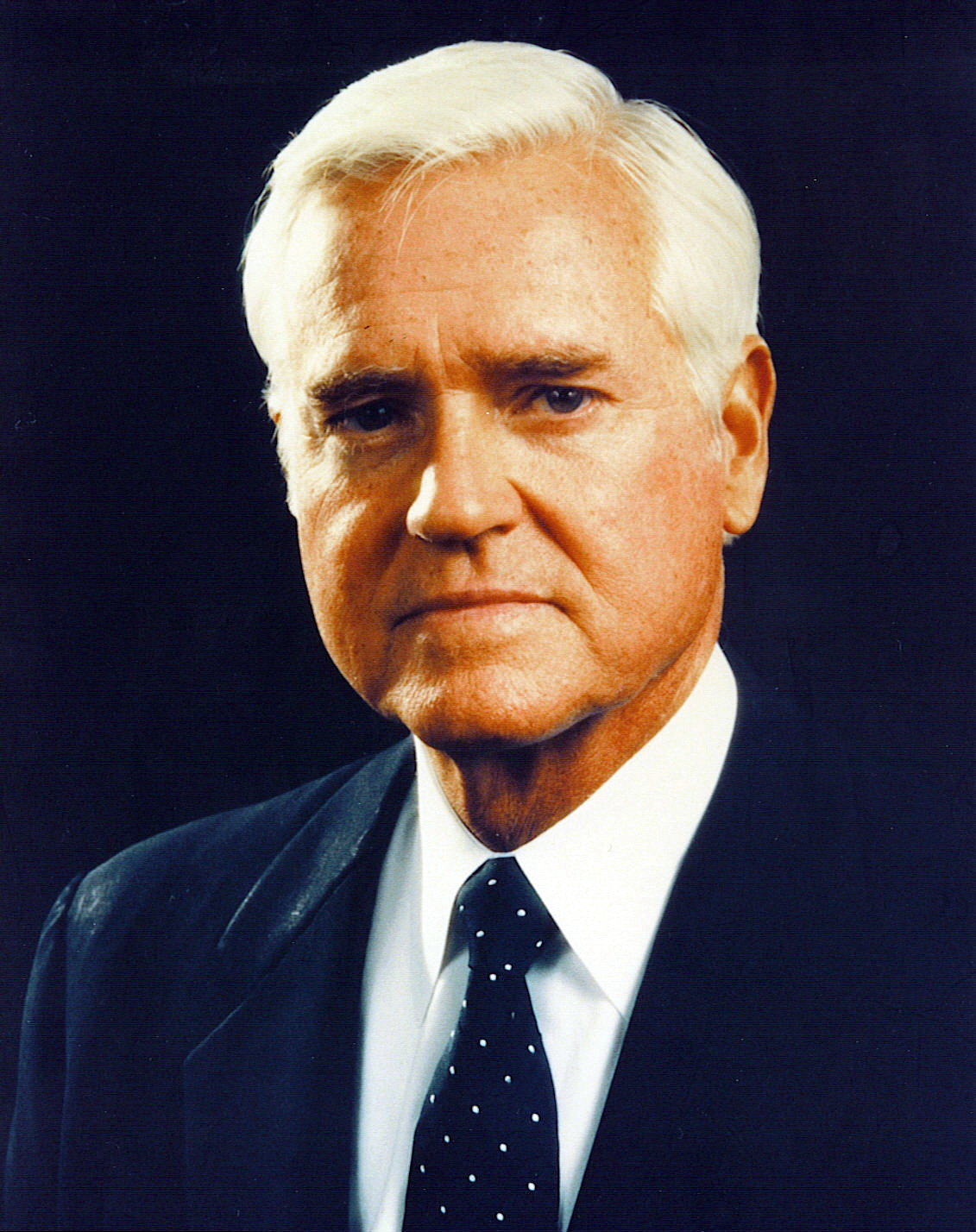
Fritz Hollings

- 01. Januar: Helmut Simon, Richter des Bundesverfassungsgerichts († 2013)
- 01. Januar: Alois Vogel, österreichischer Schriftsteller († 2005)
- 02. Januar: Marie Bayerová, tschechische Übersetzerin deutschsprachiger Werke und Philosophin († 1997)
- 02. Januar: Blaga Dimitrowa, bulgarische Schriftstellerin und Lyrikerin († 2003)
- 02. Januar: Eddie Zack, US-amerikanischer Country-Musiker († 2002)
- 03. Januar: Marcel Müller-Wieland, Schweizer Pädagoge und Philosoph († 2015)
- 03. Januar: John R. Schmidhauser, US-amerikanischer Politiker und Politikwissenschaftler († 2018)
- 04. Januar: Frank Wess, US-amerikanischer Jazz-Saxophonist († 2013)
- 04. Januar: Yamada Fūtarō, japanischer Schriftsteller († 2001)
- 05. Januar: Knud Erik Andersen, dänischer Radrennfahrer († 1997)
- 05. Januar: Albert Falke, deutscher Politiker († 2010)
- 05. Januar: Celestino Piatti, Schweizer Grafiker und Buchgestalter († 2007)
- 06. Januar: Herbert Zwahr, deutscher Fußballspieler
- 07. Januar: Francisco Aramburu, brasilianischer Fußballspieler († 1997)
- 07. Januar: Jean-Pierre Louis Rampal, französischer Flötist († 2000)
- 08. Januar: Georgi Maximowitsch Adelson-Welski, russischer Mathematiker und Informatiker († 2014)
- 09. Januar: Har Gobind Khorana, indisch-US-amerikanischer Molekularbiologe († 2011)
- 09. Januar: Ahmed Sékou Touré, guineischer Diktator († 1984)
- 10. Januar: Aldo Ballarin, italienischer Fußballspieler († 1949)
- 10. Januar: Franz Kain, österreichischer Journalist, Schriftsteller und Politiker († 1997)
- 10. Januar: Walter Kern, deutsch-österreichischer Fundamentaltheologe und Ordensgeistlicher († 2007)
- 10. Januar: Hannelore Schroth, deutsche Schauspielerin († 1987)
- 11. Januar: Erich Aberle, deutscher Schauspieler und Hörspielsprecher. († 2002)
- 11. Januar: Neville Duke, britischer Jagdflieger († 2007)
- 11. Januar: Diether von Sallwitz, deutscher Nachrichtensprecher und Journalist († 1963)
- 12. Januar: Ben Guntenaar, niederländischer Bildhauer († 2009)
- 12. Januar: André-René Latrille, ehemaliger französischer Fußballspieler († 2011)
- 13. Januar: Clarence Anderson, US-amerikanischer Jagdflieger und Testpilot († 2024)
- 13. Januar: Thomas Valentin, deutscher Schriftsteller († 1980)
- 14. Januar: Mohamed Aboulkhair Zaki Badawi, ägyptischer islamischer Gelehrter († 2006)
- 14. Januar: Helga Göring, deutsche Schauspielerin († 2010)
- 14. Januar: John Stephen Hales, australischer Geschäftsmann († 2002)
- 14. Januar: Harald Zusanek, österreichischer Schriftsteller († 1989)
- 15. Januar: Jake Colhouer, US-amerikanischer American-Football-Spieler († 1998)
- 15. Januar: Franz Fühmann, deutscher Schriftsteller († 1984)
- 15. Januar: Paul Casimir Marcinkus, Erzbischof emeritus und Präsident der Vatikanbank († 2006)
- 16. Januar: Hermann Bachmann, deutscher Maler († 1995)
- 17. Januar: Luis Echeverría Álvarez, Präsident Mexikos († 2022)
- 17. Januar: Nicholas deB. Katzenbach, US-amerikanischer Politiker († 2012)
- 17. Januar: Betty White, US-amerikanische Schauspielerin († 2021)

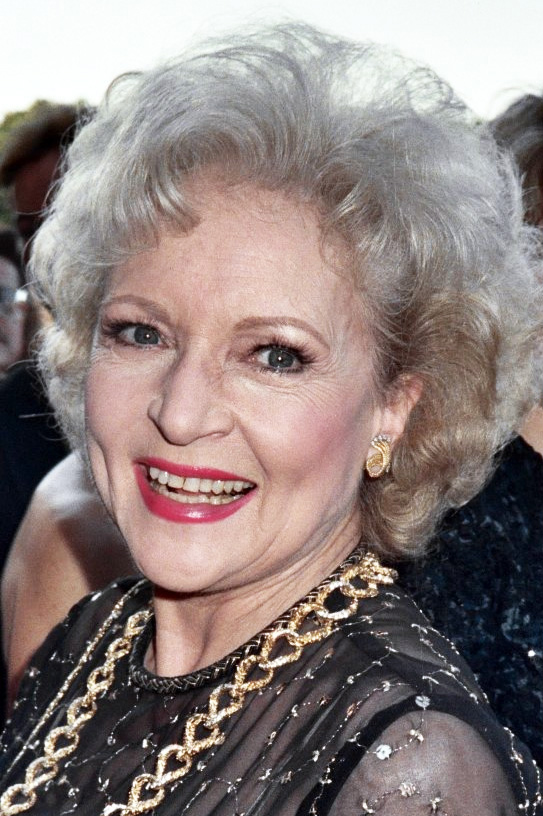
Betty White, 1989

- 19. Januar: Jerzy Kawalerowicz, polnischer Filmregisseur († 2007)
- 19. Januar: Bohumil Soudský, tschechoslowakischer Prähistoriker († 1976)
- 20. Januar: Ray Anthony, US-amerikanischer Bandleader, Liedermacher und Schauspieler
- 20. Januar: Klaas Carel Faber, niederländisches Mitglied der Waffen-SS († 2012)
- 20. Januar: James Hanson, britischer Unternehmer († 2004)
- 20. Januar: Václav Kotva, tschechischer Schauspieler († 2004)
- 21. Januar: Telly Savalas, US-amerikanischer Schauspieler († 1994)

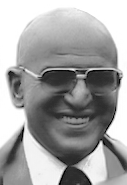
Telly Savalas (1980)

- 21. Januar: Paul Scofield, britischer Schauspieler († 2008)
- 22. Januar: Walter Ableiter, deutscher Politiker († 1993)
- 22. Januar: Arciso Artesiani, italienischer Motorradrennfahrer († 2005)
- 22. Januar: Eugen Böhringer, deutscher Automobilrennfahrer und Rallye-Fahrer († 2013)
- 22. Januar: José Luis Caballero, mexikanischer Sänger († 2009)
- 22. Januar: Sylvia Rexach, puerto-ricanische Sängerin, Komponistin und Songwriterin († 1961)
- 23. Januar: Gerhard Bosse, deutscher Geiger und Dirigent († 2012)
- 23. Januar: Louise N’Jie, gambische Politikerin († 2014)
- 24. Januar: Frans Grootjans, belgischer Politiker der Partij voor Vrijheid en Vooruitgang († 1999)
- 24. Januar: Hermann Lange, deutscher Rechtswissenschaftler († 2018)
- 24. Januar: Anna Morawska, polnische Publizistin, Übersetzerin und Schriftstellerin († 1972)
- 24. Januar: Georg Sommer, deutscher Jurist († 2021)
- 24. Januar: Eeltje Visserman, niederländischer Schachproblemkomponist († 1978)
- 25. Januar: Luigi Luca Cavalli-Sforza, italienischer Biologe, Genetiker († 2018)
- 25. Januar: Kurt Kranich, deutscher Journalist
- 26. Januar: Abraham Malamat, Österreichisch-israelitischer Historiker († 2010)
- 28. Januar: Robert W. Holley, US-amerikanischer Biochemiker († 1993)
- 29. Januar: Franz Alexius, deutscher Fußballspieler († 1997)
- 30. Januar: Dick Martin, US-amerikanischer Komiker, Schauspieler und Regisseur († 2008)
- 30. Januar: Wilhelm Karl Prinz von Preußen, deutscher Protektor des Johanniterordens († 2007)
- 31. Januar: W. Ross Adey, australischer Neurowissenschaftler († 2004)
- 31. Januar: Marcel Jullian, französischer Autor, Publizist, Regisseur und Fernsehproduzent († 2004)

### Februar
- 01. Februar: Renata Tebaldi, italienische Sopransängerin († 2004)
- 02. Februar: Schmuel Agmon, israelischer Mathematiker († 2025)
- 02. Februar: André David, französischer Komponist († 2007)
- 02. Februar: Ilse Jahn, deutsche Biologin († 2010)
- 03. Februar: Andrej Lettrich, slowakischer Regisseur und Drehbuchautor († 1993)
- 03. Februar: Hans Sennholz, Volkswirtschaftler der Österreichischen Schule († 2007)
- 03. Februar: José Vicente Chandler, puerto-ricanischer Leichtathlet († 2022)
- 04. Februar: Bhimsen Joshi, indischer Sänger († 2011)
- 05. Februar: Alain de Changy, belgischer Automobilrennfahrer († 1994)
- 05. Februar: Rudolf Lorenzen, deutscher Schriftsteller († 2013)
- 05. Februar: Jeanine Rueff, französische Komponistin († 1999)
- 06. Februar: Jocelyn Burdick, US-amerikanische Politikerin († 2019)
- 06. Februar: Patrick Macnee, britisch-US-amerikanischer Schauspieler († 2015)
- 08. Februar: Muhammad Aslam, pakistanischer Sprinter († 2019)
- 08. Februar: Juri Awerbach, russischer Schachspieler († 2022)
- 08. Februar: Erika Burkart, Schweizer Dichterin († 2010)
- 09. Februar: Kathryn Grayson, US-amerikanische Schauspielerin und Sängerin († 2010)
- 09. Februar: Arnold Keyserling, deutscher Philosoph und Religionswissenschaftler († 2005)
- 09. Februar: Gisela Schertling, deutsche Katechistin und Teil des Freundeskreises der Widerstandsgruppe Weiße Rose († 1994)
- 10. Februar: Árpád Göncz, ungarischer Schriftsteller, Übersetzer und Politiker († 2015)
- 10. Februar: Harold Hughes, US-amerikanischer Politiker († 1996)
- 10. Februar: Hans Kindermann, deutscher Jurist († 2018)
- 11. Februar: Pablo González Casanova, mexikanischer Soziologe († 2023)
- 11. Februar: Svenn Thorkild Stray, norwegischer Politiker († 2012)
- 12. Februar: Gustl Bayrhammer, deutscher Schauspieler († 1993)
- 12. Februar: Kay Rose, US-amerikanische Tontechnikerin († 2002)
- 13. Februar: Willi Heeks, deutscher Automobilrennfahrer († 1996)
- 13. Februar: Otto Tausig, österreichischer Schauspieler, Drehbuchautor und Regisseur († 2011)
- 13. Februar: Gordon Tullock, US-amerikanischer Professor für Rechtswissenschaft und Volkswirtschaft († 2014)
- 14. Februar: Heinz Friedrich, deutscher Journalist und Verleger († 2004)
- 15. Februar: John B. Anderson, US-amerikanischer Politiker († 2017)
- 15. Februar: Sleepy Jeffers, US-amerikanischer Country-Musiker († 1992)
- 15. Februar: Herman Kahn, US-amerikanischer Kybernetiker († 1983)
- 15. Februar: Kurt Rapf, österreichischer Komponist, Dirigent und Organist († 2007)
- 15. Februar: Jožef Smej, slowenischer Weihbischof († 2020)
- 16. Februar: Sepp Folger, deutscher Skirennläufer († 2013)
- 16. Februar: Gerhard Möllhoff, deutscher Neurologe, Sozialmediziner und Psychiater († 2005)
- 16. Februar: Heinz-Wolfgang Schnaufer, deutscher Major und Pilot der Wehrmacht († 1950)
- 16. Februar: Rudolf Teschner, deutscher Schachspieler († 2006)
- 17. Februar: Franz Fedier, deutsch-schweizerischer Maler († 2005)
- 18. Februar: Hazy Osterwald, Schweizer Musiker († 2012)
- 19. Februar: Władysław Bartoszewski, polnischer Historiker, Publizist und Politiker († 2015)
- 21. Februar: Norman Francis McFarland, US-amerikanischer Bischof († 2010)
- 22. Februar: Andre Asriel, österreichisch-deutscher Komponist († 2019)
- 22. Februar: Paul Reinehr, deutscher Heimatforscher und Maler († 2009)
- 22. Februar: Apostolos Santas, griechischer Widerstandskämpfer († 2011)
- 22. Februar: Marshall Teague, US-amerikanischer Automobilrennfahrer († 1959)
- 23. Februar: Rudolf Arzinger, deutscher Völkerrechtler und Jurist († 1970)
- 24. Februar: Richard Hamilton, britischer Maler und Grafiker († 2011)
- 24. Februar: Steven Hill, US-amerikanischer Schauspieler († 2016)
- 24. Februar: Elmar Maria Kredel, deutscher katholischer Theologe und Erzbischof von Bamberg († 2008)
- 25. Februar: Tex Winter, US-amerikanischer Basketballtrainer († 2018)
- 26. Februar: William J. Baumol, US-amerikanischer Wirtschaftswissenschaftler († 2017)
- 26. Februar: Karl Aage Præst, dänischer Fußballspieler († 2011)
- 27. Februar: Tilemann Grimm, deutscher Sinologe († 2002)
- 27. Februar: Erna Roth-Oberth, siebenbürgisch-deutsche Juristin, Gründerin des Hermann-Oberth-Raumfahrt-Museums († 2012)
- 00. Februar: Roberto Rocca, italienisch-argentinischer Ingenieur und Unternehmer († 2003)

### März
- 01. März: William Maxwell Gaines, Gründer des MAD-Magazins und Herausgeber mehrerer Comic-Serien († 1992)
- 01. März: Albert Leicht, deutscher Politiker († 1994)
- 01. März: Jitzchak Rabin, israelischer General und Politiker, Friedensnobelpreisträger († 1995) Jitzchak Rabin

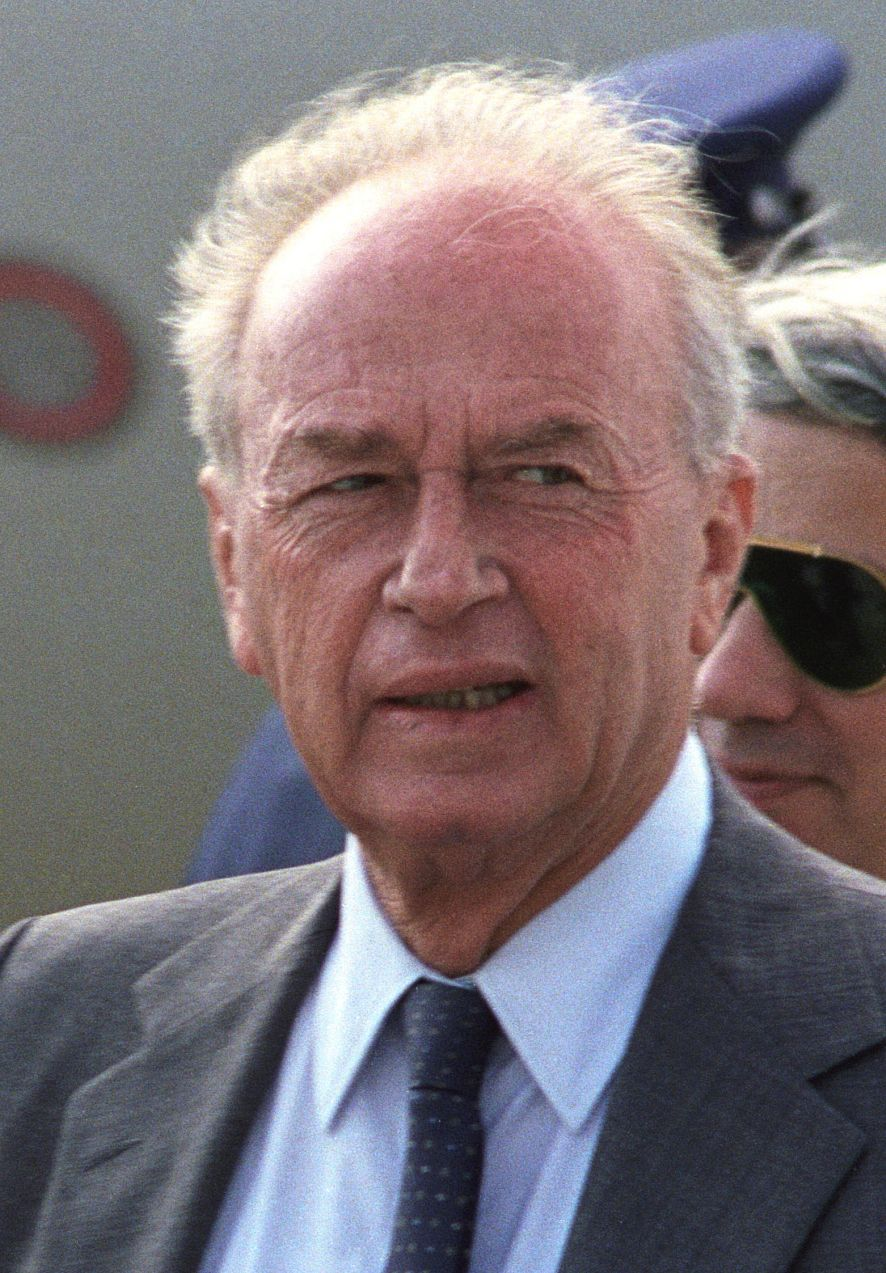
Jitzchak Rabin

- 02. März: Herbert Ahues, deutscher Schachkomponist († 2015)
- 02. März: Elfriede Mohneke, Aufseherin im KZ Ravensbrück († 1994)
- 02. März: Frances Spence, US-amerikanische Programmiererin des ENIAC († 2012)
- 02. März: Antonín Závodný, tschechischer Komponist († 1990)
- 03. März: Nándor Hidegkuti, ungarischer Fußballspieler († 2002)
- 03. März: Kazimierz Serocki, polnischer Komponist († 1981)
- 03. März: Alexandru Vona, rumänischer Schriftsteller, Architekt († 2004)
- 04. März: Rolf Arland, deutscher Komponist († 2015)
- 04. März: Richard E. Cunha, US-amerikanischer Filmregisseur, Kameramann und Drehbuchautor († 2005)
- 04. März: Iring Fetscher, deutscher Politologe und Autor († 2014)
- 04. März: Richard von Frankenberg, deutscher Automobilrennfahrer Journalist und Autor († 1973)
- 04. März: Xenia Stad-de Jong, niederländische Leichtathletin († 2012)
- 05. März: James Noble, US-amerikanischer Schauspieler († 2016)
- 05. März: Pier Paolo Pasolini, italienischer Filmregisseur und Dichter († 1975)
- 06. März: Jean Martin, französischer Schauspieler († 2009)
- 07. März: Arthur P. Jacobs, US-amerikanischer Filmproduzent († 1973)
- 07. März: Olga Alexandrowna Ladyschenskaja, russische Mathematikerin und Physikerin († 2004)
- 07. März: Andy Phillip, US-amerikanischer Basketballspieler († 2001)
- 07. März: Elsbeth Plehn, deutsche Sängerin, Gesangspädagogin und Hochschullehrerin († 2001)
- 07. März: Ernst Riedelbauch, deutscher Motorradrennfahrer († 1997)
- 07. März: Rolf Ulrici, deutscher Schriftsteller († 1997)
- 08. März: Ralph Baer, deutsch-US-amerikanischer Spieleentwickler († 2014)
- 08. März: Cyd Charisse, US-amerikanische Filmschauspielerin († 2008)
- 08. März: Heinar Kipphardt, deutscher Dramatiker († 1982)
- 08. März: Shigeru Mizuki, japanischer Manga-Zeichner († 2015)
- 08. März: Chuck Murphy, US-amerikanischer Country- und Rockabilly-Musiker († 2001)
- 09. März: Diether Posser, deutscher Politiker († 2010)
- 10. März: Anneliese Schuh-Proxauf, österreichische Skirennläuferin und Unternehmerin († 2020)
- 11. März: Martin Jim Aitken, britischer Physiker († 2017)
- 11. März: Tun Abdul Razak bin Haji Dato' Hussein Al-Haj, malaysischer Politiker († 1976)
- 11. März: Giuseppe Baldini, italienischer Fußballspieler und -trainer († 2009)
- 11. März: Cornelius Castoriadis, griechischer Psychoanalytiker, Jurist und Widerstandskämpfer († 1997)
- 12. März: Helga Goetze, deutsche Künstlerin, Schriftstellerin und politische Aktivistin († 2008)
- 12. März: Jack Kerouac, US-amerikanischer Schriftsteller († 1969)
- 13. März: Karl Dietrich Bracher, deutscher Professor für politische Wissenschaft und Zeitgeschichte († 2016)
- 14. März: Eric Alfons Arnlind, schwedischer Schachspieler († 1998)
- 14. März: Les Baxter, US-amerikanischer Orchesterleiter und Arrangeur († 1996)
- 14. März: Milton Greene, US-amerikanischer Fotograf († 1985)
- 14. März: Anatoli Solowjow, sowjetischer Schauspieler († 2000)
- 15. März: Karl-Otto Apel, deutscher Philosoph († 2017)
- 15. März: Horst Wendlandt, deutscher Filmproduzent († 2002)
- 17. März: Günter Luther, deutscher Admiral († 1997)
- 17. März: Lydia Roppolt, österreichische Malerin († 1995)
- 17. März: Patrick Suppes, US-amerikanischer Wissenschaftstheoretiker († 2014)
- 18. März: Egon Bahr, deutscher Politiker und Bundesminister († 2015)

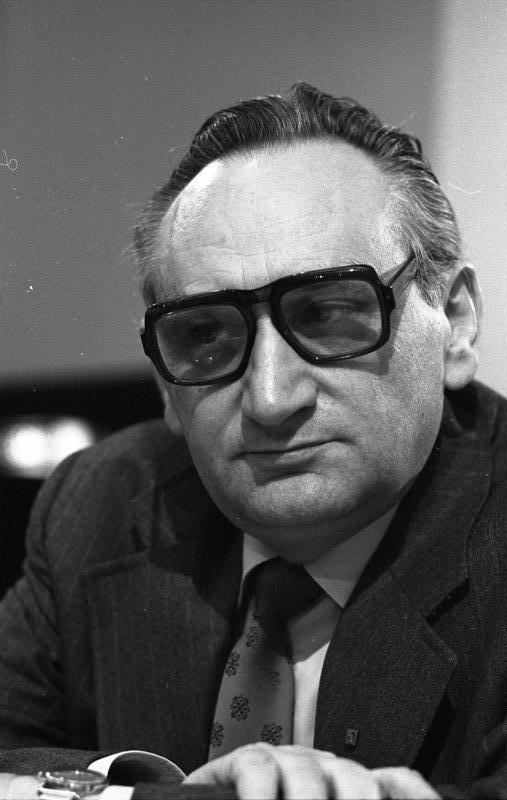
Egon Bahr, 1978

- 18. März: Frank Gatski, US-amerikanischer American-Football-Spieler († 2005)
- 18. März: Horacio Siburu, argentinischer Moderner Fünfkämpfer († 2000)
- 19. März: Eduard Amstad, Schweizer Richter und Politiker († 2015)
- 19. März: Ernst Bokon, österreichischer Fußballspieler († 1991)
- 19. März: Annelies Kammenhuber, deutsche Hethitologin († 1995)
- 20. März: Irina Alexandrowna Antonowa, russische Kunsthistorikerin und Museumsdirektorin († 2020)
- 20. März: Doug Barnard, US-amerikanischer Politiker († 2018)
- 20. März: Renato Iturrate, chilenischer Radrennfahrer († 2021)
- 20. März: Jack Kruschen, kanadischer Schauspieler († 2002)
- 20. März: Carl Reiner, US-amerikanischer Schauspieler und Regisseur († 2020)
- 21. März: Russ Meyer, US-amerikanischer Regisseur, Drehbuchautor, Produzent († 2004)
- 21. März: Livio Dante Porta, argentinischer Eisenbahningenieur († 2003)
- 22. März: Farrochru Parsa, iranische Ministerin, Pädagogin und Ärztin († 1980)
- 24. März: King Pleasure, US-amerikanischer Jazzsänger († 1981)
- 26. März: Ingelene Rodewald, deutsche Autorin
- 26. März: William Milliken, US-amerikanischer Politiker († 2019)
- 27. März: Dick King-Smith, englischer Kinderbuchautor († 2011)
- 27. März: Dan Kurzman, US-amerikanischer Journalist und Sachbuchautor († 2010)
- 28. März: Theo Albrecht, deutscher Unternehmer († 2010)
- 28. März: Neville Bonner, australischer Politiker († 1999)
- 28. März: Helge Christian Bronée, dänischer Fußballspieler († 1999)
- 28. März: Fred Naumetz, US-amerikanischer American-Football-Spieler († 1998)
- 29. März: Fritz Swoboda, österreichischer Waffen-SS-Angehöriger und Kriegsverbrecher († 2007)
- 30. März: Turhan Bey, US-amerikanischer Schauspieler († 2012)
- 30. März: Virgilio Noè, italienischer Kardinal († 2011)
- 31. März: Walt Stickel, US-amerikanischer American-Football-Spieler († 1987)

### April
- 01. April: Alan J. Perlis, US-amerikanischer Informatiker († 1990)
- 01. April: Wolfgang Rennert, deutscher Dirigent († 2012)
- 02. April: Dino Monduzzi, italienischer Kardinal († 2006)
- 02. April: Franz Ortner, österreichischer Journalist († 1988)
- 02. April: John C. Whitehead, US-amerikanischer Unternehmer († 2015)
- 03. April: Ernie Adams, englischer Fußballspieler († 2009)

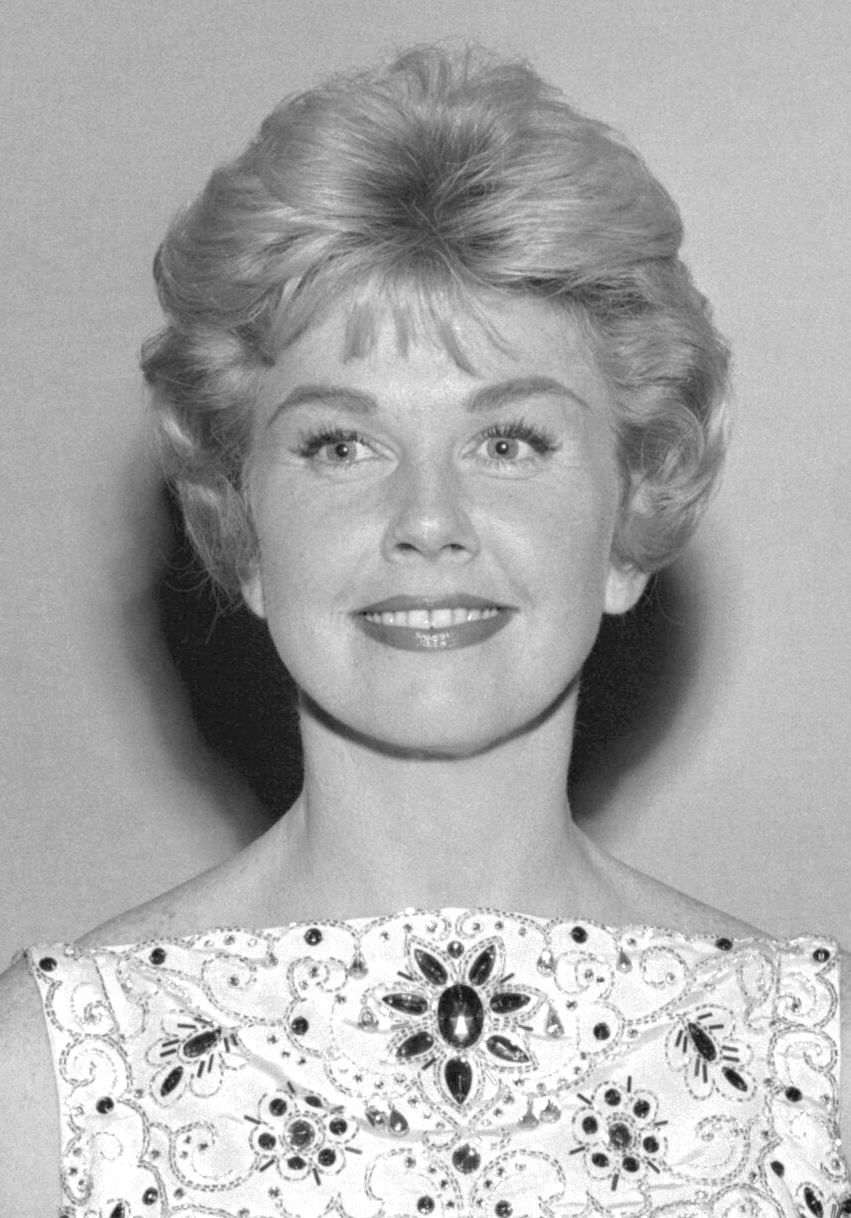
Doris Day

- 03. April: Doris Day, US-amerikanische Schauspielerin († 2019)
- 03. April: Georges Layek, syrischer Erzbischof († 1983)
- 03. April: Carlo Lizzani, italienischer Filmregisseur und Drehbuchautor († 2013)
- 04. April: Robert Abplanalp, US-amerikanischer Erfinder († 2003)
- 04. April: Elmer Bernstein, US-amerikanischer Filmmusik-Komponist († 2004)
- 04. April: João Ferreira Bigode, brasilianischer Fußballspieler († 2003)
- 04. April: Pál Kucsera, ungarischer Radsportler († 1985)
- 05. April: Tom Finney, englischer Fußballspieler († 2014)
- 05. April: Harry Freedman, kanadischer Komponist, Englischhornist und Musikpädagoge († 2005)
- 05. April: Gale Storm, US-amerikanische Schauspielerin und Sängerin († 2009)
- 05. April: Alfonso Thiele, italienischer Automobilrennfahrer († 1986)
- 07. April: Klaus Havenstein, deutscher Schauspieler, Kabarettist und Moderator († 1998)
- 07. April: Kenneth Peacock, kanadischer Komponist, Musikwissenschaftler und Pianist († 2000)
- 07. April: Mongo Santamaría, kubanischer Perkussionist († 2003)
- 07. April: Annemarie Schimmel, deutsche Islamwissenschaftlerin († 2003)
- 07. April: Hugo Strasser, deutscher Klarinettist und Bandleader († 2016)
- 08. April: Alfred Lorenzer, deutscher Psychoanalytiker und Soziologe († 2002)
- 09. April: Carl Amery, deutscher Schriftsteller und Umweltaktivist († 2005)
- 09. April: Hanno Hahn, deutscher Kunsthistoriker und Architekturforscher († 1960)
- 09. April: Johnny Thomson, US-amerikanischer Automobilrennfahrer († 1960)
- 09. April: Dénes Zsigmondy, ungarischer Geiger († 2014)
- 10. April: John Brim, US-amerikanischer Blues-Musiker († 2003)
- 10. April: Giuseppe Casari, italienischer Fußballspieler († 2013)
- 10. April: Hans-Eugen Schulze, deutscher Jurist, Richter am Bundesgerichtshof († 2013)
- 11. April: Aleksandar Iwanow Rajtschew, bulgarischer Komponist († 2003)
- 12. April: Edwin Thomas Astley, britischer Filmkomponist († 1998)
- 13. April: Hardt-Waltherr Hämer, deutscher Architekt († 2012)
- 13. April: Julius Nyerere, tansanischer Politiker († 1999)
- 14. April: María Luisa Bemberg, argentinische Drehbuchautorin, Film- und Theaterregisseurin († 1995)
- 14. April: Rolf Hagen, deutscher Historiker und Museumsdirektor († 2009)
- 14. April: Kurt Meßmer, deutscher Jurist und Richter am Bundesfinanzgericht († 2012)
- 14. April: Stella Zázvorková, tschechische Schauspielerin († 2005)
- 15. April: Michael Ansara, US-amerikanischer Schauspieler († 2013)
- 15. April: Hans-Joachim Baeuchle, deutscher Politiker und MdB († 2007)
- 15. April: Bruno Merk, bayerischer Politiker und bayerischer Innenminister († 2013)
- 15. April: Jacques Normand, kanadischer Sänger und Entertainer († 1998)
- 15. April: Harold Washington, US-amerikanischer Politiker († 1987)
- 15. April: Graham Whitehead, britischer Automobilrennfahrer († 1981)
- 15. April: Siegfried Wischnewski, deutscher Schauspieler († 1989)
- 16. April: Kingsley William Amis, englischer Schriftsteller und Dichter († 1995)
- 16. April: John Christopher, englischer Science-Fiction-Autor († 2012)
- 16. April: Boby Lapointe, französischer Sänger († 1972)
- 16. April: Leo Tindemans, belgischer Politiker und Premierminister († 2014)
- 18. April: Anne Daubenspeck-Focke, deutsche Bildhauerin und Malerin († 2021)
- 18. April: Barbara Hale, US-amerikanische Schauspielerin († 2017)
- 18. April: Lord Kitchener, trinidadischer Komponist und Sänger († 2000)
- 18. April: Ollie Poole, US-amerikanischer American-Football-Spieler († 2009)
- 19. April: Luigi Barbarito, italienischer Kurienbischof († 2017)
- 19. April: Werner Cyprys, deutscher Sänger, Komponist, Liedtexter und Musikproduzent († 2000)
- 19. April: Erich Hartmann, deutscher Luftwaffenoffizier und Jagdflieger († 1993)
- 19. April: Kuno Klötzer, deutscher Fußballtrainer († 2011)
- 19. April: Don Sharp, britischer Filmregisseur und Drehbuchautor († 2011)
- 21. April: Mundell Lowe, US-amerikanischer Jazzgitarrist († 2017)
- 21. April: Alistair MacLean, schottischer Schriftsteller († 1987)
- 21. April: Pierre Petit, französischer Komponist († 2000)
- 21. April: Valentīns Skulme, sowjetischer Schauspieler († 1989)
- 22. April: Elden C. Bailey, US-amerikanischer Perkussionist und Musikpädagoge († 2004)
- 22. April: Charles Mingus, US-amerikanischer Jazzmusiker († 1979) Charles Mingus, 1976

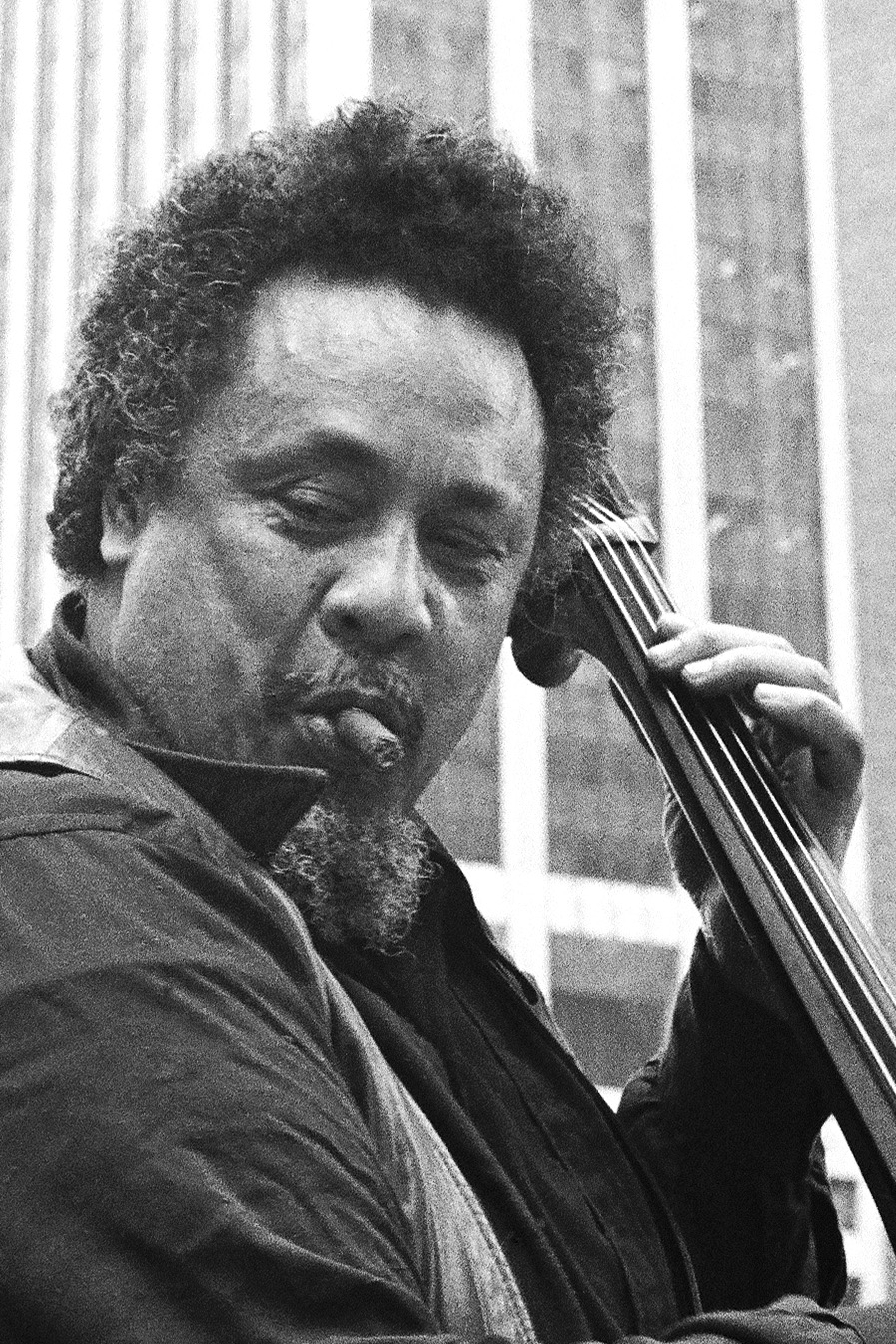
Charles Mingus, 1976

- 24. April: Susanna Agnelli, italienische Politikerin und Autorin († 2009)
- 24. April: J. D. Cannon, US-amerikanischer Schauspieler († 2005)
- 24. April: Fred Delmare, deutscher Schauspieler († 2009)
- 25. April: Rosalia Angeleri, italienische Schauspielerin († 1969)
- 25. April: Georges Cottier, Schweizer Kardinal († 2016)
- 25. April: Miura Ayako, japanische Schriftstellerin († 1999)
- 26. April: Asger Hartvig Aaboe, dänischer Mathematik- und Astronomiehistoriker († 2007)
- 26. April: Pol Bury, belgischer Maler und Bildhauer († 2005)
- 26. April: Roger Grava, italienisch-französischer Fußballspieler († 1949)
- 27. April: Hans Bemmann, deutscher Schriftsteller († 2003)
- 27. April: Max Geiger, Schweizer evangelischer Geistlicher und Hochschullehrer († 1978)
- 27. April: Jack Klugman, US-amerikanischer Film- und Fernsehschauspieler († 2012)

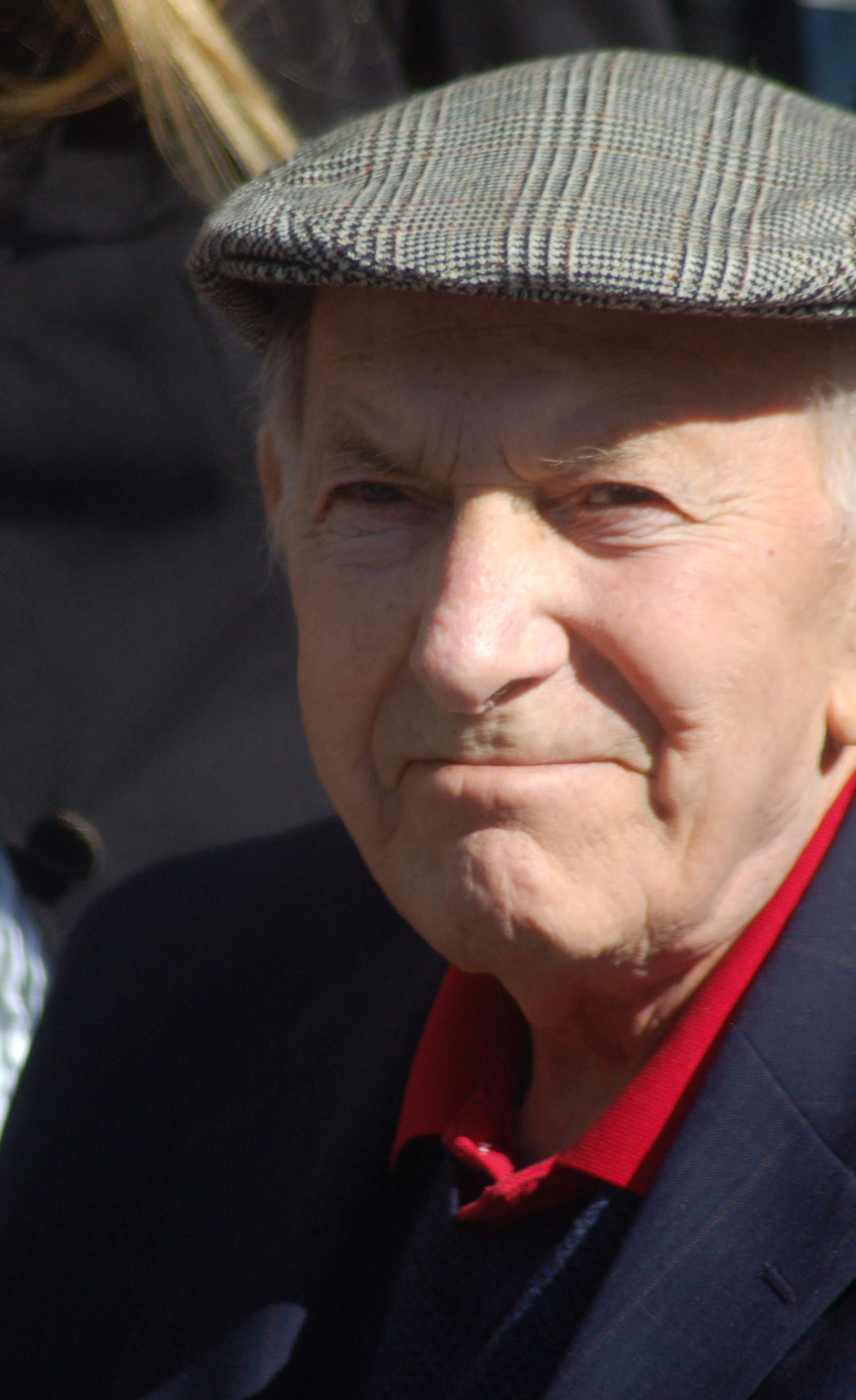
Jack Klugman

- 27. April: Sheila Scott, englische Pilotin († 1988)
- 28. April: Robert Milson Appleby, britischer Paläontologe († 2004)
- 28. April: William Broomfield, US-amerikanischer Politiker († 2019)
- 28. April: Pino Cerami, italienisch-belgischer Radrennfahrer († 2014)
- 28. April: Thomas Niggl, deutscher Benediktinermönch und Abt von Weltenburg († 2011)
- 29. April: Helmut Krackowizer, österreichischer Wirtschaftswissenschaftler, Journalist, Motorradrennfahrer und Experte für Motorradgeschichte († 2001)

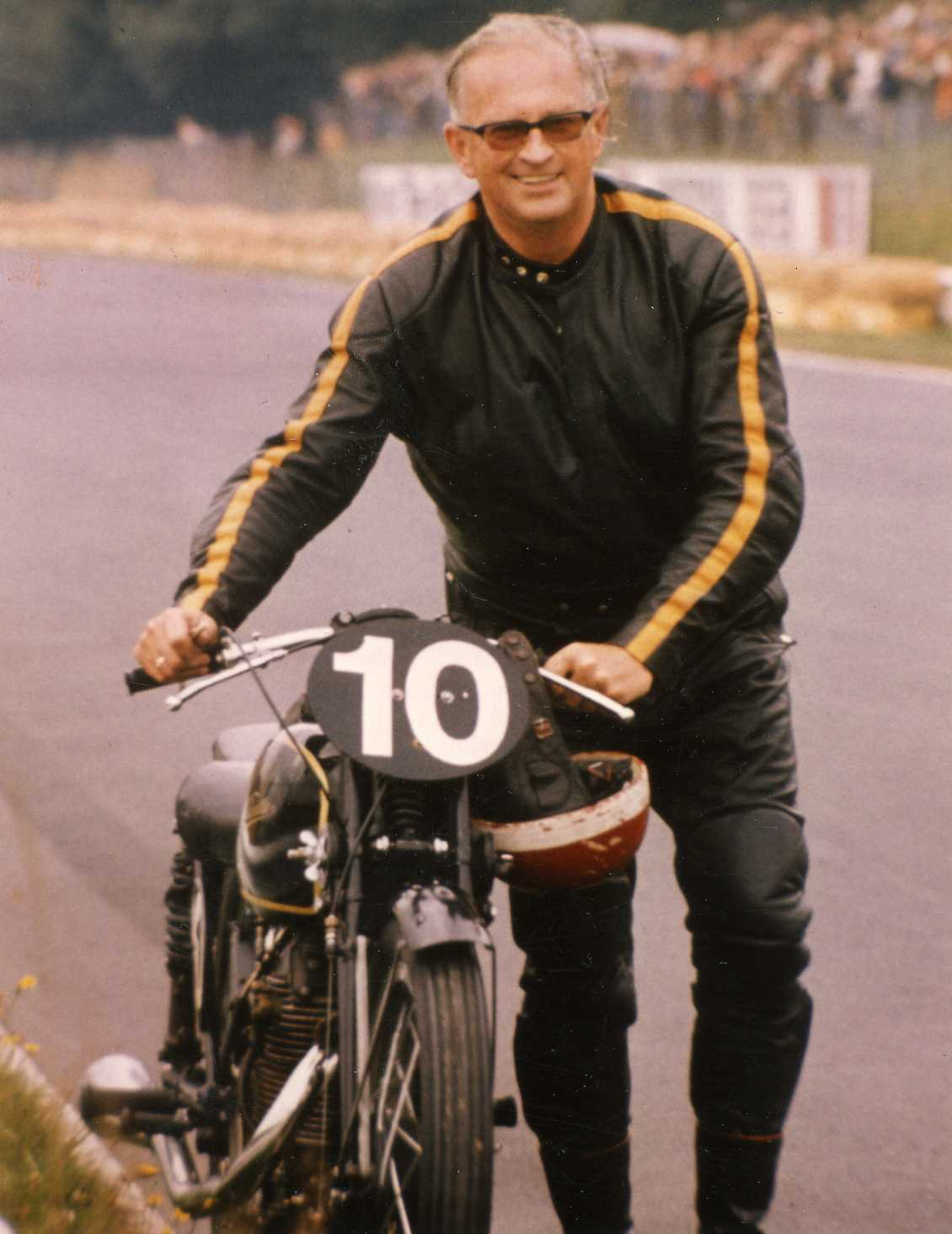
Helmut Krackowizer

- 29. April: Helmut Minow, deutscher Vermessungsingenieur († 2012)
- 29. April: Toots Thielemans, belgischer Jazzmusiker († 2016)
- 30. April: Kurt Herget, deutscher Fußballspieler († 2003)
- 00. April: Dschamal al-Atassi, syrischer Politiker († 2000)

### Mai
- 01. Mai: Friedrich Wilhelm Christians, deutscher Bankier († 2004)
- 02. Mai: Serge Reggiani, französischer Schauspieler und Chansonnier († 2004)
- 03. Mai: Jeanne Landry, kanadische Pianistin, Musikpädagogin und Komponistin († 2011)
- 04. Mai: Maria Müller-Sommer, deutsche Bühnenverlegerin († 2023)
- 05. Mai: Antonia Arnold, deutsche Schriftstellerin († 2007)
- 05. Mai: Karl Bock, deutscher Kinderkardiologe († 2004)
- 05. Mai: Adil Çarçani, albanischer Regierungschef während der kommunistischen Diktatur († 1997)
- 06. Mai: Julio Ardiles Gray, argentinischer Schriftsteller († 2009)
- 06. Mai: Walter Gehlhoff, deutscher Diplomat und Staatssekretär († 2004)
- 06. Mai: Pat Harder, US-amerikanischer American-Football-Spieler († 1992)
- 06. Mai: Ralph Hirschmann, US-amerikanischer Chemiker († 2009)
- 07. Mai: Dominique Aubier, französische Schriftstellerin († 2014)
- 07. Mai: Darren McGavin, US-amerikanischer Schauspieler († 2006)
- 08. Mai: Robert Buchet, französischer Automobilrennfahrer († 1974)
- 08. Mai: Bernardin Kardinal Gantin, afrikanischer Kurienkardinal († 2008)
- 08. Mai: Stephen Kardinal Kim Sou-hwan, Erzbischof von Seoul († 2009)
- 08. Mai: Oswald Paulig, deutscher Konsumgenossenschafter und Politiker († 2006)
- 09. Mai: Walter H. Hitzig, Schweizer Kinderarzt und Transplantationsmediziner († 2012)
- 10. Mai: Jacques Albrespic, französischer Komponist und Organist († 1987)
- 10. Mai: Emilio Arenales Catalán, guatemaltekischer Politiker († 1969)
- 10. Mai: Gunther Leupolt, Pädagoge, Studienrat, Autor heimatgeschichtlicher Literatur der Oberlausitz († 2017)
- 11. Mai: Fritz Senft, Schweizerischer Schriftsteller († 1997)
- 12. Mai: Roy Salvadori, britischer Automobilrennfahrer († 2012)
- 13. Mai: Otl Aicher, deutscher Bildhauer, Grafiker, Gestalter († 1991)

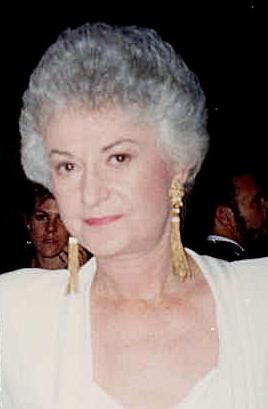
Beatrice Arthur, 1987

- 13. Mai: Beatrice Arthur, US-amerikanische Schauspielerin und Sängerin († 2009)
- 13. Mai: Peter Brückner, deutscher Sozialpsychologe († 1982)
- 14. Mai: Agha Hasan Abedi, pakistanischer Bankier († 1995)
- 14. Mai: Arnold Peters, kanadischer Politiker († 1996)
- 14. Mai: Franjo Tuđman, kroatischer Präsident († 1999)
- 15. Mai: Dora Doll, französische Schauspielerin († 2015)
- 16. Mai: Nancy Mackay, kanadische Sprinterin († 2024)
- 16. Mai: Albert Vietor, deutscher Wirtschaftsmanager, Vorstandsvorsitzender der Neuen Heimat († 1984)
- 17. Mai: Antje Weisgerber, deutsche Schauspielerin († 2004)
- 18. Mai: Orfila Bardesio, uruguayische Dichterin († 2009)
- 18. Mai: Ingeborg Bingener, deutsche Autorin und Politikerin (Die Tierschutzpartei) († 2001)
- 18. Mai: Bill Macy, US-amerikanischer Schauspieler († 2019)
- 18. Mai: Werner Riepel, deutscher Schauspieler, Sänger und Hörspielsprecher († 2012)
- 18. Mai: Kai Winding, US-amerikanischer Jazzposaunist dänischer Herkunft († 1983)
- 19. Mai: Herbert Burdenski, deutscher Fußballspieler und -trainer († 2001)
- 19. Mai: Hanna-Maria Zippelius, deutsche Verhaltensbiologin († 1994)
- 21. Mai: Odal von Alten-Nordheim, deutscher Politiker und MdB († 2004)
- 21. Mai: Pio Laghi, italienischer Kardinal († 2009)
- 24. Mai: Horst Rippert, deutscher Journalist, Sportreporter und Jagdflieger († 2013)
- 25. Mai: Enrico Berlinguer, italienischer Politiker und Antifaschist († 1984)
- 25. Mai: Kitty Kallen, US-amerikanische Popsängerin († 2016)
- 26. Mai: Werner Augustiner, österreichischer Maler († 1986)
- 26. Mai: Reinhard Goerdeler, deutscher Rechtsanwalt und Wirtschaftsprüfer († 1996)
- 26. Mai: Herbert Schade, deutscher Leichtathlet († 1994)
- 27. Mai: Otto Carius, deutscher Panzerkommandant († 2015)

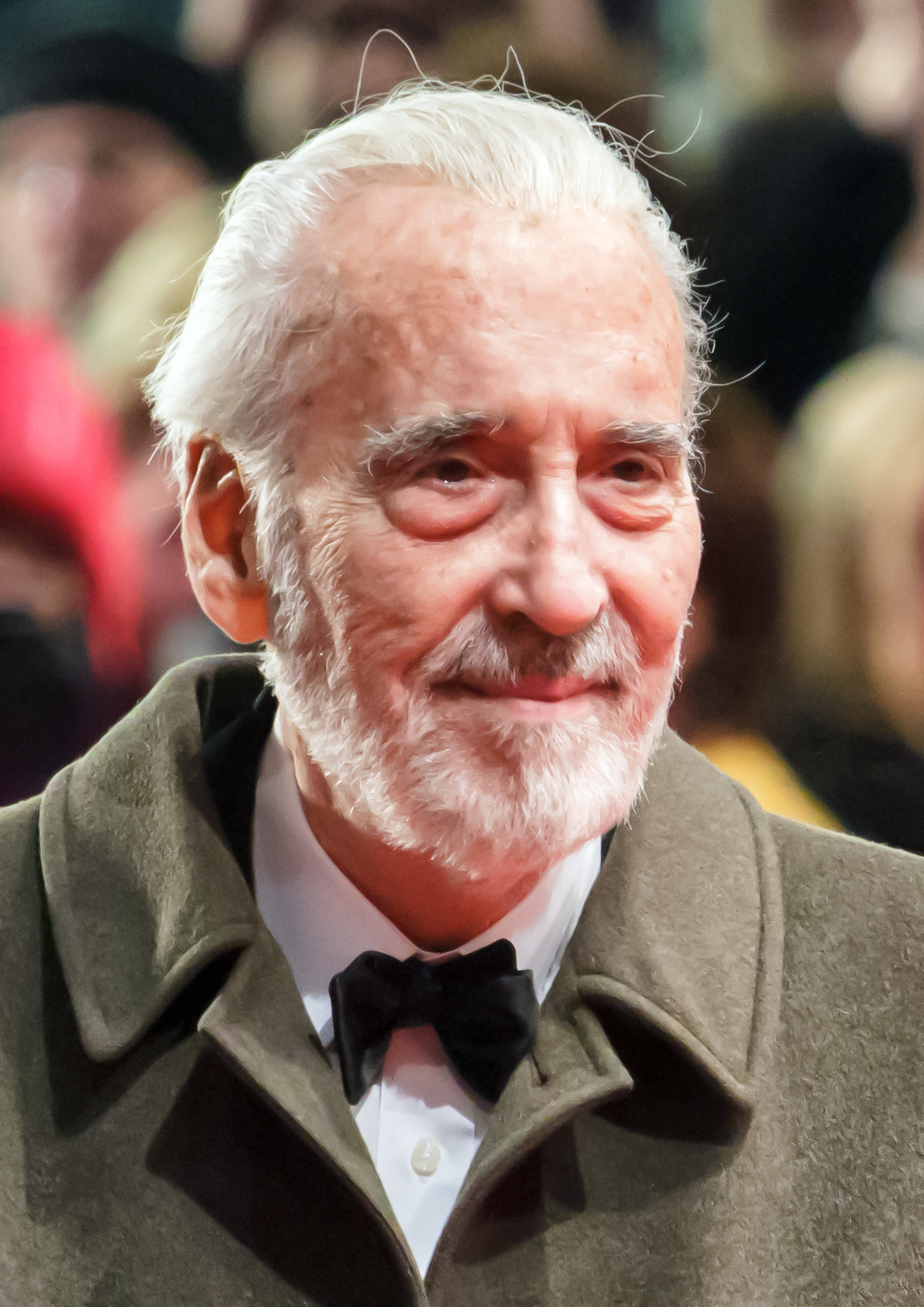
Christopher Lee, 2013

- 27. Mai: Christopher Lee, britischer Schauspieler († 2015)
- 27. Mai: John David Vanderhoof, US-amerikanischer Politiker († 2013)
- 28. Mai: José Craveirinha, mosambikanischer Dichter († 2003)
- 29. Mai: Jacques Morel, französischer Schauspieler († 2008)
- 29. Mai: Iannis Xenakis, griechischer Komponist († 2001)
- 30. Mai: Hal Clement, US-amerikanischer Science-Fiction-Schriftsteller († 2003)
- 31. Mai: Denholm Elliott, britischer Schauspieler († 1992)
- 31. Mai: Bernhard Hassenstein, deutscher Verhaltensbiologe († 2016)

### Juni
- 01. Juni: Joan Copeland, US-amerikanische Schauspielerin († 2022)
- 01. Juni: Ruth Rehmann, deutsche Schriftstellerin († 2016)
- 02. Juni: Juan Antonio Bardem, spanischer Filmregisseur und Drehbuchautor († 2002)
- 02. Juni: Ruth Bunkenburg, deutsche Schauspielerin, Schriftstellerin und Hörspielsprecherin († 2015)
- 02. Juni: Clair Cameron Patterson, US-amerikanischer Geochemiker († 1995)
- 03. Juni: Robert Bouharde, französischer Automobilrennfahrer († 2001)
- 03. Juni: Iván Patachich, ungarischer Komponist und Dirigent († 1993)
- 03. Juni: Alain Resnais, französischer Filmregisseur († 2014)
- 06. Juni: Iain Hamilton, schottischer Komponist und Musikpädagoge († 2000)
- 06. Juni: Donald Keene, US-amerikanischer Japanologe († 2019)
- 07. Juni: Vilhelm Aubert, norwegischer Soziologe († 1988)
- 07. Juni: Henk Zeevalking, niederländischer Politiker († 2005)
- 09. Juni: Balduin Baas, deutscher Schauspieler († 2006)
- 10. Juni: Robert Alan Aurthur, US-amerikanischer Schriftsteller, Drehbuchautor und Filmproduzent († 1978)
- 10. Juni: Judy Garland, US-amerikanische Filmschauspielerin und Sängerin († 1969)
- 10. Juni: Luís Romano de Madeira Melo, kapverdischer Schriftsteller und Poet († 2010)
- 11. Juni: Alberto Bovone, italienischer Kardinal der römisch-katholischen Kirche († 1998)
- 11. Juni: John Bromfield, US-amerikanischer Schauspieler († 2005)
- 11. Juni: Michael Cacoyannis, griechischer Filmregisseur, Drehbuchautor und Produzent († 2011)
- 11. Juni: Erving Goffman, US-amerikanischer Soziologe († 1982)
- 12. Juni: Günter Behnisch, deutscher Architekt († 2010)
- 13. Juni: Vittorio Marzotto, italienischer Automobilrennfahrer († 1999)
- 14. Juni: Günter Freund, deutscher Hörfunkmoderator († 2010)
- 14. Juni: Kevin Roche, US-amerikanischer Architekt († 2019)
- 15. Juni: Jaki Byard, US-amerikanischer Jazzmusiker († 1999)
- 15. Juni: Mo Udall, US-amerikanischer Politiker († 1998)
- 16. Juni: Gerhard Kießling, deutscher Eishockeyspieler und -trainer († 2017)
- 16. Juni: Wayne Mixson, US-amerikanischer Politiker († 2020)
- 16. Juni: Irma Tübler, deutsche Politikerin († 1992)
- 17. Juni: Hans Eisen, deutscher General († 2002)
- 17. Juni: Kelsey Jones, kanadischer Komponist, Cembalist, Pianist, Organist, Dirigent und Musikpädagoge († 2004)
- 17. Juni: Paul Schallück, deutscher Schriftsteller († 1976)
- 17. Juni: Dieter Wedekind, deutscher Kameramann († 2014)
- 18. Juni: Claude Helffer, französischer Pianist († 2004)
- 18. Juni: Helmut Schröcke, deutscher Mineraloge und Publizist († 2018)
- 19. Juni: Mousey Alexander, US-amerikanischer Jazzschlagzeuger († 1988)
- 19. Juni: Aage Niels Bohr, dänischer Physiker († 2009)
- 20. Juni: Hans Ulrich Graf, Schweizer Politiker (SVP) und Verleger († 2010)
- 21. Juni: Léon Yehouda Ashkénasi, französischer Rabbiner († 1996)
- 21. Juni: Leo Kufelnizky, deutscher Palästinapionier († 1947)
- 22. Juni: Juan Amenábar, chilenischer Komponist († 1999)
- 22. Juni: Bill Blass, US-amerikanischer Modedesigner († 2002)
- 22. Juni: Osvaldo Fattori, italienischer Fußballspieler und -trainer († 2017)
- 22. Juni: Lore Wissmann, deutscher Sopran († 2007)
- 24. Juni: Manny Albam, Jazz-Baritonsaxophonist und Arrangeur († 2001)
- 24. Juni: Jack Carter, US-amerikanischer Schauspieler und Komiker († 2015)

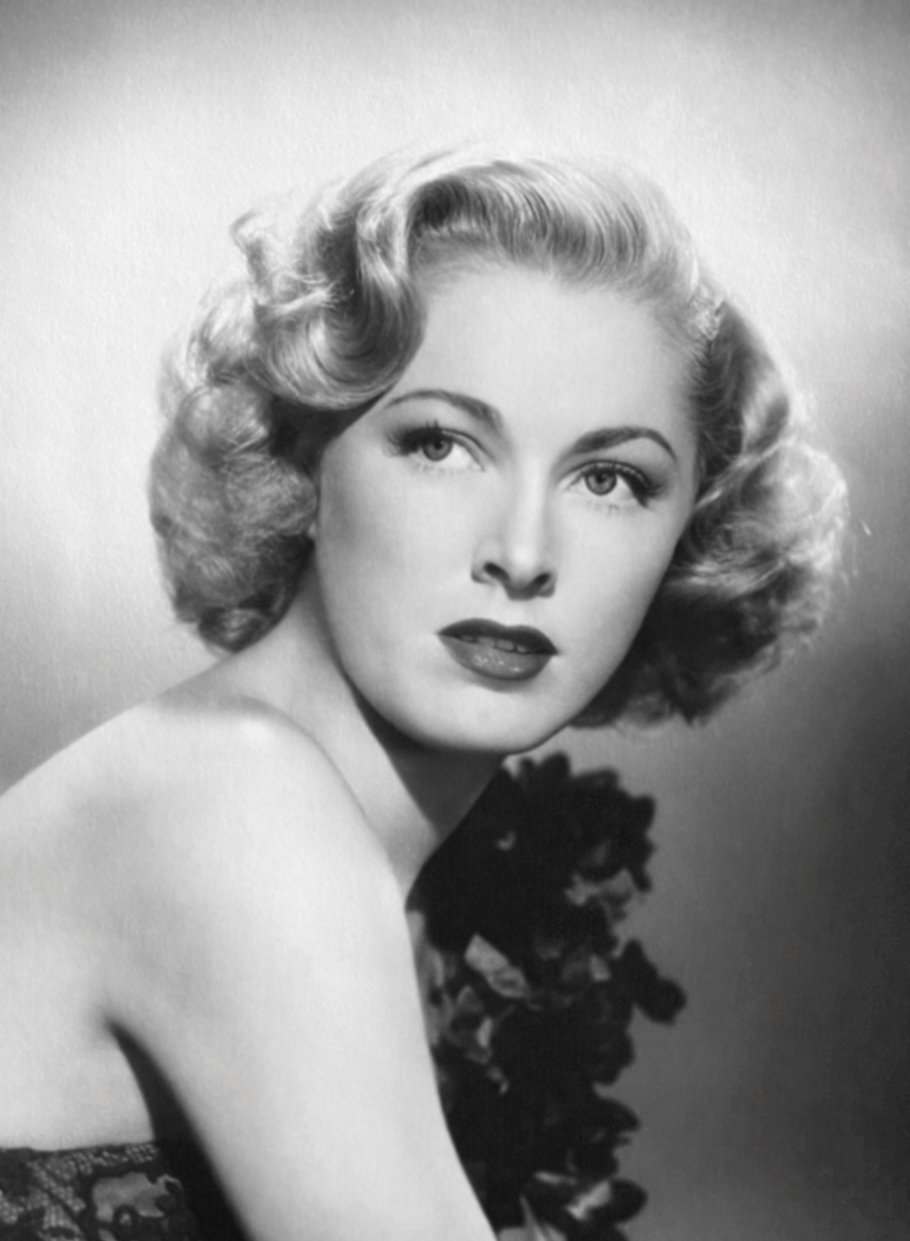
Eleanor Parker

- 26. Juni: Eleanor Parker, US-amerikanische Schauspielerin († 2013)
- 27. Juni: George Walker, US-amerikanischer Komponist und Musikpädagoge († 2018)
- 28. Juni: Ernst Arnds, deutscher Politiker († 1971)
- 28. Juni: Michael Vale, US-amerikanischer Schauspieler († 2005)
- 29. Juni: Paul Flora, österreichischer Zeichner und Karikaturist († 2009)
- 30. Juni: Heinrich Bednar, österreichischer Tischtennisspieler († 2000)
- 30. Juni: Gilles Lefebvre, kanadischer Geiger († 2001)
- 30. Juni: Horst Lemke, deutscher Illustrator und Grafiker († 1985)

### Juli
- 01. Juli: Riccardo Carapellese, italienischer Fußballspieler und -trainer († 1995)
- 01. Juli: Wolfgang Heibges, deutscher Fregattenkapitän und Kommandant des U-Bootes U 999 († 2005)
- 01. Juli: Jiří Ropek, tschechischer Organist, Komponist und Musikpädagoge († 2005)
- 02. Juli: Pierre Cardin, französischer Modeschöpfer und Unternehmer († 2020)
- 02. Juli: Josef Guggenmos, deutscher Lyriker und Kinderbuchautor († 2003)
- 02. Juli: Jacques Pollet, französischer Automobilrennfahrer († 1997)
- 03. Juli: Corneille, niederländischer Maler, Bildhauer und Dichter († 2010)
- 03. Juli: Helmut Schoeck, österreichischer Soziologe († 1993)
- 04. Juli: James Harvey, US-amerikanischer Politiker († 2019)
- 04. Juli: Ulrich Neuenschwander, Schweizer reformierter Theologe († 1977)
- 05. Juli: Ilse Gräfin von Bredow, deutsche Schriftstellerin († 2014)
- 07. Juli: Alan A. Armer, US-amerikanischer Fernsehproduzent († 2010)
- 09. Juli: Eva Brumby, deutsche Schauspielerin († 2002)
- 09. Juli: Jim Pollard, US-amerikanischer Basketballspieler († 1993)
- 10. Juli: Enzo Barboni, italienischer Drehbuchautor und Regisseur († 2002)
- 10. Juli: Ewald-Heinrich von Kleist-Schmenzin, deutscher Offizier der Wehrmacht und Widerstandskämpfer († 2013)
- 10. Juli: Herb McKenley, jamaikanischer Leichtathlet und Olympiasieger († 2007)
- 11. Juli: Norman Abbott, US-amerikanischer Regisseur und Produzent († 2016)
- 11. Juli: Wolfram Ibing, deutscher Brigadegeneral († 2004)
- 11. Juli: Marie-Thérèse Ibos, französische Geigerin († 2011)
- 11. Juli: Fritz Riess, deutscher Automobilrennfahrer († 1991)
- 11. Juli: Günter Spendel, deutscher Rechtswissenschaftler († 2009)
- 11. Juli: Jerald terHorst, US-amerikanischer Journalist († 2010)
- 12. Juli: Mark Hatfield, US-amerikanischer Politiker († 2011) Mark Hatfield

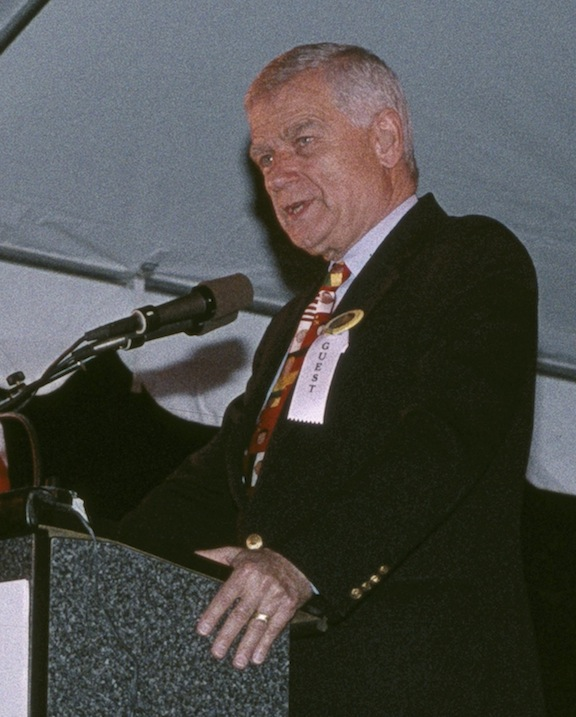
Mark Hatfield

- 12. Juli: Werner Maser, deutscher Historiker († 2007)
- 12. Juli: Michael Ventris, englischer Sprachwissenschaftler († 1956)
- 13. Juli: Anker Jørgensen, dänischer Politiker († 2016)
- 14. Juli: Hildy Beyeler, Schweizer Kunstsammlerin, und Mitbegründerin der Art-Basel († 2008)
- 14. Juli: Ursula Lübbe, deutsche Verlegerin († 2016)
- 15. Juli: Leon Max Lederman, US-amerikanischer Physiker († 2018)
- 18. Juli: Alfred Dost, deutscher Wirtschaftswissenschaftler und Hochschullehrer († 1985)
- 18. Juli: Georg Kreisler, österreichischer Kabarettist, Komponist, Satiriker und Schriftsteller († 2011)
- 18. Juli: Thomas Samuel Kuhn, US-amerikanischer Physiker, Wissenschaftstheoretiker und -historiker († 1996)
- 19. Juli: George McGovern, US-amerikanischer Politiker († 2012)
- 20. Juli: Aníbal Arias, argentinischer Gitarrist († 2010)
- 20. Juli: Joachim-Ernst Berendt, deutscher Musikjournalist und -kritiker († 2000)
- 20. Juli: Alan Stephenson Boyd, US-amerikanischer Politiker († 2020)
- 20. Juli: Anton Albertus Herman Kassenaar, niederländischer Biochemiker († 2013)
- 20. Juli: Ernie Wilkins, US-amerikanischer Jazzmusiker († 1999)
- 21. Juli: Kay Starr, US-amerikanische Jazz- und Pop-Sängerin († 2016)
- 21. Juli: Mollie Sugden, britische Schauspielerin († 2009)
- 23. Juli: Damiano Damiani, italienischer Filmregisseur († 2013)
- 24. Juli: Bernard Huijbers, niederländischer Komponist, Kirchenmusiker und Jesuit († 2003)
- 24. Juli: Bernard Ładysz, polnischer Opernsänger († 2020)
- 24. Juli: Charles Mathias, US-amerikanischer Politiker († 2010)
- 24. Juli: Hans-Jürgen Wischnewski, deutscher Politiker, Bundesminister († 2005) Hans-Jürgen Wischnewski, 1988

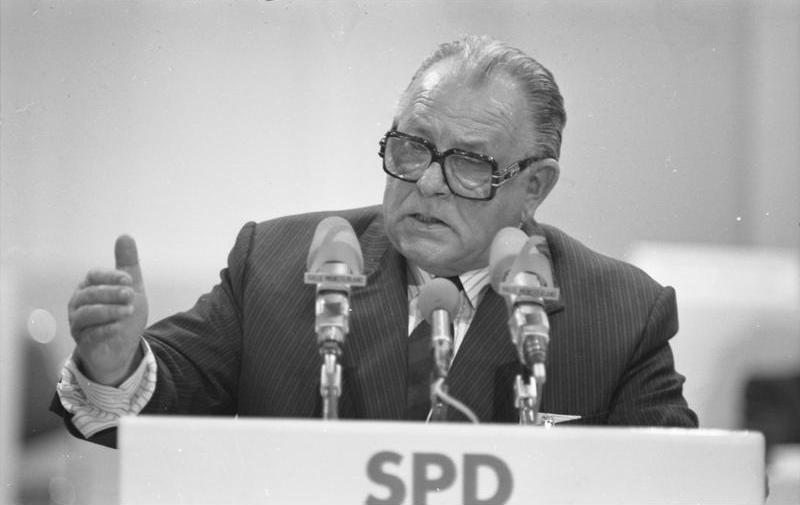
Hans-Jürgen Wischnewski, 1988

- 25. Juli: Torben Agersnap, dänischer Soziologe († 2013)
- 25. Juli: John B. Goodenough, US-amerikanischer Physiker und Nobelpreisträger für Chemie († 2023)
- 25. Juli: Elisa Soteldo, venezolanische Sängerin, Pianistin und Musikpädagogin († 2016)
- 26. Juli: Chairil Anwar, indonesischer Dichter († 1949)
- 26. Juli: Gilberto Agustoni, Kardinal der römisch-katholischen Kirche († 2017)
- 26. Juli: Gérard Calvi, französischer Filmkomponist († 2015)
- 26. Juli: Blake Edwards, US-amerikanischer Filmregisseur, Schauspieler und Drehbuchautor († 2010)
- 26. Juli: Dominik Jost, Schweizer Germanist, Hochschullehrer und Herausgeber († 1994)
- 26. Juli: Andrzej Koszewski, polnischer Komponist, Musikwissenschaftler und -pädagoge († 2015)
- 27. Juli: Werner Hofmann, deutscher Soziologe, Mitbegründer der Aktion Demokratischer Fortschritt († 1969)
- 27. Juli: Norman Lear, US-amerikanischer Fernsehautor und Produzent († 2023)
- 28. Juli: Jacques Piccard, Schweizer Tiefseeforscher und Ozeanograf († 2008)
- 29. Juli: Erich Hartmann, deutsch-amerikanischer Fotograf († 1999)
- 30. Juli: Hansgeorg Stengel, deutscher Journalist, Schriftsteller, Satiriker und Kabarettist († 2003)
- 30. Juli: Zbigniew Wiszniewski, polnischer Komponist und Musikpädagoge († 1999)
- 30. Juli: Friedrich Wolff, deutscher Rechtsanwalt, Vorsitzender des Berliner Anwaltskollegiums in der DDR († 2024)
- 31. Juli: Lorenzo Antonetti, italienischer Kardinal († 2013)

### August
- 01. August: Arthur Hill, kanadischer Theater-, Film- und Fernsehschauspieler († 2006)
- 01. August: Hans Löfflad, deutscher Politiker († 1997)
- 02. August: Gábor Agárdi, ungarischer Schauspieler († 2006)
- 02. August: Jan Buck, sorbischer Maler († 2019)
- 02. August: Paul Fitzgerald, australischer Porträtmaler († 2017)
- 02. August: Paul Laxalt, US-amerikanischer Politiker († 2018) Paul Laxalt

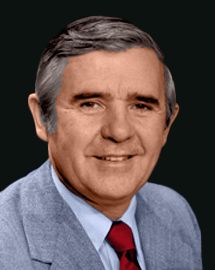
Paul Laxalt

- 02. August: Isao Nakauchi, japanischer Unternehmer und Philanthrop († 2005)
- 03. August: Manuel Correia de Oliveira Andrade, brasilianischer Autor, Historiker, Geograph, Jurist und Professor († 2007)
- 03. August: Tom Kines, kanadischer Folk-Sänger, Volksmusiksammler und Multiinstrumentalist († 1994)
- 03. August: Kurt Zips, österreichischer Schauspieler und Synchronsprecher († 1988)
- 04. August: Georg Auer, österreichischer Journalist († 2004)
- 04. August: Luis Kardinal Aponte Martínez, Erzbischof von San Juan († 2012)
- 04. August: Martel Wiegand, deutsche Hochschullehrerin, Illustratorin und Objektkünstlerin († 2006)
- 05. August: Sandy Kenyon, US-amerikanischer Schauspieler, Regisseur und Synchronsprecher († 2010)
- 06. August: Freddie Laker, britischer Geschäftsmann in der Luftverkehrsbranche († 2006)
- 06. August: Daniel Walker, US-amerikanischer Politiker († 2015)
- 07. August: Josef W. Janker, deutscher Schriftsteller († 2010)
- 07. August: Boy Lornsen, deutscher Bildhauer und Schriftsteller († 1995)
- 08. August: Alberto Granado, Che Guevaras Reisegefährte auf dessen Reise durch Südamerika († 2011)
- 08. August: Gertrude Himmelfarb, US-amerikanische Historikerin († 2019)
- 08. August: Egon Schwarz, US-amerikanischer Literaturwissenschaftler österreichischer Herkunft († 2017)
- 08. August: Günter Steffens, deutscher Schriftsteller († 1985)
- 08. August: Alfredo Torres Romero, mexikanischer Geistlicher († 1995)
- 09. August: Klaus Nonnenmann, deutscher Schriftsteller († 1993)
- 10. August: Loro Boriçi, albanischer Fußballspieler und -trainer († 1984)
- 11. August: Ron Grainer, australischer Komponist († 1981)
- 11. August: Gustav Huonker, Schweizer Autor und Politiker († 2019)
- 12. August: Humphrey Edward Gregory Atkins, britischer Politiker († 1996)
- 12. August: Miloš Jakeš, tschechoslowakischer Politiker († 2020)
- 15. August: Christo Bajew,bulgarischer Opern- und Operettensänger († 1983)
- 15. August: Lukas Foss, US-amerikanischer Komponist und Dirigent († 2009)
- 15. August: Boris Sichkin, russisch-amerikanischer Schauspieler, Tänzer und Choreograph († 2002)
- 16. August: Zdeněk Matějček, tschechischer Kinderpsychologe († 2004)
- 17. August: Frederick B. Dent, US-amerikanischer Politiker und Geschäftsmann († 2019)
- 17. August: Rudolf Haag, deutscher Physiker († 2016)
- 18. August: Anton Krättli, Schweizer Literatur- und Theaterkritiker, Journalist und Redakteur († 2010)
- 18. August: Alain Robbe-Grillet, französischer Schriftsteller und Filmemacher († 2008)
- 18. August: Fritz Umgelter, deutscher Film- und Fernsehregisseur († 1981)
- 19. August: Léopold Anoul, belgischer Fußballspieler († 1990)
- 19. August: Hans Adolf Halbey, deutscher Dichter und Lyriker († 2003)
- 20. August: Alexander Malachovsky, deutschsprachiger Schauspieler, Hörspielregisseur und -Sprecher († 1989)
- 21. August: M. Robert Aaron, US-amerikanischer Elektroingenieur († 2007)
- 21. August: Elisabeth Alexander, deutsche Schriftstellerin († 2009)
- 22. August: Miloš Kopecký, tschechischer Schauspieler († 1996)
- 22. August: Kurt Laue, deutscher Fußballtorhüter
- 22. August: Micheline Presle, französische Schauspielerin († 2024)
- 23. August: Arnold Andenmatten, Schweizer Skisportler und Skilehrer († 2018)
- 23. August: Roland Bugatti, französisch-italienischer Automobilfabrikant und Ingenieur († 1977)
- 23. August: Inge Deutschkron, deutsch-israelische Journalistin und Autorin († 2022)
- 23. August: Roland Dumas, französischer Politiker († 2024)
- 23. August: George Kell, US-amerikanischer Baseballspieler († 2009)
- 23. August: Oswald Rathfelder, deutscher Naturwissenschaftler, Botaniker und Naturschützer († 2011)
- 24. August: Lennart Nilsson, schwedischer Fotograf und Wissenschaftsfilmer († 2017)
- 24. August: Howard Zinn, US-amerikanischer Historiker und Politikwissenschaftler († 2010)
- 25. August: Hellmut Andics, österreichischer Journalist und Autor († 1998)
- 25. August: Claude Bridel, Schweizer evangelischer Geistlicher und Hochschullehrer († 2007)
- 25. August: Ivry Gitlis, israelisch-französischer Violinist († 2020)
- 25. August: Marie Marcks, deutsche Karikaturistin und Autorin († 2014)
- 26. August: Lasar Nikolow, bulgarischer Komponist († 2005)
- 27. August: Robert Dauber, deutscher Cellist und Komponist († 1945)
- 27. August: Frank Kelly Freas, US-amerikanischer Maler und Illustrator († 2005)
- 29. August: Harri Asi, estnischer Schriftsteller und Lyriker († 2009)
- 29. August: Richard Blackwell, US-amerikanischer Stilkritiker († 2008)
- 31. August: August Graf Kageneck, deutscher Journalist († 2004)

### September
- 01. September: Yvonne De Carlo, US-amerikanische Schauspielerin († 2007)

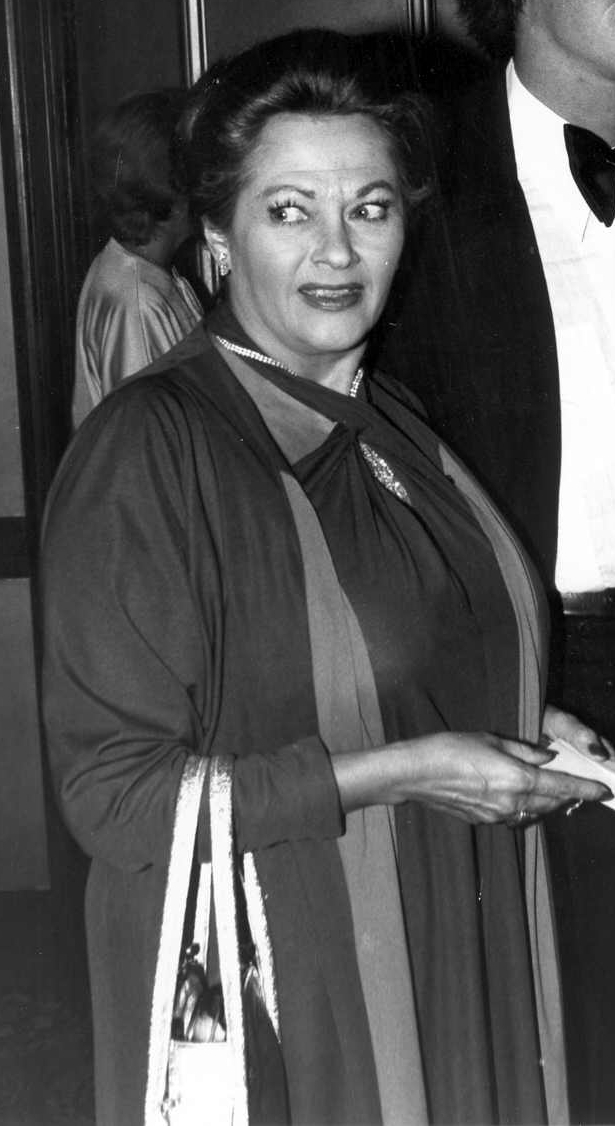
Yvonne de Carlo

- 01. September: Vittorio Gassman, italienischer Schauspieler († 2000)
- 01. September: Melvin R. Laird, US-amerikanischer Politiker († 2016)
- 02. September: Arthur Ashkin, US-amerikanischer Experimentalphysiker († 2020)
- 02. September: Martin Christoffel, Schweizer Schachspieler († 2001)
- 02. September: Wolfgang Urchs, deutscher Regisseur († 2016)
- 03. September: Steffan Danielsen, färöischer Maler († 1976)
- 03. September: Salli Terri, US-amerikanische Sängerin und Gesangspädagogin († 1996)
- 04. September: Rosalio José Castillo Lara, Kardinal der römisch-katholischen Kirche († 2007)
- 05. September: Gisela Trowe, deutsche Schauspielerin († 2010)
- 06. September: Ernst W. Wies, deutscher Historiker († 2012)
- 07. September: Peter Wapnewski, deutscher Germanist († 2012)
- 08. September: Sid Caesar, US-amerikanischer Schauspieler († 2014)
- 08. September: Lyndon LaRouche, US-amerikanischer politischer Aktivist († 2019)
- 08. September: Héctor Rossetto, argentinischer Schachmeister († 2009)
- 09. September: Hans Georg Dehmelt, US-amerikanischer Physiker und Nobelpreisträger († 2017)
- 09. September: Manolis Glezos, griechischer Politiker und Autor († 2020)
- 09. September: Warwick Kerr, brasilianischer Genetiker und Insektenkundler († 2018)
- 09. September: Stephen Murray-Smith, australischer Herausgeber und Autor († 1988)
- 10. September: Bernard Bailyn, US-amerikanischer Historiker († 2020)
- 10. September: Hans Baltisberger, deutscher Motorradrennfahrer († 1956)
- 10. September: Yma Sumac, peruanische Sängerin († 2008)
- 11. September: Adegboyega Folaranmi Adedoyin, nigerianischer Leichtathlet († 2014)
- 11. September: Robert Day, britischer Filmregisseur († 2017)
- 12. September: Peter Sichel, deutsch-amerikanischer Weinhändler und US-Geheimagent († 2025)
- 13. September: Charles Brown, US-amerikanischer Blues-Sänger und -Pianist († 1999)
- 13. September: Alfons Kolling, Landeskonservator des Saarlandes († 2003)
- 14. September: Arthur Agstner, österreichischer Botschafter († 1991)
- 14. September: Michel Auclair, französischer Schauspieler († 1988)
- 15. September: Robert James Gilbert Anderson, britischer Fechter und Schauspieler († 2012)
- 15. September: Jackie Cooper, US-amerikanischer Schauspieler († 2011)
- 16. September: Guy Hamilton, britischer Filmregisseur († 2016)
- 16. September: Janis Paige, US-amerikanische Schauspielerin († 2024)
- 16. September: Ursula Wölfel, deutsche Kinderbuchautorin († 2014)
- 17. September: Radu Aldulescu, rumänischer Cellist († 2006)
- 17. September: Hilla Jablonsky, deutsche Malerin und Zeichnerin († 2019)
- 17. September: Karl Kaufhold, deutscher Komponist, Dirigent und Organist († 2015)
- 17. September: Agostinho Neto, erster Präsident von Angola, Dichter und nationalistischer Führer († 1979)
- 19. September: Jochen Steffen, deutscher Politiker († 1987)
- 19. September: Walter R. Peterson, US-amerikanischer Politiker († 2011)
- 19. September: Emil Zátopek, tschechischer Leichtathlet († 2000)
- 19. September: Dana Zátopková, tschechische Leichtathletin, Olympiasiegerin († 2020)
- 20. September: Pierre Barbizet, französischer Pianist und Musikpädagoge († 1990)
- 20. September: William Kapell, US-amerikanischer Pianist († 1953)
- 21. September: Nathan Apea Aferi, ghanaischer Politiker († 2003)
- 21. September: Siegfried Seifert, deutscher Zoologe († 1998)
- 22. September: Hubert Bruhs, deutscher Bildhauer († 2005)
- 22. September: Yvette Horner, französische Akkordeonistin († 2018)
- 23. September: Louise Latham, US-amerikanische Schauspielerin († 2018)
- 24. September: Meche Barba, mexikanische Schauspielerin und Tänzerin († 2000)
- 24. September: Bert I. Gordon, US-amerikanischer Filmregisseur, Filmproduzent und Drehbuchautor († 2023)
- 24. September: Gerhard Watzke, österreichischer Ruderer († 2021)
- 25. September: Hammer DeRoburt, Gründungspräsident der Republik Nauru († 1992)
- 25. September: Roger Kardinal Etchegaray, Erzbischof von Marseille († 2019)

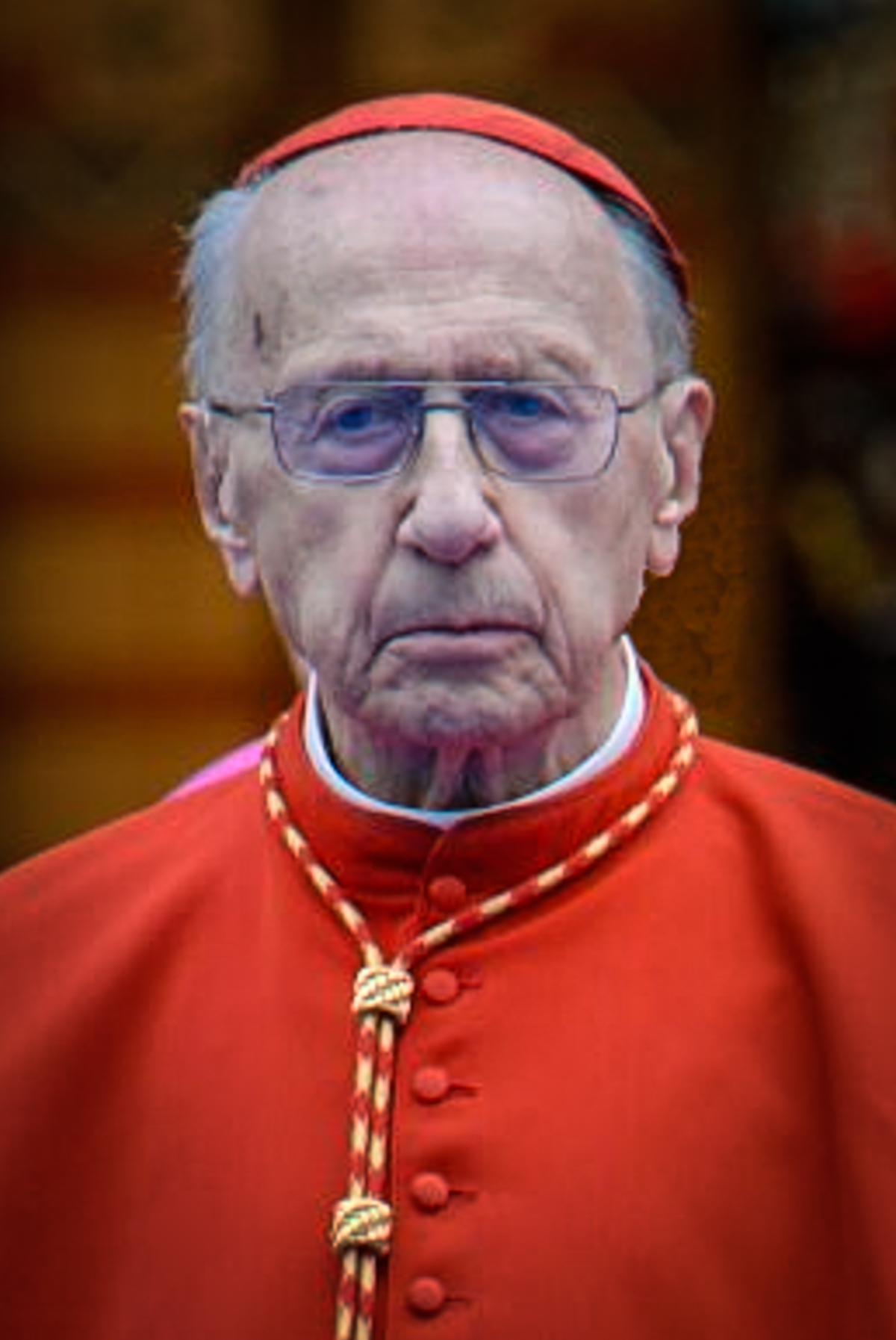
Roger Kardinal Etchegaray (2012)

- 27. September: Arthur Penn, US-amerikanischer Filmregisseur († 2010)
- 28. September: Francesco Caroli, italienischer Artist und Clown († 2004)
- 28. September: William E. Leuchtenburg, US-amerikanischer Historiker († 2025)
- 28. September: Andreas Flitner, deutscher Pädagoge und Bildungspolitiker († 2016)
- 28. September: Jules Sedney, surinamischer Politiker († 2020)
- 29. September: Karl-Heinz Köpcke, Chefsprecher der Tagesschau († 1991)
- 29. September: Hans Otto, deutscher Organist und Kantor († 1996)
- 29. September: Lizabeth Scott, US-amerikanische Schauspielerin († 2015)
- 30. September: Kurt Neubauer, Berliner Bürgermeister und Innensenator († 2012)
- 30. September: Oscar Pettiford, US-amerikanischer Musiker († 1960)

### Oktober
- 01. Oktober: Héctor Campos-Parsi, puerto-ricanischer Komponist († 1998)
- 01. Oktober: Rafael Masella, kanadischer Klarinettist, Musikpädagoge und Komponist († 2006)
- 01. Oktober: Matsushita Shin’ichi, japanischer Komponist († 1990)
- 01. Oktober: Inge Merkel, österreichische Schriftstellerin († 2006)
- 01. Oktober: Chen Ning Yang, chinesisch-amerikanischer Physiker und Träger des Nobelpreises für Physik

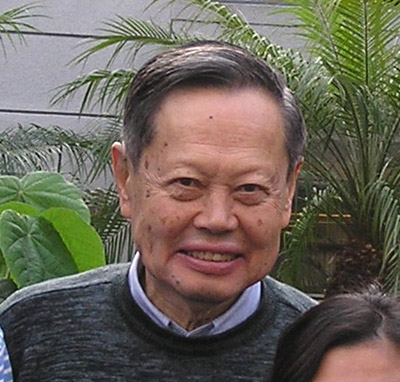
Chen Ning Yang

- 02. Oktober: Otmar Mácha, tschechischer Komponist († 2006)
- 03. Oktober: John Craxton, englischer Maler († 2009)
- 04. Oktober: Gianna Beretta Molla, italienische katholische Kinderärztin, Heilige († 1962)
- 05. Oktober: José Froilán González, argentinischer Automobilrennfahrer († 2013)
- 05. Oktober: Bil Keane, US-amerikanischer Cartoonist († 2011)
- 05. Oktober: Woodrow Parfrey, US-amerikanischer Schauspieler († 1984)
- 06. Oktober: Klaus Dill, deutscher Maler († 2000)
- 07. Oktober: Tommaso Maestrelli, italienischer Fußballspieler und -trainer († 1976)
- 08. Oktober: Eileen Essell, britische Schauspielerin († 2015)
- 08. Oktober: Katharina Focke, deutsche Politikerin († 2016)

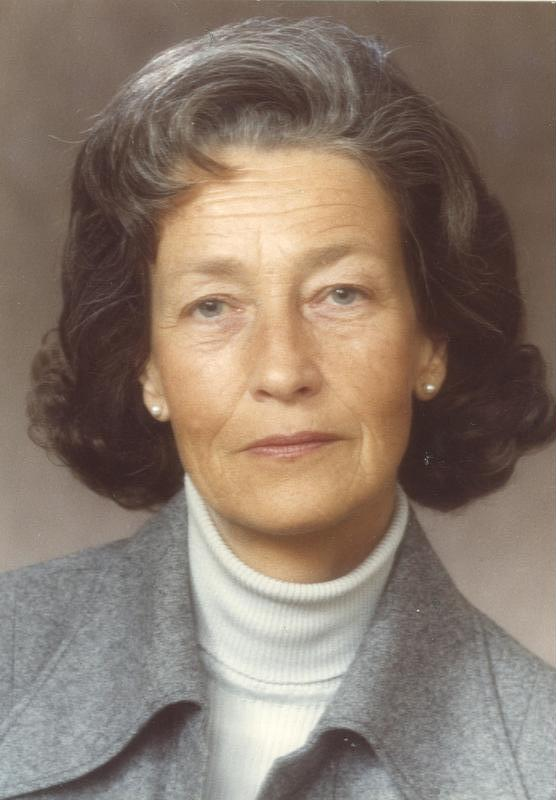
Katharina Focke, 1976

- 08. Oktober: Nils Liedholm, schwedischer Fußball- und Bandyspieler sowie Fußballtrainer († 2007)
- 08. Oktober: Stefania Woytowicz, polnische Sängerin († 2005)
- 09. Oktober: Robert Siegfried Dieter Athenstedt, deutscher Fechter und Fechttrainer († 2015)
- 09. Oktober: Olga Guillot, kubanische Sängerin († 2010)
- 09. Oktober: Lutz Röhrich, deutscher Volkskundler und Erzählforscher († 2006)
- 09. Oktober: Lee Wilde, US-amerikanische Schauspielerin und Sängerin († 2015)
- 10. Oktober: Reine Flachot, französische Cellistin († 1998)
- 10. Oktober: Helmut Nordhaus, deutscher Fußballspieler († 2014)
- 10. Oktober: Lyn Wilde, US-amerikanische Schauspielerin und Sängerin († 2016)
- 13. Oktober: Gilberto Mendes, brasilianischer Komponist († 2016)
- 14. Oktober: Jaroslav Koutecký, tschechischer Chemiker († 2005)
- 15. Oktober: Agustina Bessa-Luís, portugiesische Schriftstellerin († 2019)
- 15. Oktober: Robert Frederick Froehlke, US-amerikanischer Politiker († 2016)
- 15. Oktober: Lorraine Gordon, US-amerikanische Jazzclubbesitzerin († 2018)
- 16. Oktober: Carlos Mercader, uruguayischer Moderner Fünfkämpfer († 2010)
- 17. Oktober: Luiz Bonfá, brasilianischer Komponist und Gitarrist († 2001)
- 17. Oktober: Angel Wagenstein, bulgarischer Romancier und Drehbuchautor († 2023)
- 18. Oktober: Camillo Togni, italienischer Komponist, Pianist und Musikpädagoge († 1993)
- 19. Oktober: Jack Anderson, US-amerikanischer Journalist († 2005)
- 19. Oktober: Jürgen Brandt, deutscher General, Generalinspekteur der Bundeswehr 1978–1983 († 2003)
- 20. Oktober: John Anderson, US-amerikanischer Schauspieler († 1992)
- 20. Oktober: Gaositwe Kogakwa Tibe Chiepe, botswanische Politikerin und Diplomatin († 2025)
- 21. Oktober: Per-Olof Åstrand, schwedischer Physiologe und Sportwissenschaftler († 2015)
- 21. Oktober: Liliane Bettencourt, französische Unternehmerin und Milliardärin († 2017)
- 21. Oktober: Peter Demetz, Literaturwissenschaftler († 2024)
- 21. Oktober: Emil Schlee, deutscher Politiker und Historiker († 2009)
- 22. Oktober: Sebastian Auer, österreichischer Techniker und Erfinder († 2023)
- 22. Oktober: Eugen Dietrich Graue, deutscher Rechtswissenschaftler und Hochschullehrer († 2006)
- 22. Oktober: Tadeusz Machl, polnischer Komponist, Organist und Musikpädagoge († 2003)
- 22. Oktober: Sícoris, andorranischer Journalist und Schriftsteller († 2006)
- 23. Oktober: Jean Barker, Baroness Trumpington, britische Politikerin († 2018)
- 23. Oktober: Gerhard Bronner, österreichischer Komponist, Musiker und Kabarettist († 2007)
- 23. Oktober: Coleen Gray, US-amerikanische Schauspielerin († 2015)
- 24. Oktober: Horst Stern, deutscher Journalist, Filmemacher und Schriftsteller († 2019)

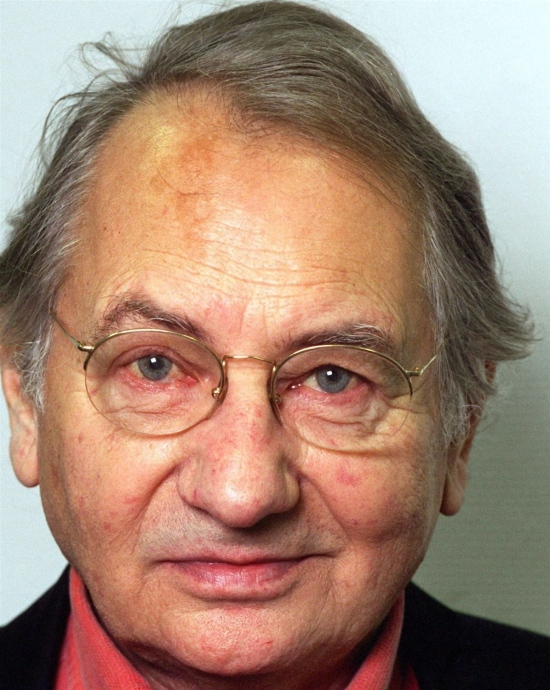
Horst Stern, 1997

- 26. Oktober: Hans Peterson, schwedischer Kinder- und Jugendbuchautor († 2022)
- 26. Oktober: Darcy Ribeiro, brasilianischer Anthropologe, Politiker, und Schriftsteller († 1997)
- 27. Oktober: Poul Bundgaard, dänischer Schauspieler und Sänger († 1998)
- 27. Oktober: Ruby Dee, US-amerikanische Schauspielerin († 2014)
- 27. Oktober: Michel Galabru, französischer Schauspieler († 2016)
- 27. Oktober: Carlos Andrés Pérez, zweimaliger Präsident von Venezuela († 2010)
- 28. Oktober: Günter Bast, deutscher innerer Mediziner († 1997)
- 28. Oktober: Silvia De Grasse, panamaische Sängerin († 1978)
- 28. Oktober: Marie Louise Fischer, deutsche Schriftstellerin († 2005)
- 28. Oktober: Gershon Kingsley, deutsch-amerikanischer Komponist († 2019)
- 28. Oktober: Ernest Vaast, französischer Fußballspieler († 2011)
- 29. Oktober: Arthur Apfel, britischer Eiskunstläufer († 2017)
- 29. Oktober: Neal Hefti, US-amerikanischer Jazzmusiker († 2008)
- 29. Oktober: Erhard Schweri, Schweizer Richter († 2025)
- 29. Oktober: Alexander Alexandrowitsch Sinowjew, russischer Soziologe und Logiker († 2006)
- 30. Oktober: Heinrich Dahlinger, deutscher Handballspieler († 2008)

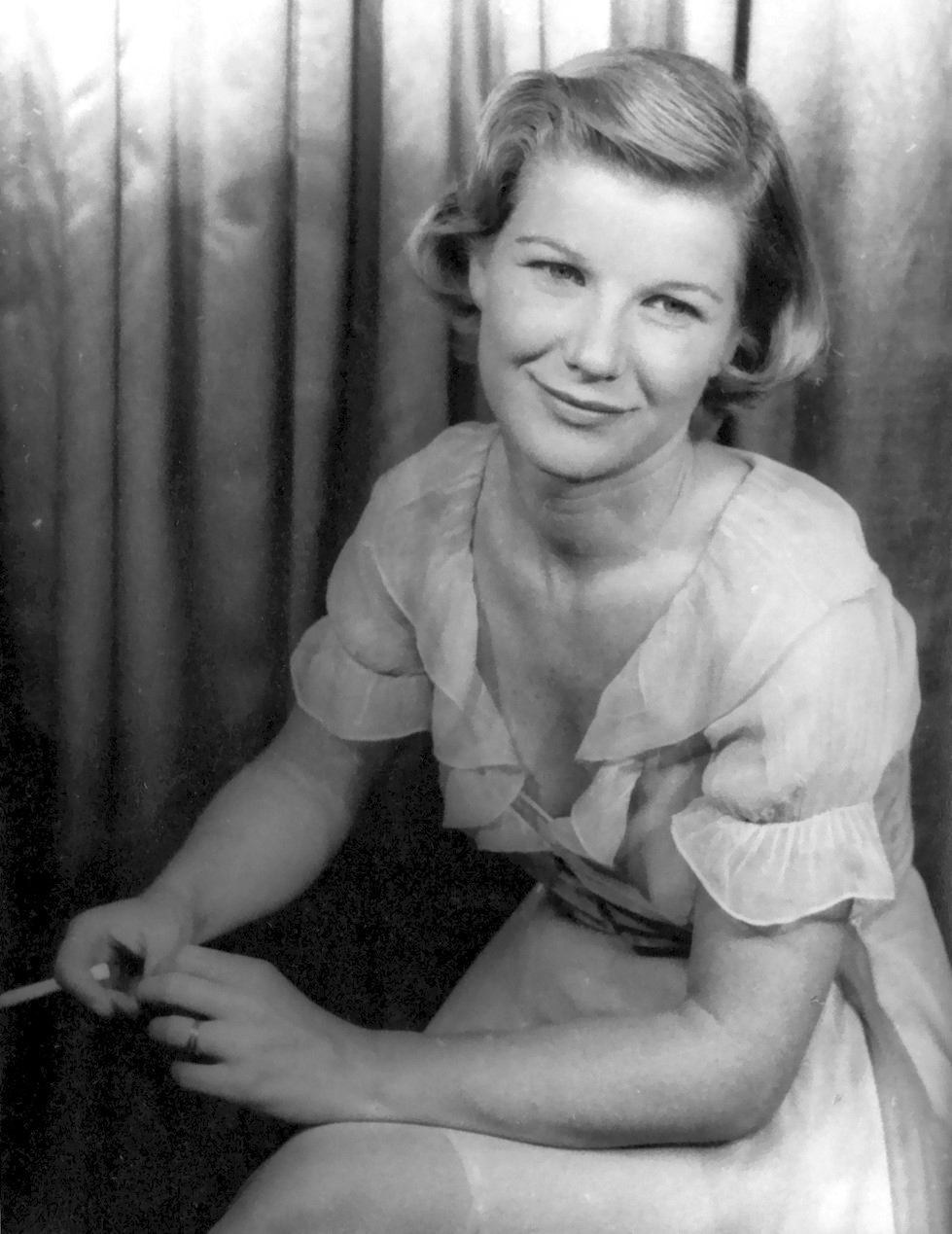
Barbara Bel Geddes

- 31. Oktober: Barbara Bel Geddes, US-amerikanische Schauspielerin († 2005)
- 31. Oktober: Illinois Jacquet, US-amerikanischer Jazzmusiker († 2004)
- 31. Oktober: Norodom Sihanouk, König von Kambodscha († 2012)

### November
- 02. November: Antonio di Benedetto, argentinischer Schriftsteller († 1986)
- 04. November: Benno Besson, Schweizer Schauspieler, Regisseur und Theaterleiter († 2006)
- 04. November: Ralph Earl Sutton, US-amerikanischer Musiker († 2001)
- 05. November: Serge Lancen, französischer Komponist und Musiker († 2005)
- 05. November: Cecil H. Underwood, US-amerikanischer Politiker († 2008)
- 07. November: Ernesto Duarte Brito, kubanischer Pianist, Komponist und Bandleader († 1988)
- 08. November: Conrad Ahlers, deutscher Politiker der SPD († 1980)
- 08. November: Christiaan Barnard, südafrikanischer Mediziner († 2001)
- 08. November: Ademir de Menezes, brasilianischer Fußballspieler († 1996)
- 08. November: Hannsheinz Porst, deutscher Unternehmer († 2010)
- 08. November: Boutros Raï, syrischer Erzbischof im Libanon († 1994)
- 09. November: Hans-Günter Hoppe, deutscher Politiker († 2000)
- 09. November: Dorothy Dandridge, US-amerikanische Schauspielerin und Sängerin († 1965)
- 09. November: Raymond Devos, französischer Komiker († 2006)
- 09. November: Erich Ebert, deutscher Schauspieler, Synchronsprecher, Synchronautor und Dialogregisseur († 2000)
- 09. November: Edeltraud Forster, deutsche Äbtissin des Klosters St. Hildegard Eibingen († 2019)
- 09. November: Imre Lakatos, ungarischer Mathematiker, Physiker und Wissenschaftsphilosoph († 1974)
- 09. November: Lauro Olmo, spanischer Schriftsteller († 1994)
- 09. November: Fiete Reder, deutscher Handballspieler und -trainer († 2004)
- 09. November: Sherman W. Tribbitt, US-amerikanischer Politiker († 2010)
- 09. November: Augusto Vargas Alzamora, Erzbischof von Lima und Kardinal der römisch-katholischen Kirche († 2000)
- 11. November: George Blake, britischer Doppelagent († 2020)
- 11. November: Fred J. Koenekamp, US-amerikanischer Kameramann († 2017)
- 11. November: Oskar Rosi, deutscher Künstler († 2010)
- 11. November: Poldl Schuhwerk, bayerischer Heimatforscher, Dichter und Kunstmaler († 2005)
- 11. November: Kurt Vonnegut, US-amerikanischer Schriftsteller († 2007)
- 12. November: Kim Hunter, US-amerikanische Schauspielerin († 2002)
- 13. November: Ursula Adam, deutsche Journalistin und Dichterin († 1979)
- 13. November: Mildred Goodman, kanadische Violinistin († 2017)
- 13. November: Madeleine Sherwood, kanadische Schauspielerin († 2016)
- 13. November: Oskar Werner, österreichischer Schauspieler und Deklamator († 1984)
- 14. November: Boutros Boutros-Ghali, ägyptischer Politiker, Generalsekretär der Vereinten Nationen († 2016)

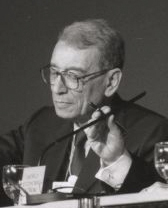
Boutros Boutros-Ghali, 1995

- 14. November: Veronica Lake, US-amerikanische Schauspielerin († 1973)
- 15. November: Werner Eichhorn, deutscher Schauspieler († 2005)
- 15. November: Giorgio Manganelli, italienischer Schriftsteller, Journalist und Literaturwissenschaftler († 1990)
- 15. November: Francesco Rosi, italienischer Filmregisseur und Drehbuchautor († 2015)
- 16. November: Gene Amdahl, US-amerikanischer Computerarchitekt und Unternehmer († 2015)
- 16. November: Patricia Barry, US-amerikanische Filmschauspielerin († 2016)
- 16. November: Salvatore Giuliano, sizilianischer Bandit und Separatist († 1950)
- 16. November: Sidney W. Mintz, US-amerikanischer Anthropologe († 2015)

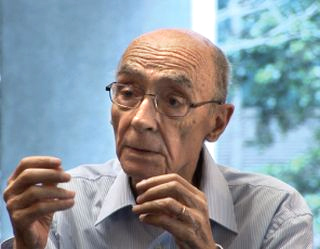
José Saramago

- 16. November: José Saramago, portugiesischer Schriftsteller, Nobelpreisträger für Literatur († 2010)
- 17. November: Stanley Cohen, US-amerikanischer Biochemiker († 2020)
- 17. November: Gert Tiedtke, deutscher Karambolagespieler und mehrfacher deutscher Meister im Kunststoß († 2021)
- 18. November: Marjorie Gestring, US-amerikanische Wasserspringerin († 1992)
- 19. November: Wilmut Borell, deutscher Schauspieler († 1997)
- 19. November: Juri Walentinowitsch Knorosow, sowjetischer Ägyptologe († 1999)
- 19. November: Rajko Mitić, jugoslawischer Fußballspieler und -trainer († 2008)
- 20. November: Charles Leonard Hamblin, australischer Philosoph, Logiker und Computerpionier († 1985)
- 20. November: Johnny Leach, englischer Tischtennisspieler († 2014)
- 21. November: Maria Casarès, französische Schauspielerin († 1996)
- 22. November: Roberto Aballay, argentinischer Fußballspieler
- 22. November: Fikrät Ämirov, aserbaidschanischer Komponist († 1984)
- 22. November: Jörg Zink, deutscher evangelischer Theologe († 2016)
- 23. November: Manuel Fraga Iribarne, spanischer Politiker und Regierungschef († 2012)
- 23. November: Inge Landgut, deutsche Schauspielerin und Synchronsprecherin († 1986)
- 23. November: Peter Lehner, Schweizer Dichter († 1987)
- 23. November: Stephan Pfürtner, deutscher katholischer Moraltheologe und Sozialethiker.(† 2012)
- 25. November: Bob Holbert, US-amerikanischer Unternehmer und Automobilrennfahrer († 2007)
- 25. November: Ilja Hurník, tschechischer Komponist († 2013)
- 25. November: René Schérer, französischer Philosoph († 2023)
- 26. November: Charles M. Schulz, US-amerikanischer Comiczeichner († 2000)

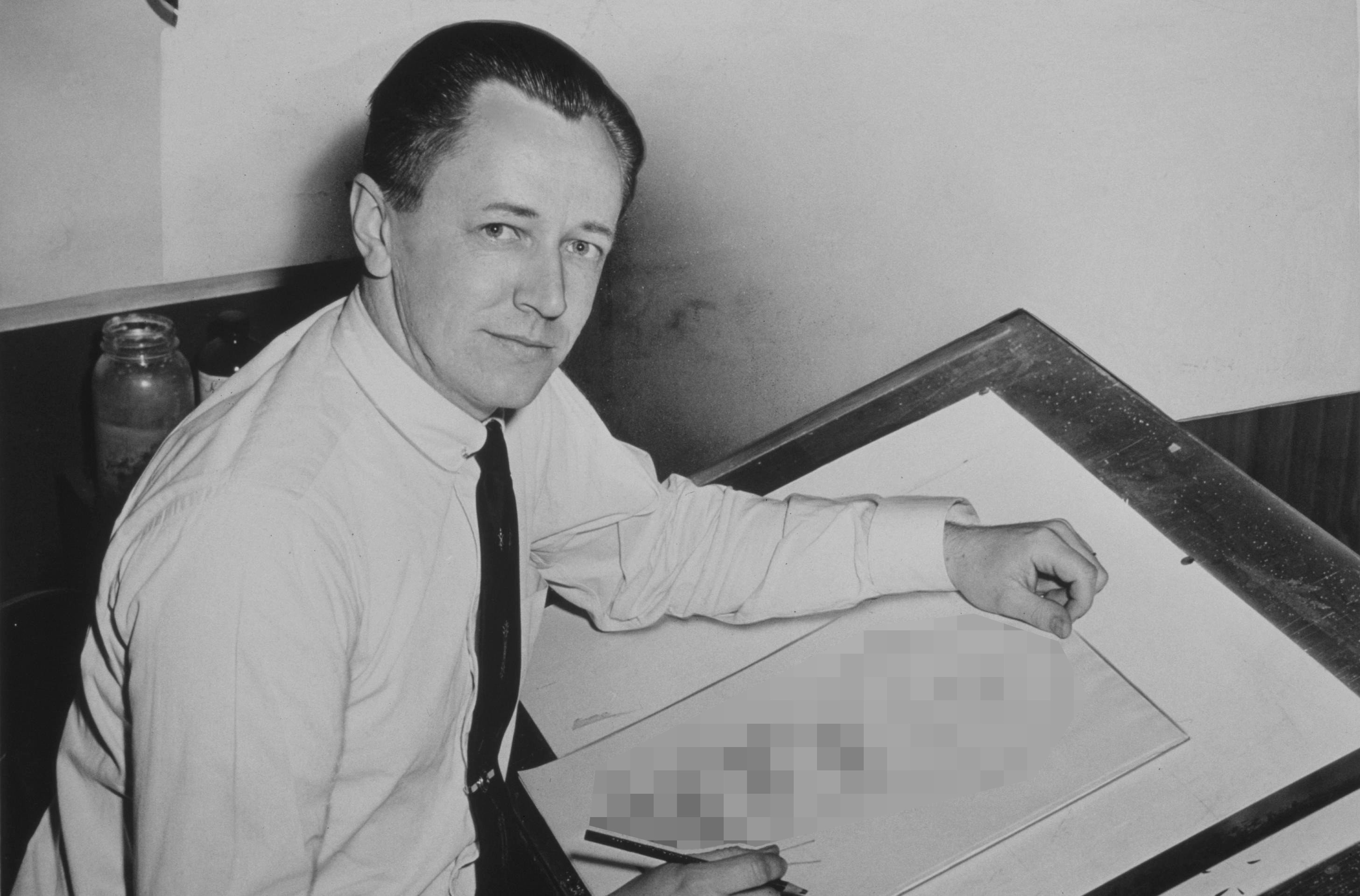
Charles M. Schulz, 1956

- 27. November: John Kodwo Amissah, ghanaischer Erzbischof († 1991)
- 27. November: Jacqueline White, US-amerikanische Schauspielerin
- 28. November: Lode Anthonis, belgischer Radrennfahrer († 1992)
- 28. November: Pinchas Lapide, österreichischer jüdischer Theologe und Religionswissenschaftler († 1997)
- 29. November: Ria Baran, deutsche Eiskunstläuferin († 1986)
- 29. November: Hans-Werner Grosse, deutscher Segelflieger († 2021)
- 29. November: Erwin Heerich, deutscher Künstler († 2004)
- 30. November: André Bord, französischer Politiker und Résistancekämpfer († 2013)
- 30. November: Norbert Kricke, deutscher Bildhauer († 1984)

### Dezember
- 01. Dezember: Wsewolod Michailowitsch Bobrow, sowjetischer Fußball- und Eishockeyspieler († 1979)
- 01. Dezember: Gerd Mehl, deutscher Sportreporter († 2001)
- 02. Dezember: Jean-Charles, französischer Journalist und Schriftsteller († 2003)
- 02. Dezember: Joan McLagan, kanadische Schwimmerin († 2022)
- 03. Dezember: Henry Grunwald, Chefredakteur der „Time“ und US-amerikanischer Botschafter in Österreich († 2005)
- 03. Dezember: Walter Kremershof, deutscher Eishockeyspieler († 1997)
- 03. Dezember: Len Lesser, US-amerikanischer Schauspieler († 2011)
- 03. Dezember: Muriel Millard, kanadische Schauspielerin, Sängerin, Tänzerin und Malerin († 2014)
- 03. Dezember: Sven Nykvist, schwedischer Kameramann und Filmregisseur († 2006)
- 04. Dezember: Luis Benjamín, puerto-ricanischer Pianist († 1988)
- 05. Dezember: Kurt Weinmann, deutscher Chemiker († 2007)
- 06. Dezember: Jack Ashley, britischer Politiker († 2012)
- 06. Dezember: Ernst Pfiffner, Schweizer Komponist, Organist und Dirigent († 2011)
- 06. Dezember: Guy Thys, belgischer Fußballtrainer († 2003)
- 07. Dezember: Willy Andergassen, italienischer Künstler († 2001)
- 08. Dezember: Lucian Freud, britischer Maler († 2011)
- 08. Dezember: Gerhard Löwenthal, deutscher Journalist und Fernsehmoderator († 2002)
- 08. Dezember: Sol Yaged, US-amerikanischer Jazz-Klarinettist († 2019)
- 08. Dezember: Hanna Zuschneid, deutsche Turnerin († 2010)
- 09. Dezember: Semavi Eyice, türkischer Kunsthistoriker und Byzantinist († 2018)
- 10. Dezember: Bob Grossman, US-amerikanischer Automobilrennfahrer († 2002)
- 11. Dezember: Grigoris Bithikotsis, griechischer Sänger († 2005)
- 11. Dezember: Dilip Kumar, indischer Filmschauspieler († 2021) Dilip Kumar

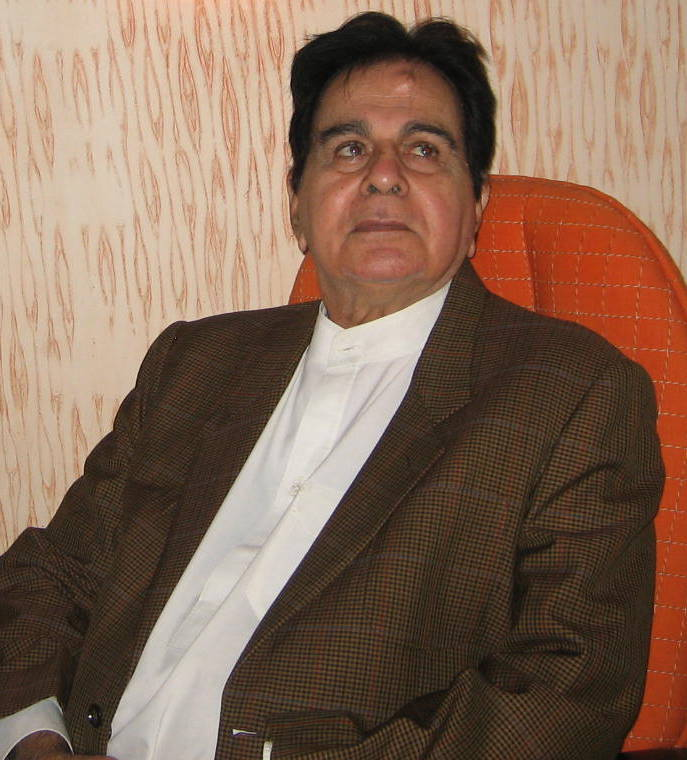
Dilip Kumar

- 11. Dezember: Maila Nurmi, US-amerikanische Schauspielerin († 2008)
- 12. Dezember: Wassili Fjodorowitsch Borissow, sowjetischer Sportschütze († 2003)
- 12. Dezember: Július Schubert, tschechoslowakischer Fußballspieler († 1949)
- 13. Dezember: Robert Veyron-Lacroix, französischer Cembalist und Pianist († 1991)
- 14. Dezember: Nikolai Gennadijewitsch Bassow, russischer Physiker († 2001)
- 14. Dezember: Hans Daniel, deutscher Schauspieler und Nachrichtensprecher († 2008)
- 14. Dezember: Donald Hewitt, US-amerikanischer Journalist, Regisseur und TV-Produzent († 2009)
- 14. Dezember: Wolfgang Müller, deutscher Schauspieler und Kabarettist († 1960)
- 15. Dezember: Kurt Weidemann, deutscher Grafikdesigner, Typograf, Autor und Lehrer († 2011)
- 16. Dezember: David Scott-Barrett, britischer Offizier († 2004)
- 17. Dezember: Mario Rigamonti, italienischer Fußballspieler († 1949)
- 18. Dezember: Jack Bascom Brooks, US-amerikanischer Politiker († 2012)
- 18. Dezember: Illo Schieder, deutsche Schlagersängerin († 2004)
- 18. Dezember: Klaus Schwarzkopf, deutscher Schauspieler und Synchronsprecher († 1991)
- 19. Dezember: Walter Höllerer, deutscher Schriftsteller und Literaturwissenschaftler († 2003)
- 20. Dezember: Walter Eichenberg, deutscher Komponist und Musiker († 2018)
- 20. Dezember: Tony Vaccaro, US-amerikanischer Fotograf († 2022)
- 22. Dezember: Don Fellows, US-amerikanischer Schauspieler († 2007)
- 22. Dezember: Peter Lorenz, deutscher Politiker († 1987)
- 22. Dezember: Jean Malaurie, französischer Geomorphologe und Ethnologe († 2024)
- 22. Dezember: Jim Wright, US-amerikanischer Politiker († 2015)
- 23. Dezember: Horst Brasch, SED-Parteifunktionär, zeitweise stellvertretender Minister für Kultur der DDR († 1989)
- 23. Dezember: Micheline Ostermeyer, französische Leichtathletin und Pianistin († 2001)
- 24. Dezember: Ava Gardner, US-amerikanische Schauspielerin († 1990) Ava Gardner, 1953

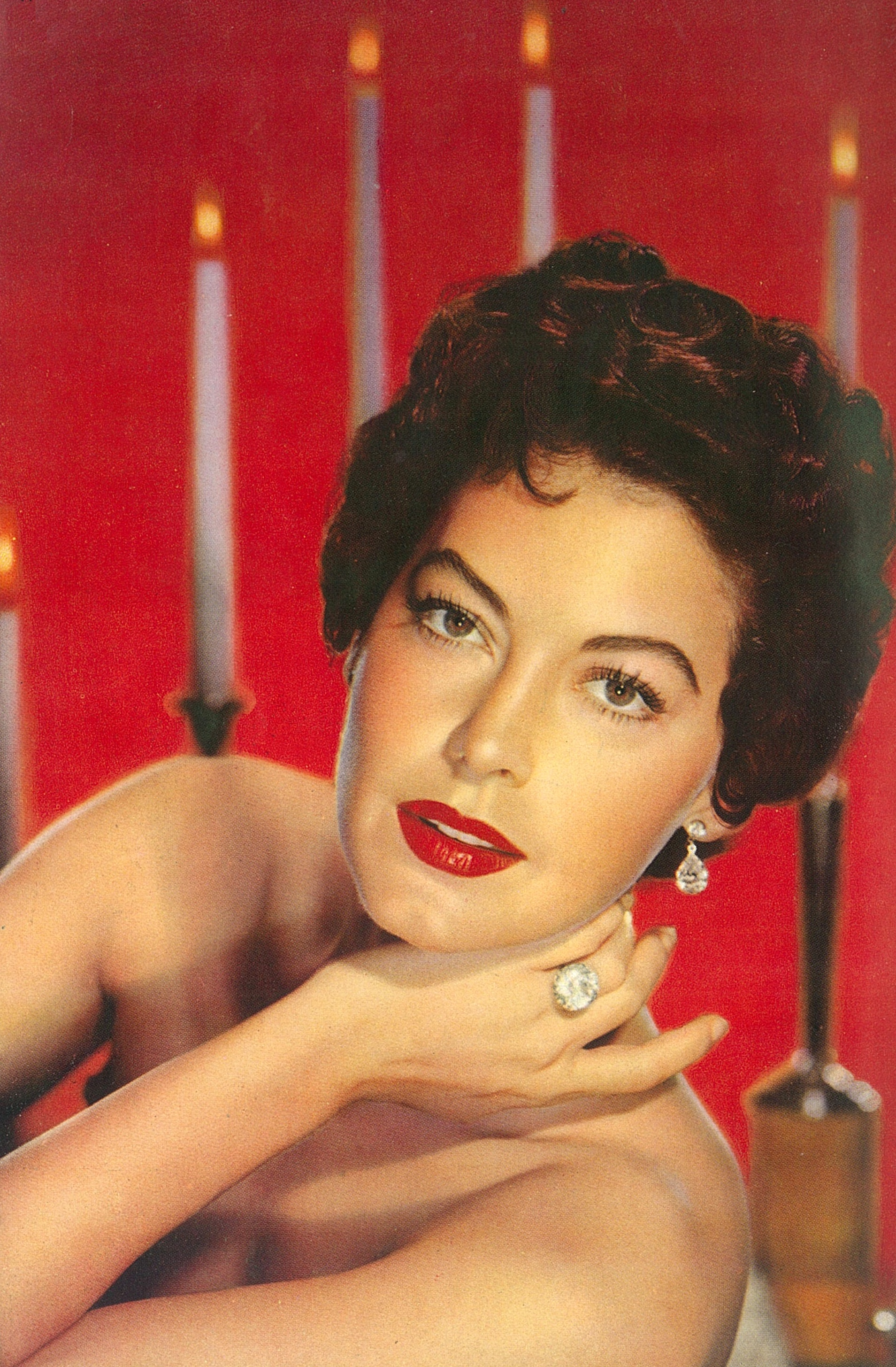
Ava Gardner, 1953

- 24. Dezember: Jonas Mekas, litauischer Filmregisseur und Schriftsteller († 2019)
- 25. Dezember: Félix Loustau, argentinischer Fußballspieler († 2003) Félix Loustau im Trikot von River Plate

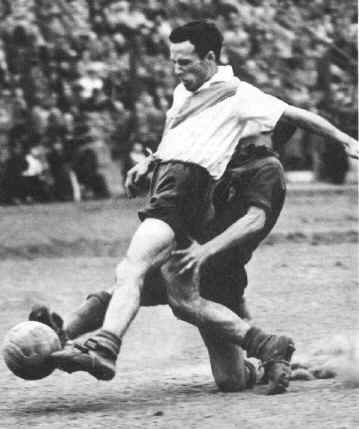
Félix Loustau im Trikot von River Plate

- 26. Dezember: Miguel Hesayne, argentinischer Bischof († 2019)
- 26. Dezember: Samuel H. Young, US-amerikanischer Politiker († 2017)
- 27. Dezember: Karel Hiršl, tschechoslowakischer Widerstandskämpfer († 1945)
- 28. Dezember: Ivan Desny, französisch-deutscher Schauspieler († 2002)
- 28. Dezember: Otto Eckl, österreichischer Tischtennisspieler († 1993)
- 28. Dezember: Stan Lee, US-amerikanischer Comicautor († 2018)
- 29. Dezember: William Gaddis, US-amerikanischer Schriftsteller († 1998)
- 29. Dezember: Rose Lee Maphis, US-amerikanische Country-Musikerin († 2021)
- 31. Dezember: Tom Fears, US-amerikanischer American-Football-Spieler und -Trainer († 2000)

### Genaues Geburtsdatum unbekannt
- Marcello Andrei, italienischer Filmregisseur und Drehbuchautor
- Bernard Astraud, französischer Pilot und Unternehmer († 1985)
- William J. Ballard, US-amerikanischer Chorleiter, Musikpädagoge und -wissenschaftler († 2006)
- Emilio Gálvez, mexikanischer Sänger und Geiger († 1991)
- Halla Huhm, koreanische Tänzerin und Tanzpädagogin († 1994)
- Kurt Kaiser, deutscher Pianist, Fagottist und Arrangeur
- Héctor Velázquez Moreno, mexikanischer Architekt († 2006)
- Lilo Netz-Paulik, deutsche Bildhauerin († 2007)

## Gestorben

### Januar/Februar
- 03. Januar: Friedrich Wilhelm Voigt (bekannt als Hauptmann von Köpenick), deutsch-luxemburgischer Schuhmacher (* 1849)

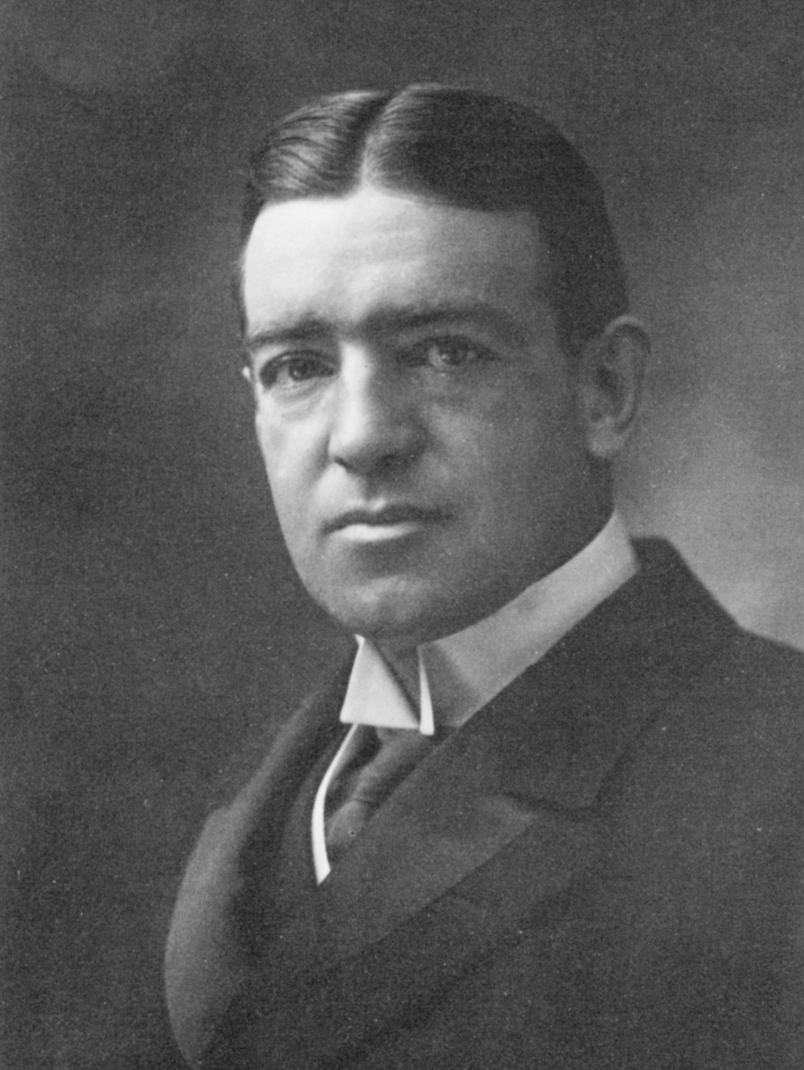
Ernest Shackleton

- 05. Januar: Ernest Shackleton, britischer Polarforscher (* 1874)
- 07. Januar: Antonio Scontrino, italienischer Komponist (* 1850)
- 08. Januar: Wilhelm Rühlmann, deutscher Orgelbauer (* 1842)
- 10. Januar: Ōkuma Shigenobu, japanischer Politiker und Premierminister (* 1838)
- 17. Januar: Carl Robert, deutscher Altphilologe und Archäologe (* 1850)
- 21. Januar: Marie Ennemond Camille Jordan, französischer Mathematiker (* 1838)

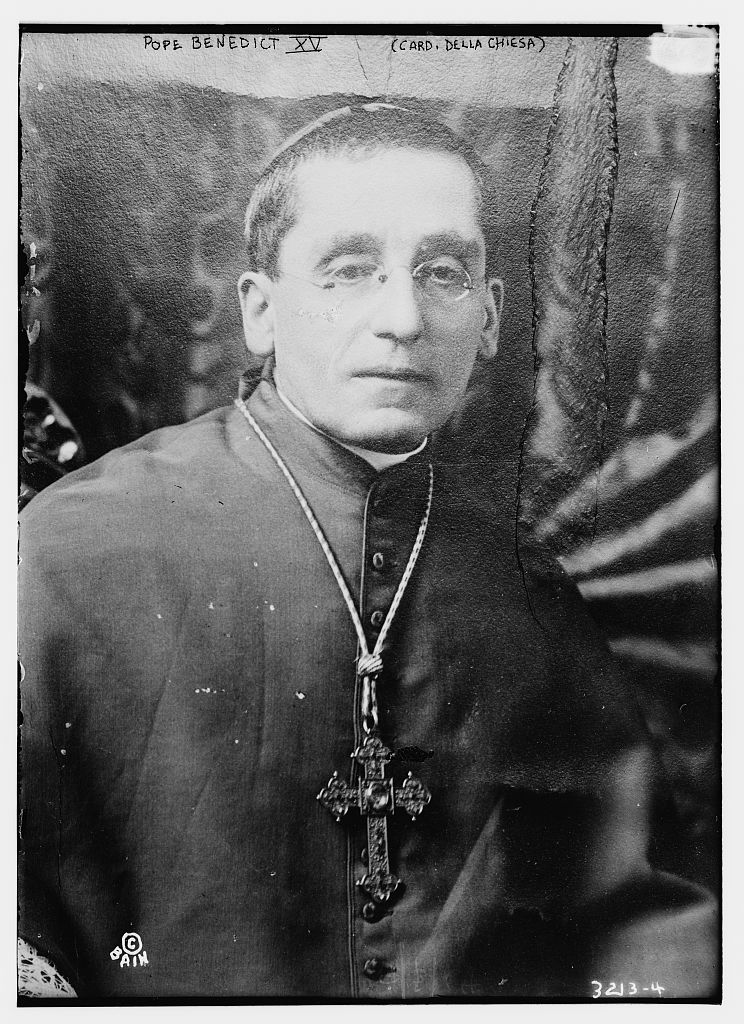
Papst Benedikt XV.

- 22. Januar: Benedikt XV., Papst (* 1854)
- 22. Januar: James Bryce, 1. Viscount Bryce, britischer Politiker, Historiker und Diplomat (* 1838)
- 22. Januar: Elsa Andersson, schwedische Pilotin (* 1897)
- 23. Januar: Lorenz Ludwig Auler, deutscher Politiker (* 1853)
- 23. Januar: René Beeh, deutscher Maler und Grafiker (* 1886)
- 23. Januar: Arthur Nikisch, ungarischer Dirigent (* 1855)
- 25. Januar: William Goldman, US-amerikanischer Fotograf (* 1856)
- 26. Januar: Alfred Gercke, deutscher Altphilologe (* 1860)
- 27. Januar: Nellie Bly, US-amerikanische Journalistin und Weltreisende (* 1864)
- 27. Januar: Giovanni Verga, italienischer Schriftsteller (* 1840)
- 28. Januar: Elizabeth Jane Gardner, US-amerikanisch-französische Malerin (* 1837)
- 03. Februar: Ferdinand Gustav Hans von Arnim, preußischer General (* 1846)
- 05. Februar: Christiaan De Wet, südafrikanischer Politiker und General der Buren (* 1854)
- 05. Februar: Slavoljub Eduard Penkala, Ingenieur und Erfinder aus Kroatien (* 1871)
- 06. Februar: Georg August Zenker, deutscher Gärtner, Botaniker und Zoologe (* 1855)
- 07. Februar: Eduard Anthes, deutscher Prähistoriker (* 1859)
- 09. Februar: Auguste Glardon, Schweizer evangelischer Geistlicher (* 1839)
- 10. Februar: Christo Matow, bulgarisch-makedonischer Revolutionär (* 1872)
- 15. Februar: Clara Gertrud Wichmann, niederländische Juristin, Publizistin, Pazifistin (* 1885)
- 16. Februar: Christoph Paul von Andreae, deutscher Industrieller und Gutsbesitzer (* 1850)
- 16. Februar: Newton Knight, Deserteur der Konföderierten Armee im Sezessionskrieg (* 1849)
- 18. Februar: Hugo Spieler, deutscher Bildhauer (* 1854)
- 19. Februar: Friedrich Bormann, deutscher Eisenbahndirektor und Mitglied des Deutschen Reichstags (* 1828)
- 20. Februar: Reinhard Mannesmann, deutscher Industrieller (* 1856)
- 20. Februar: John F. Shafroth, US-amerikanischer Politiker (* 1854)
- 23. Februar: Georg Anthes, deutscher Geiger, Opernsänger und Theaterregisseur (* 1863)
- 25. Februar: Anton von Kersting, deutscher Militär (* 1849)

### März/April
- 05. März: Richard Schöne, deutscher Archäologe (* 1840)
- 06. März: René Bohn, deutscher Chemiker (* 1862)
- 07. März: Carl Ludwig Schleich, deutscher Arzt und Schriftsteller (* 1859)
- 10. März: Hans Sitt, deutscher Komponist (* 1850)

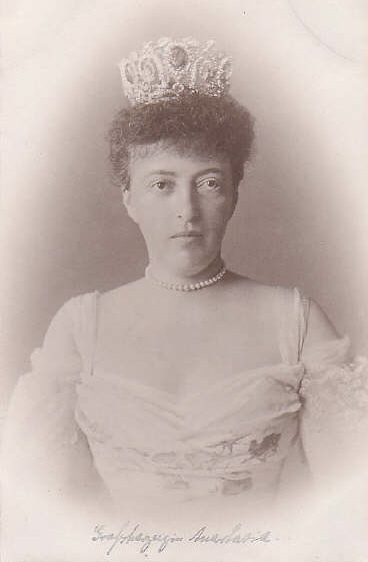
Anastasia Michailowna Romanowa

- 11. März: Anastasia Michailowna Romanowa, Großherzogin von Mecklenburg (* 1860)
- 11. März: Robert J. Wynne, US-amerikanischer Politiker (* 1851)
- 16. März: Jakob Zimmermann, Schweizer Gastwirt und Politiker (* 1842)
- 25. März: Ulrich Thieme, deutscher Kunsthistoriker (* 1865)
- 28. März: Julius Wieting, deutscher Chirurg (* 1868)
- 01. April: Karl I., Kaiser von Österreich und König von Ungarn, Kroatien und Böhmen (* 1887)
- 02. April: Hermann Rorschach, Schweizer Psychiater (* 1884)
- 05. April: Ramabai Dongre Medhavi, indische Sozialreformerin (* 1858)
- 08. April: Erich von Falkenhayn, deutscher Offizier (* 1861)
- 10. April: Irving Webster Drew, US-amerikanischer Politiker (* 1845)
- 12. April: František Ondříček, tschechischer Geiger und Komponist (* 1857)
- 12. April: George Henry Wilson, US-amerikanischer Zahnarzt und Hochschullehrer (* 1922)
- 19. April: Marjorie Pickthall, englisch-kanadische Schriftstellerin (* 1882)
- 19. April: Theodor von Scheve, deutscher Schachmeister (* 1851)
- 21. April: Alessandro Moreschi, letzter Kastrat (* 1858)
- 23. April: Abraham Adler, deutscher Volkswirt (* 1850)
- 23. April: Vlaho Bukovac, kroatischer Maler (* 1855)
- 26. April: Rudolf Jung, deutscher Historiker und Archivar (* 1859)
- 28. April: Joseph Aumer, deutscher Orientalist und Bibliothekar (* 1835)

### Mai/Juni
- 01. Mai: Olga Gebauer, deutsche Hebamme und eine Gründerin des Vorläufers des Deutschen Hebammenverbandes (* 1858)
- 04. Mai: Asle Gronna, US-amerikanischer Politiker (* 1858)
- 06. Mai: Diego Dublé Almeida, chilenischer General und Politiker (* 1841)
- 08. Mai: Otto Hieronimus, deutsch-österreichischer Automobilkonstrukteur und -rennfahrer (* 1879)
- 11. Mai: Allen M. Fletcher, US-amerikanischer Politiker (* 1853)
- 15. Mai: Josef Gold, österreichischer Maler und Restaurator (* 1840)
- 18. Mai: Alphonse Laveran, französischer Mediziner und Medizinnobelpreisträger (* 1845)
- 22. Mai: Eduard Fiechtner, deutscher Schultheiß (* 1843)
- 24. Mai: Karl Schäfer, deutscher Orgelbauer (* 1838)

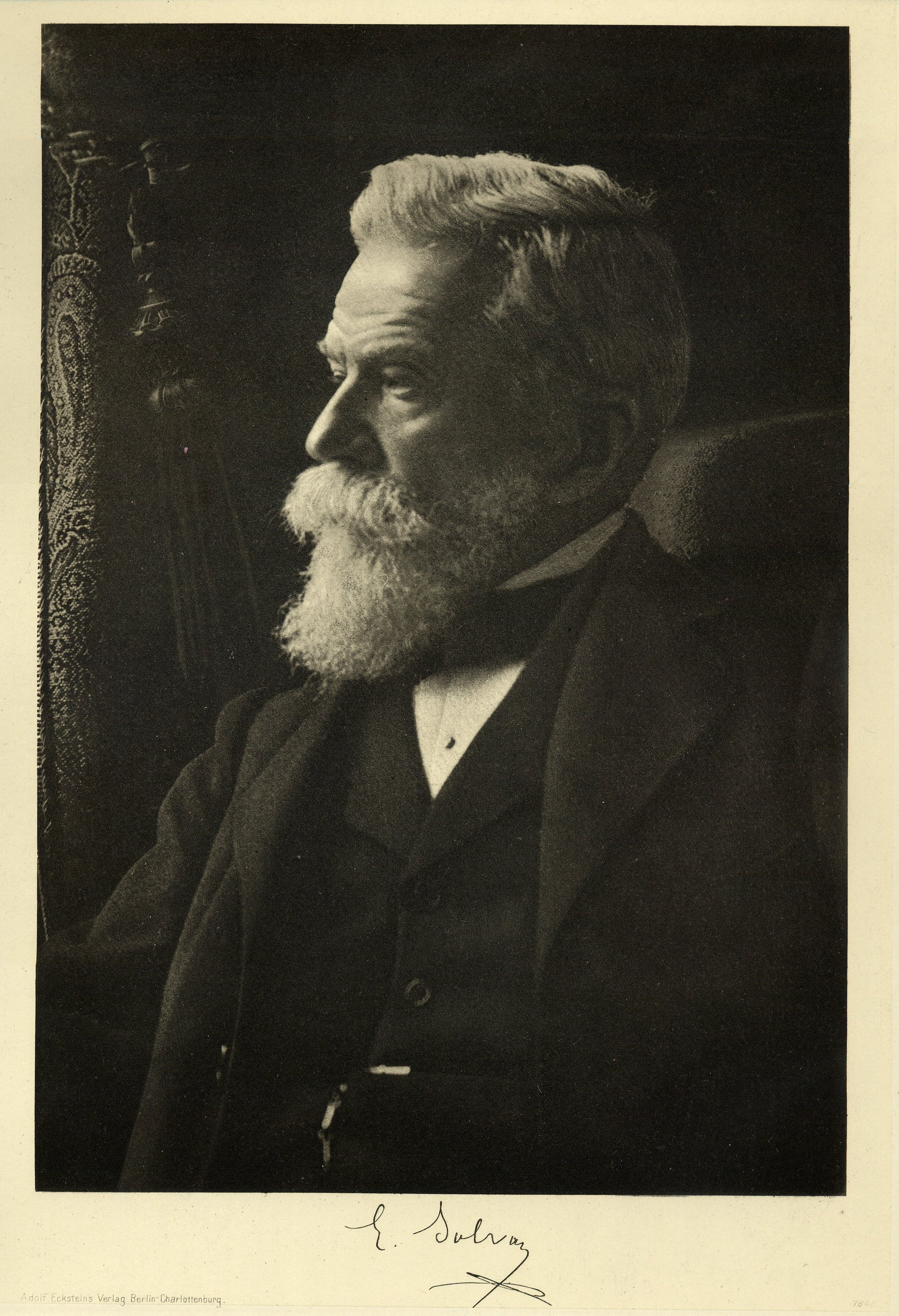
Ernest Solvay (um 1900)

- 26. Mai: Ernest Solvay, belgischer Chemiker (* 1838)
- 27. Mai: Heinrich Nils Antoine-Feill, deutscher Rechtsanwalt (* 1855)
- 28. Mai: Julie Siegfried, französische Feministin (* 1848)
- 28. Mai: Emilio Zanini, Schweizer Lehrer und Schriftsteller (* 1866)
- 01. Juni: Samuel E. Pingree, US-amerikanischer Politiker (* 1832)
- 02. Juni: William P. Pollock, US-amerikanischer Politiker (* 1870)
- 04. Juni: Hermann Diels, deutscher Altphilologe und Philosophiehistoriker (* 1848)
- 05. Juni: George Carmack, US-amerikanischer Goldsucher (* 1860)
- 05. Juni: Lillian Russell, US-amerikanische Sängerin (* 1861)
- 12. Juni: Wolfgang Kapp, Generallandschaftsdirektor und Putschist (* 1858)
- 16. Juni: Karl Blasel, österreichischer Schauspieler und Theaterdirektor (* 1831)
- 17. Juni: Hermann Jordan, deutscher evangelischer Geistlicher und Hochschullehrer (* 1878)
- 17. Juni: Otto Lehmann, deutscher Physiker, „Vater“ der Flüssigkristall-Forschung (* 1855)
- 19. Juni: Fritz Arnheim, deutscher Historiker (* 1866)
- 20. Juni: Aeba Kōson, japanischer Schriftsteller und Theaterkritiker (* 1855)
- 20. Juni: Wilhelm Hallwachs, deutscher Physiker (* 1859)
- 22. Juni: Newton Blanchard, US-amerikanischer Politiker (* 1849)
- 24. Juni: Alexander Stepanowitsch Antonow, Anführer des Bauernaufstandes von Tambow während des Russischen Bürgerkriegs (* 1889)
- 24. Juni: Walther Rathenau, deutscher Reichsaußenminister (* 1867)
- 26. Juni: Albert I., Fürst von Monaco (* 1848)
- 26. Juni: Ciro Luis Urriola, Staatspräsident von Panama (* 1863)
- 27. Juni: Paul Schreckenbach, deutscher Pfarrer und Schriftsteller (* 1866)

### Juli/August
- 01. Juli: Emanuel La Roche, Schweizer Architekt (* 1863)
- 05. Juli: Carl Großmann, Serienmörder (* 1863)
- 12. Juli: George Washington Steele, US-amerikanischer Politiker (* 1839)
- 13. Juli: Rosa Bloch-Bollag, Figur der Schweizer Arbeiterbewegung (* 1880)
- 15. Juli: Biagio Nazzaro, italienischer Automobil- und Motorradrennfahrer (* 1890)
- 17. Juli: Heinrich Rubens, deutscher Physiker (* 1865)

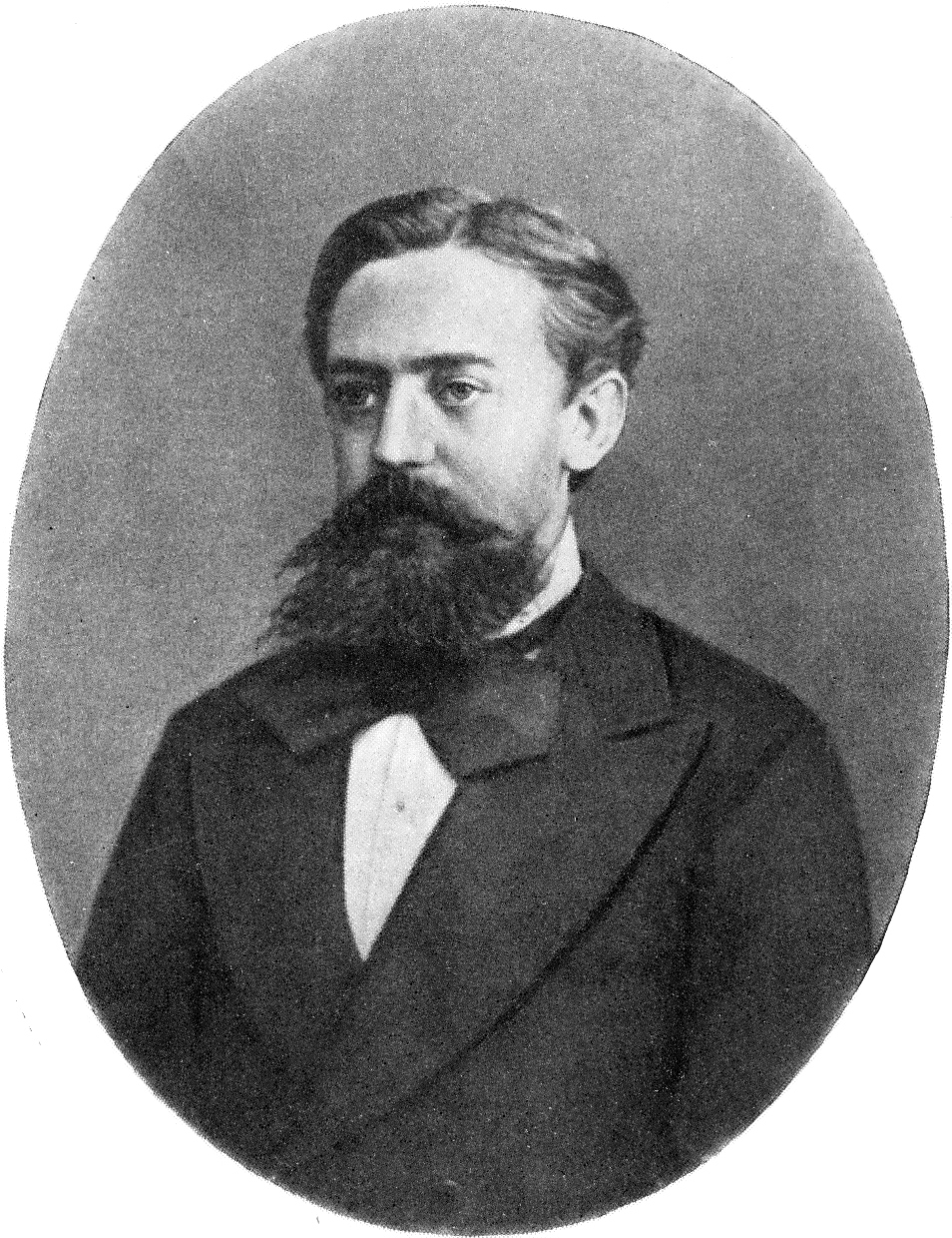
Andrei A. Markow

- 20. Juli: Andrei Markow, russischer Mathematiker (* 1856)
- 21. Juli: Ulrich Farner, Schweizer Journalist und Mundartschriftsteller (* 1855)
- 21. Juli: Cemal Pascha, türkischer General und Politiker (* 1872)
- 23. Juli: Jean Sigg, Schweizer Lehrer, Gewerkschafter und Politiker (* 1865)
- 24. Juli: Emil Rellstab, Schweizer Landwirt und Politiker (* 1853)
- 25. Juli: Jaroslaw de Zielinski, US-amerikanischer Pianist, Organist, Chorleiter, Musikpädagoge und Komponist (* 1847)
- 30. Juli: Karl Dove, deutscher Geograph, Meteorologe und Afrikaforscher (* 1863)
- 01. August: Francis S. White, US-amerikanischer Politiker (* 1847)

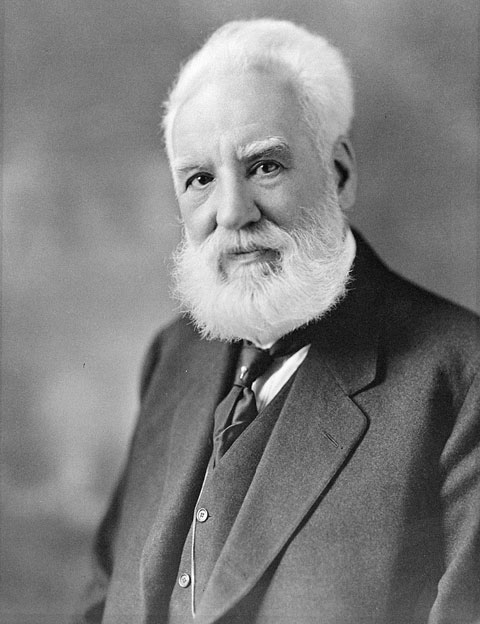
Alexander Graham Bell,
(Foto von ca. 1914–1919)

- 02. August: Alexander Graham Bell, schottisch-kanadischer Erfinder (* 1847)
- 02. August: William E. Crow, US-amerikanischer Politiker (* 1870)
- 03. August: Minna Cauer, deutsche Pädagogin und Frauenrechtlerin (* 1841)
- 03. August: Matyáš Lerch, tschechischer Mathematiker (* 1860)
- 04. August: Enver Pascha, türkischer General und Politiker (* 1881)
- 12. August: Arthur Griffith, irischer Unabhängigkeitskämpfer und Staatspräsident (* 1872)
- 18. August: William Henry Hudson, argentinisch-britischer Schriftsteller, Naturalist und Ornithologe (* 1841)
- 18. August: Otto Stoll, Schweizer Geograph und Ethnologe (* 1849)
- 19. August: Gustav Jacob Adt, deutscher Fabrikant und Politiker (* 1860)
- 22. August: Henriette Arendt, erste deutsche Polizistin (* 1874)
- 22. August: Michael Collins, irischer Freiheitskämpfer (* 1890)
- 23. August: Albert J. Hopkins, US-amerikanischer Politiker (* 1846)
- 28. August: Friedrich Schrader, deutscher Schriftsteller und Orientalist (* 1865)
- 29. August: Vic Gonsalves, niederländischer Fußballspieler (* 1887)
- 29. August: Georges Sorel, französischer Sozialphilosoph (* 1847)

### September/Oktober
- 01. September: Samu Pecz, ungarischer Architekt (* 1854)

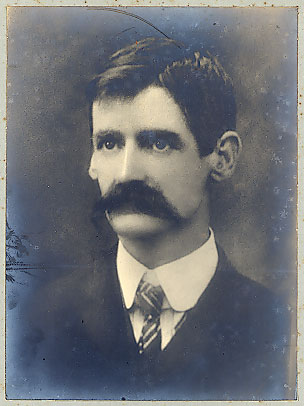
Henry Lawson, ca. 1902

- 02. September: Henry Lawson, australischer Autor und Poet (* 1867)
- 05. September: Georgette Agutte, französische Malerin (* 1867)
- 07. September: Léonce Girardot, französischer Automobilrennfahrer (* 1864)
- 07. September: William Stewart Halsted, US-amerikanischer Chirurg (* 1852)
- 09. September: Gregor Kuhn, deutscher Automobilrennfahrer (* unbekannt)
- 10. September: Árpád Szendy, ungarischer Komponist (* 1863)
- 11. September: Louis Adolphe Coerne, US-amerikanischer Komponist (* 1870)
- 11. September: Ludwig Fritze, deutscher Indologe und Sanskritist (* 1833)
- 11. September: Anton Kolm, österreichischer Regisseur, Filmpionier (* 1865)
- 15. September: Friedrich Nobbe, deutscher Agrikulturchemiker, Botaniker und Saatgutforscher (* 1830)
- 15. September: Fritz Stüber-Gunther, österreichischer Schriftsteller (* 1872)
- 18. September: Cornelis Adrianus Pekelharing, niederländischer Mediziner (* 1848)
- 22. September: Charles Santley, englischer Opern- und Oratoriensänger (* 1834)
- 25. September: Tōkai Sanshi, japanischer Schriftsteller (* 1852)
- 25. September: Johannes Petrus Kuenen, niederländischer Physiker (* 1866)
- 26. September: David Jakowlewitsch Aizman, russisch-jüdischer Schriftsteller (* 1869)
- 26. September: Jules Siegfried, französischer Unternehmer und Politiker (* 1837)
- 27. September: Philippe Godet, Schweizer Schriftsteller (* 1850)
- 02. Oktober: Lucius F. C. Garvin, US-amerikanischer Politiker (* 1841)
- 09. Oktober: Jorge Montt Álvarez, chilenischer Offizier und Politiker (* 1845)
- 10. Oktober: Luisa Capetillo, Puerto–Ricanische Feministin und Anarchistin (* 1879)
- 11. Oktober: August Leopold Philipp Maria Michael Gabriel Raphael Gonzaga, brasilianischer Thronprätendent (* 1867)
- 20. Oktober: Stephan Burián, österreichisch-ungarischer Politiker (* 1852)
- 22. Oktober: Lyman Abbott, US-amerikanischer Religionsphilosoph (* 1835)
- 24. Oktober: Wilhelm Bode, deutscher Goetheforscher (* 1862)

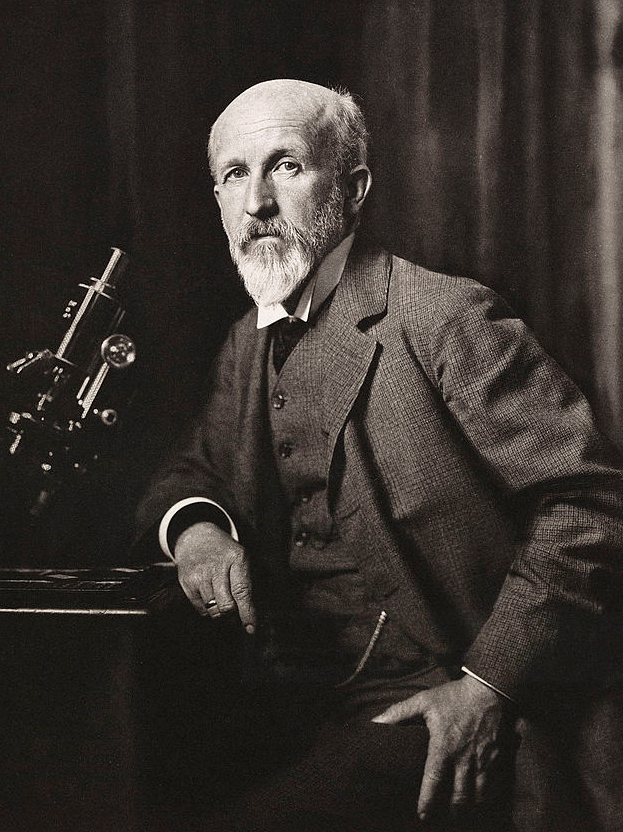
Oscar Hertwig, 1906

- 25. Oktober: Oscar Hertwig, deutscher Zoologe (* 1849)
- 29. Oktober: Fritz Drechsler, deutscher Architekt (* 1861)
- 30. Oktober: Pavel Argeyev, französisch-russischer Jagdflieger (* 1887)

### November/Dezember
- 01. November: Alva Adams, US-amerikanischer Politiker (* 1850)
- 03. November: Jacques Bizet, französischer Unternehmer und Schriftsteller (* 1872)
- 12. November: Bellamy Storer, US-amerikanischer Diplomat und Politiker (* 1847)
- 14. November: Carl Michael Ziehrer, österreichischer Komponist (* 1843)
- 16. November: Max Abraham, deutscher theoretischer Physiker (* 1875)
- 16. November: Kunigunde Ansion, österreichische Schriftstellerin (* 1863)
- 17. November: Albert Aichele, Schweizer Pionier der Elektrotechnik (* 1865)
- 17. November: Robert Comtesse, Schweizer Politiker (* 1847)

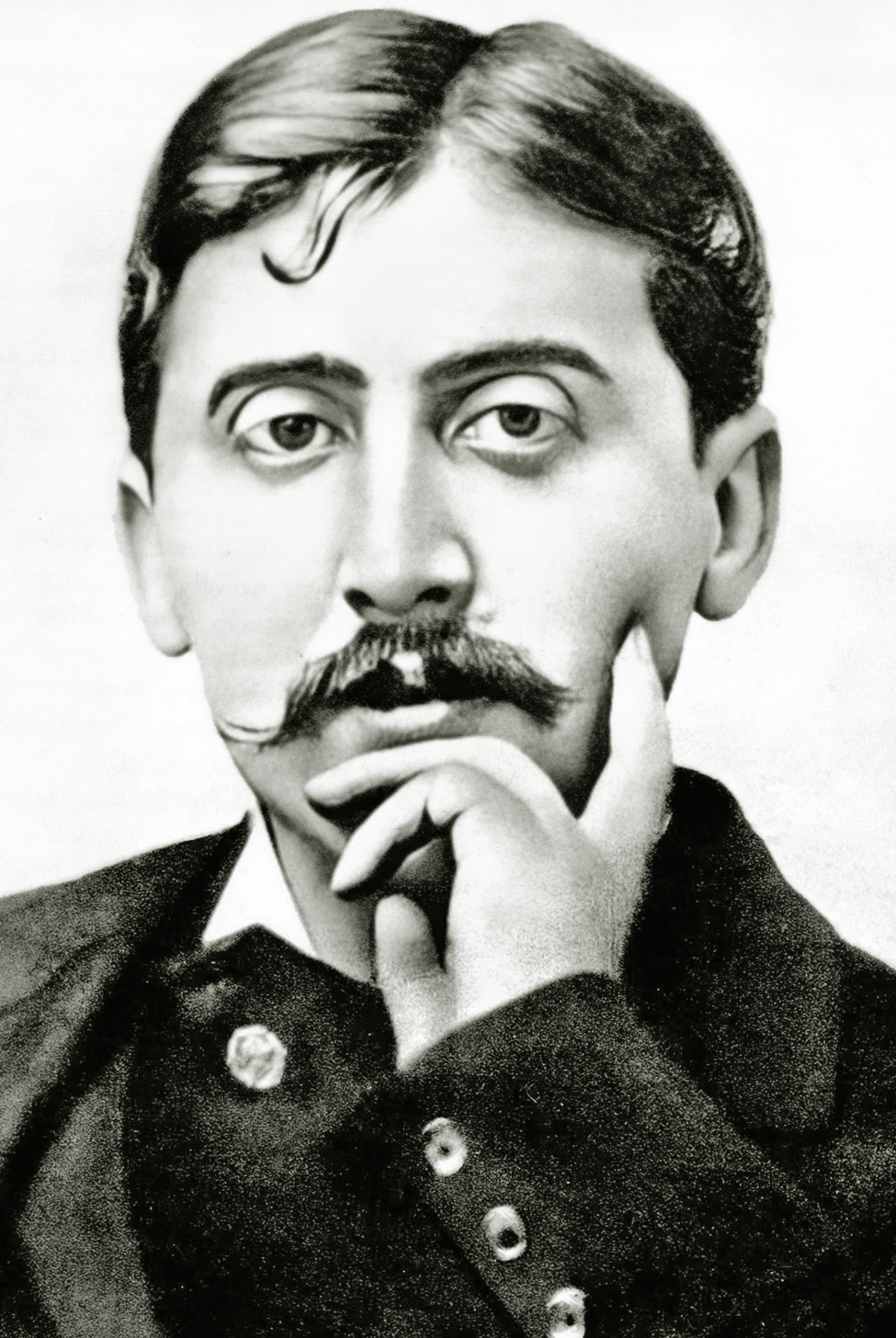
Marcel Proust, um 1900

- 18. November: Marcel Proust, französischer Romancier (* 1871)
- 24. November: August Leue, deutscher Architekt, Offizier und Kolonialbeamter (* 1854)
- 04. Dezember: Hermann Viehweger, deutscher Architekt (* 1846)
- 12. Dezember: John Wanamaker, US-amerikanischer Kaufmann und ehemaliger Postminister der USA (* 1838)
- 13. Dezember: Arthur Wesley Dow, US-amerikanischer Landschaftsmaler (* 1857)
- 17. Dezember: Antonín Kalina, tschechischer Politiker (* 1870)
- 18. Dezember: Otto Nägeli, Schweizer Mediziner, Heimatforscher und Mundartautor (* 1843)
- 18. Dezember: Nelly Roussel, französische Feministin (* 1878)
- 19. Dezember: Adolf Bennecke, deutscher Gynäkologe und Hochschullehrer (* 1875)
- 19. Dezember: Georg von Borries, deutscher Regierungsbeamter (* 1857)
- 19. Dezember: Friedrich Delitzsch, deutscher Assyriologe (* 1850)
- 20. Dezember: Hermann Struckmann, deutscher Jurist (* 1839)
- 21. Dezember: Emil Doepler, deutscher Maler (* 1855)
- 22. Dezember: LeBaron Bradford Prince, US-amerikanischer Politiker (* 1840)
- 24. Dezember: Emil Frey, Schweizer Politiker (* 1838)
- 30. Dezember: Richard Zeckwer, US-amerikanischer Komponist (* 1850)

### Genaues Todesdatum unbekannt
- Faraḥ Anṭūn, syrischer Journalist (* 1874)
- José Backhaus, chilenischer Maler (* 1884)
- Wilhelm Ferch, rumäniendeutscher Komponist und Chorleiter (* 1881)
- Victor Piaggio, argentinischer Dirigent und Musikpädagoge (* 1864)
- Alexander Rechnitzer, österreich-ungarischer Erfinder (* um 1880)
- Conrad Ruf, deutscher Fotograf (* 1840)